# トヨタ・ヴィッツ
ヴィッツ（Vitz）は、トヨタ自動車が販売していた1.0 L - 1.5 Lクラスのハッチバック型乗用車である。日本国内では一貫して新旧ネッツ店でのみ取り扱われていた看板車種の一つであった。
国内では「ヴィッツ」、国外では「ヤリス」と名を区別されていたが、2020年2月10日発売の4代目から車名が日本国内・国外ともに「ヤリス」に統一された。

## 概要
スターレットの事実上の後継車にあたり、欧州ではBセグメント（初代を除く）に、北米ではサブコンパクトカーに分類される。初代から欧州でも生産・販売されており、現在日産・キャシュカイに次いで欧州で売れている日本車となっている。2017年時点での世界販売台数は52万台で、トヨタ車の中ではカムリやプリウスを凌いで5番目に売れる世界戦略車であるが、一方で日本と欧州だけでその9割を売り上げるという特殊な市場構成となっている。
初代モデルが登場した1999年当時の日本では、デミオやマーチにロゴといったコンパクトカーも存在したものの、基本的には作り込みより価格の安さに重きが置かれていた。また世間では従来からのセダンに加え、新たに誕生したミニバンやクロスオーバーSUVなどが人気を占めていた。しかし、ヴィッツはギリシャ人デザイナーのソティリス・コヴォスによる革新的なデザインや室内空間の広さ、衝突安全性能、環境性能の高さで従来のセダンの購入層をも魅了し、国内外で爆発的なヒットを記録。5ドアコンパクトカーブームを引き起こし、世界のコンパクトカー市場に大きな影響を与えた。その意味でも、これらの車種は日本だけでなく「世界の小型車を変えた存在」として現在でも評価が高い。
ホットハッチとしての需要も高く、ディーゼルターボ用ユニットと大容量ラジエーターを「RS」に装着した『ヴィッツRSターボ Powered by TRD』、1.8 Lスーパーチャージャーを備える『ヴィッツGRMN』のような過激なものも公式に発売されている。またモータースポーツでもWRC（世界ラリー選手権）でチャンピオンとなった他、ヴィッツ限定のワンメイクレース「ネッツカップヴィッツレース」、同じくワンメイクラリー「TRDヴィッツチャレンジ」（現・TGRラリーチャレンジ）が開催されるなど、プロから初心者まで幅広く親しまれる車種となっている。

## 初代 SCP/NCP/NLP1#型（1999年 - 2005年）
当初のラインナップは1.0 L 直列4気筒DOHC16バルブ1SZ-FE型（70 PS）のモデルのみのリッターカーである。フォード・Kaらが属するAセグメントの市場に登場した。1999 - 2000日本カー・オブ・ザ・イヤーをプラッツ・ファンカーゴとともに受賞（トヨタとしては初の3連覇となった）。欧州カー・オブ・ザ・イヤーも受賞。それまで販売台数で上位にあったカローラ（セダン）を上回る販売台数となり、日本国内外に影響を与える車になった。
インテリアはエクステリアと同様に丸みを帯びた斬新なデザインであり一部グレード、タコメーター仕様を除きデジタルセンターメーターが搭載された。当時としては珍しくインパネには灰皿らしき形のコインケースが存在している。
中国の天津一汽夏利汽車に技術供与され、威姿（Vizi）として発売していたが、 2012年6月に生産終了（搭載エンジンは1SZ・8A）。

### 年表
- 1997年
  - 10月 - 第32回東京モーターショーにてファンタイムとして参考出品。
- 1999年
  - 1月13日 - 初代モデルを日本で発売。キャッチフレーズは「21世紀 My Car」。
  - 3月 - 欧州において発売。
  - 8月 - 1.3 L 直列4気筒DOHC16バルブ2NZ-FE型 (88 PS) 搭載の四輪駆動車が追加される。
  - 10月 - 日本において一部改良[5]。
    - エクステリアをシックにしたクラヴィアを追加。ボディカラーの「スーパーレッドII」に替わり、「スーパーレッドV」を設定。
    - 欧州仕様（ヤリス）のサスペンションを流用し、日本仕様で省かれていたスタビライザーを装備した「ユーロスポーツエディション」仕様をUグレードに追加。

  - 10月8日 - オーストラリアにおいて発売。
- 2000年
  - 1月 - 日本において一部改良。オフセット衝突に対する安全性能を向上。
  - 5月 - 外装色ペールローズメタリックオパールが、第2回オートカラーアウォード2000、グランプリ&オートデザイナーズ賞を受賞。
  - 8月 - 日本において一部改良。排出ガス記号を変更する。
  - 10月 - 1.5 L 直列4気筒DOHC16バルブ1NZ-FE型（110 PS）を搭載したスポーツグレード、RSが日本で発売される。なお、1.3 Lエンジン搭載モデルも存在する。
  - 12月 - 日本仕様でISOFIX対応シート並びにEBD付ABSを全車標準装備化。これに伴い車体色のスーパーホワイトII（色番号・040）がホワイト（色番号・068）に差し替えとなった。
- 2001年
  - 日本での「RS」に相当する、1.5 Lエンジンを搭載したT Sportが欧州で発売される。
  - 6月 - 日本においてアイドリングストップ装置とギヤ比を変更した1.0Bエコパッケージ（5速MTのみ）を追加。
  - 12月20日 - 日本においてマイナーチェンジ。キャッチフレーズは「VITZ Beautiful!」。
    - 1.0 L車が「超-低排出ガス」認定を取得。フロントデザインを変更するとともに、ハイマウントストップランプを標準装備化。また、主要グレードに6:4分割式リアシート、ラゲージルームランプなども標準装備化した。「U」の前輪駆動車は1.3 Lに格上げされ、1.0 Lモデルは「B」とDパッケージを含む「F」に集約。「U」および1.3 Lの「RS」にそれぞれ一部の機能と装備を省略したDパッケージを新たに設定。「RS」と「クラヴィア」は外観の変更がなかった。
- 2002年
  - 3月 - 1.4 L 直列4気筒ディーゼルターボエンジン搭載モデルが欧州で発売される。
  - 4月15日 - 販売累計50万台達成を記念し、日本において特別仕様車「F/U Dパッケージ Bealtifulセレクション」を発売。
    - 「F」と「U」をベースに、Dパッケージの装備およびワイヤレスドアロック対応キーを2本にし、電動格納式リモコンカラードドアミラー・リアプラバシーガラスを装備した。

  - 6月3日 - 日本において特別仕様車「F/U Dパッケージ Bealtifulセレクション・ナビスペシャル」を発売。
    - 同年4月に発売された「F/U Dパッケージ Bealtifulセレクション」にGPSボイスナビゲーション（1 DINタイプ）を追加した。

  - 8月 - 日本において、1.3 L車と1.5 L車も「超-低排出ガス」認定を受けるとともに、1.3 L車（四輪駆動・AT車を除く）は「平成22年度燃費基準」を達成。また、「RS」が一時販売中止となった。
  - 12月25日 - 日本において2度目のマイナーチェンジ。キャッチフレーズは「VERY VITZ!」。
    - 変更点は、同年8月に販売中止していた「RS」の再販と同時に「クラヴィア」と共にデザイン変更、インテリアデザイン（メータークラスター部）、ルーフアンテナを短いポール式にした上でルーフ後端に移動、制動灯がLED式になった。フロントベンチシート&コラムATを装備する「ペアスタイル」を1.0 L車に追加。このほか新開発の1.3 L 直列4気筒DOHC16バルブ2SZ-FE型（87 PS）を搭載し、さらにヴィッツ初のCVT車&アイドルストップ付のインテリジェントパッケージを1.3 Lの「U」に設定。これと入れ替わる形で1.0「B エコパッケージ」は廃止されパワーステアリングも全車標準装備となる。3ドア車はスポーティ仕様の「RS（1.5 L/1.3 L）」とベーシック仕様の「F」/「B」（1.0 L）に整理した。
- 2003年
  - 1月23日 - TRDが開発・販売したターボチャージャーキットを1.5 Lの「RS」グレードに載せた、ハイオクガソリン仕様の「RSターボ」を日本で発売。
    - 最高出力150 PS / 6,400 rpm・最大トルク20.0 kgf·m / 4,800 rpm。モデリスタ経由での特殊な販売車種のため、車両形式は「UA-NCP13-A (G・H) MVK」ではなく「NCP13-VLMJ (G・H) MV」となった（Gは3ドア、Hは5ドア）。

  - 8月20日 - 日本において一部改良。
    - 外板色の「ペールローズメタリックオパール」を廃止し、「ラベンダーメタリック」を追加。同時に「F/U Lパッケージ・ラベンダーエディション」・「U Lパッケージ・スポーティエディション」の3つの特別仕様車を発売。
- 2004年
  - 2月 - 日本において一部改良。
    - ボディカラーの「イエローパールマイカ」・「レッドマイカメタリック」を廃止し、替わって「イエローグリーンメタリック」・「ペールオレンジマイカメタリック」を追加。

  - 2月3日 - アイドリングストップ機構付の「U インテリジェントパッケージ」が省エネ大賞を受賞。
  - 5月1日 - 新生ネッツ店の誕生を記念し、日本において特別仕様車「F/U Lパッケージ・NEO Edition」を発売。
    - 専用のラジエーターグリルとバンパーコーナープロテクションモールなどを装備した。

オプション設定でカラーコーディネートパッケージがある。

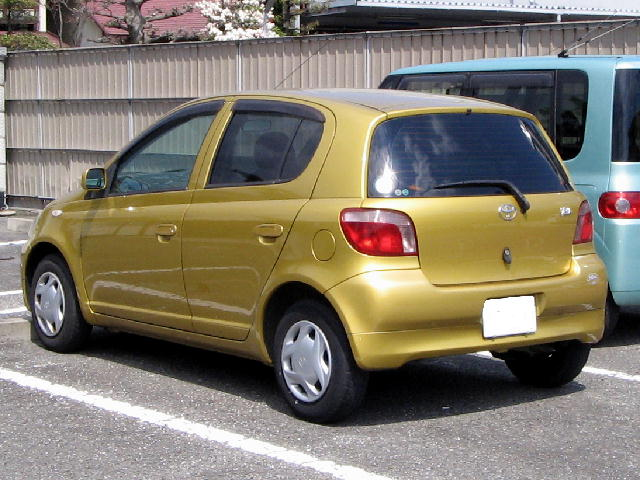
リア（5ドア・1999年販売型）
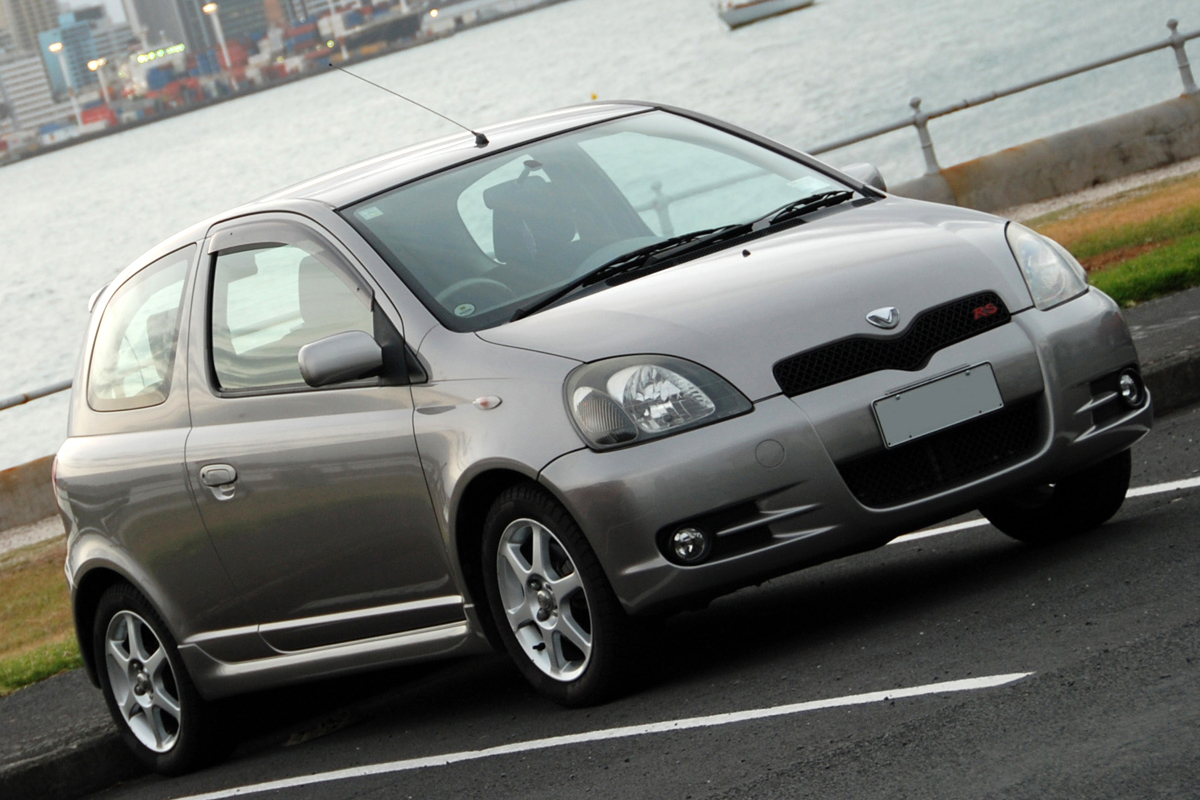
RS（1999年販売型）
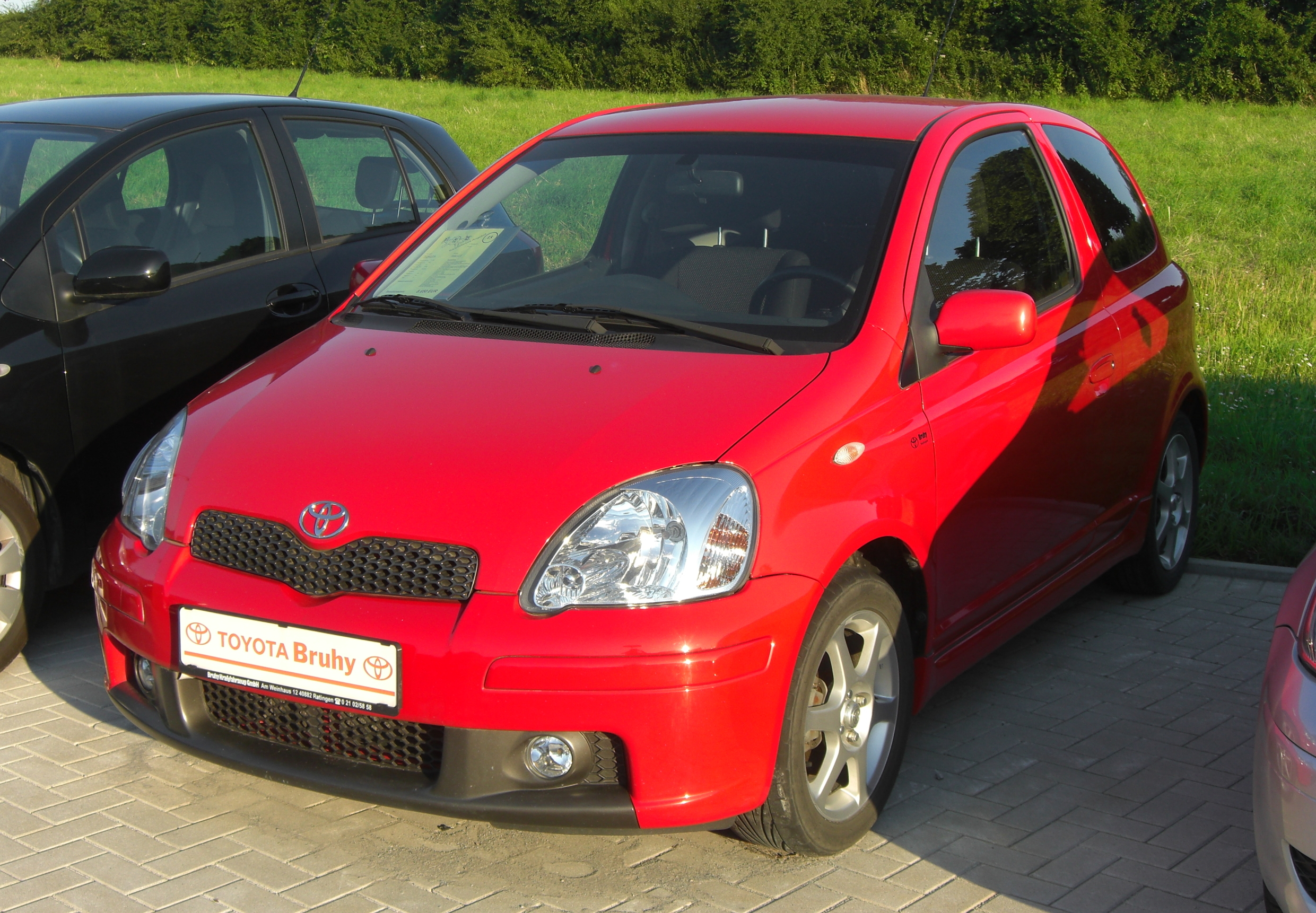
RS（2001年改良型）
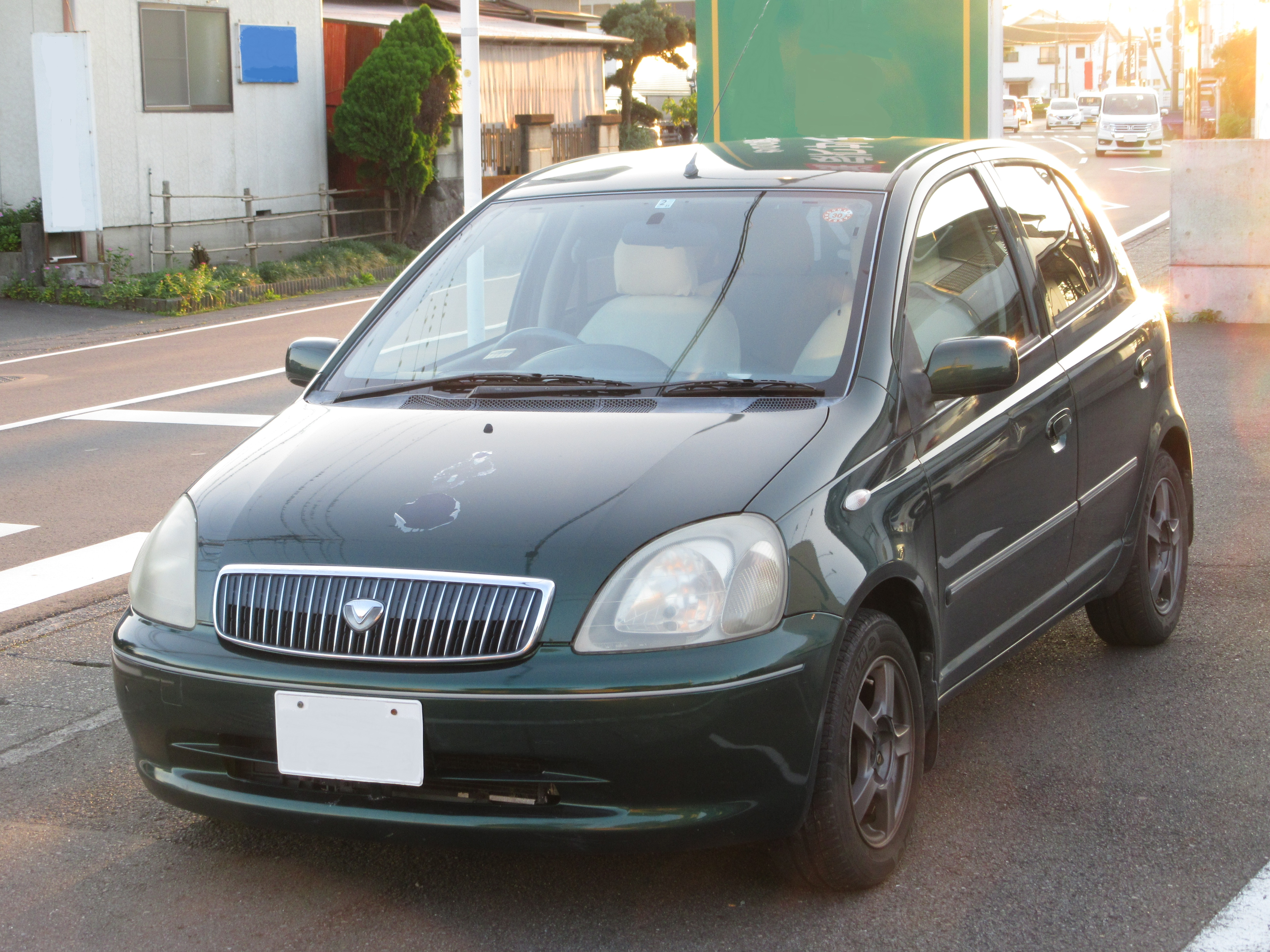
クラヴィア(1999年販売型)
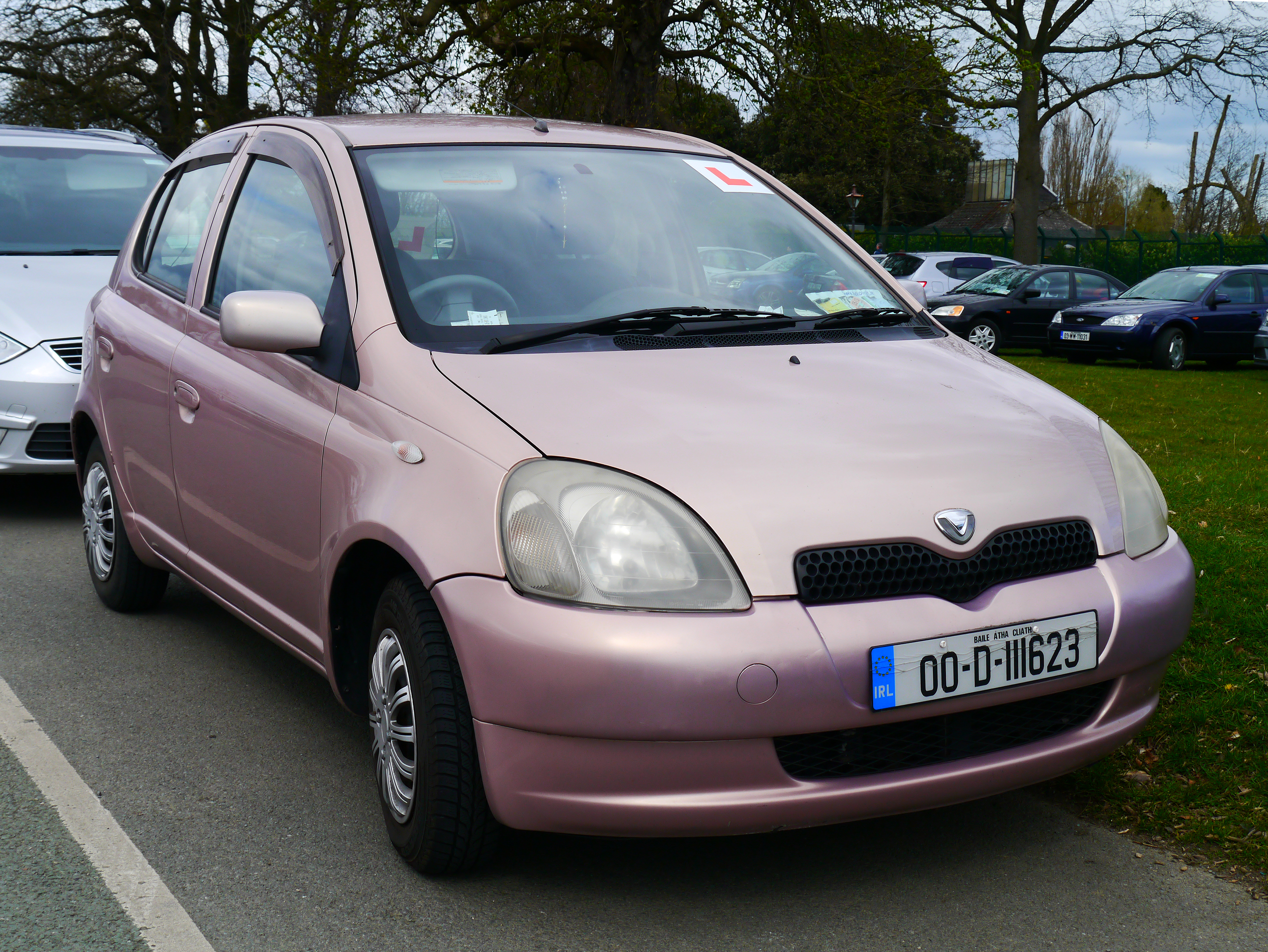
ペールローズメタリックオパール
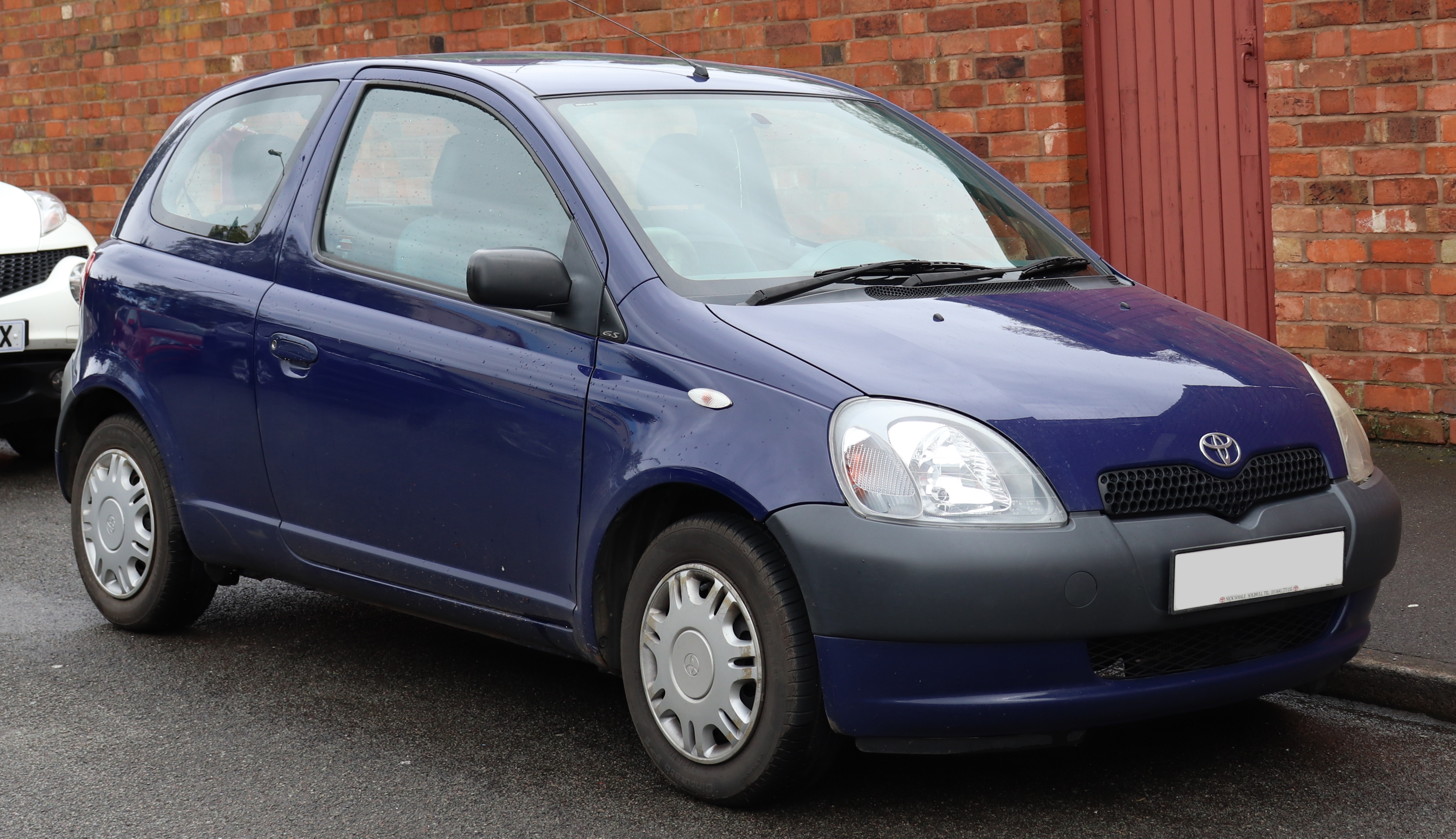
ダークブルーマイカ
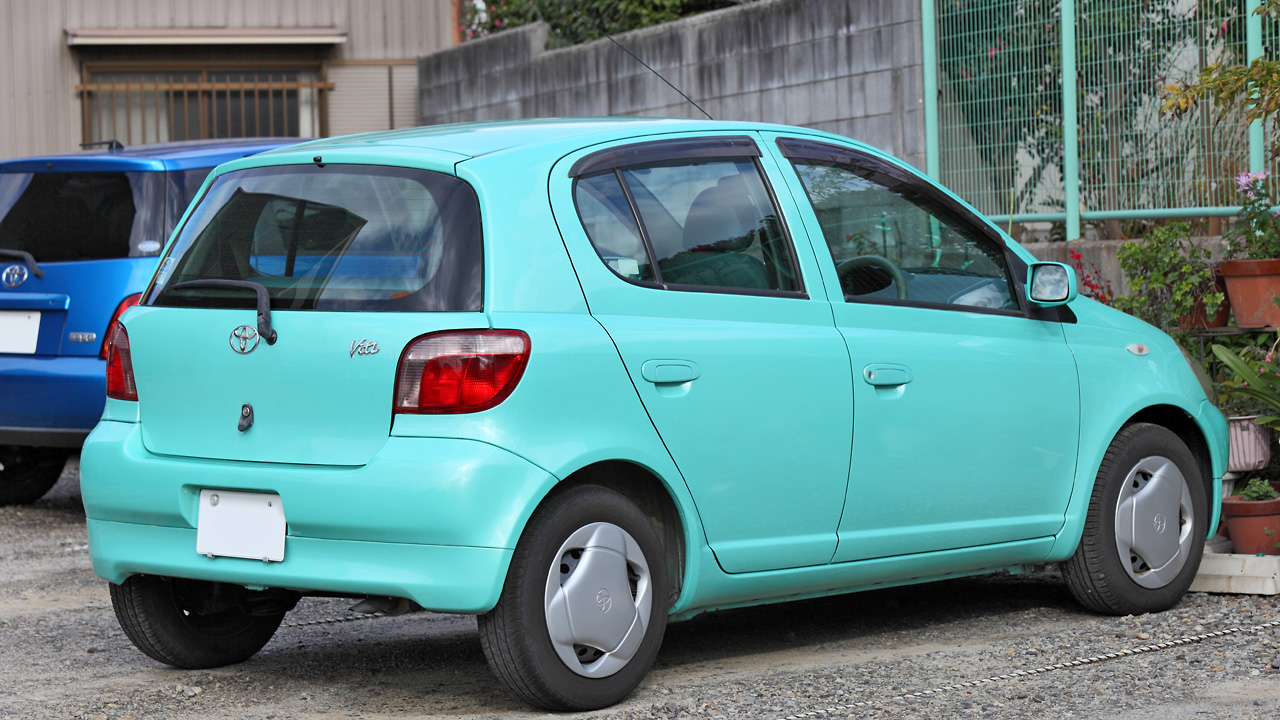
ライトアクアメタリック
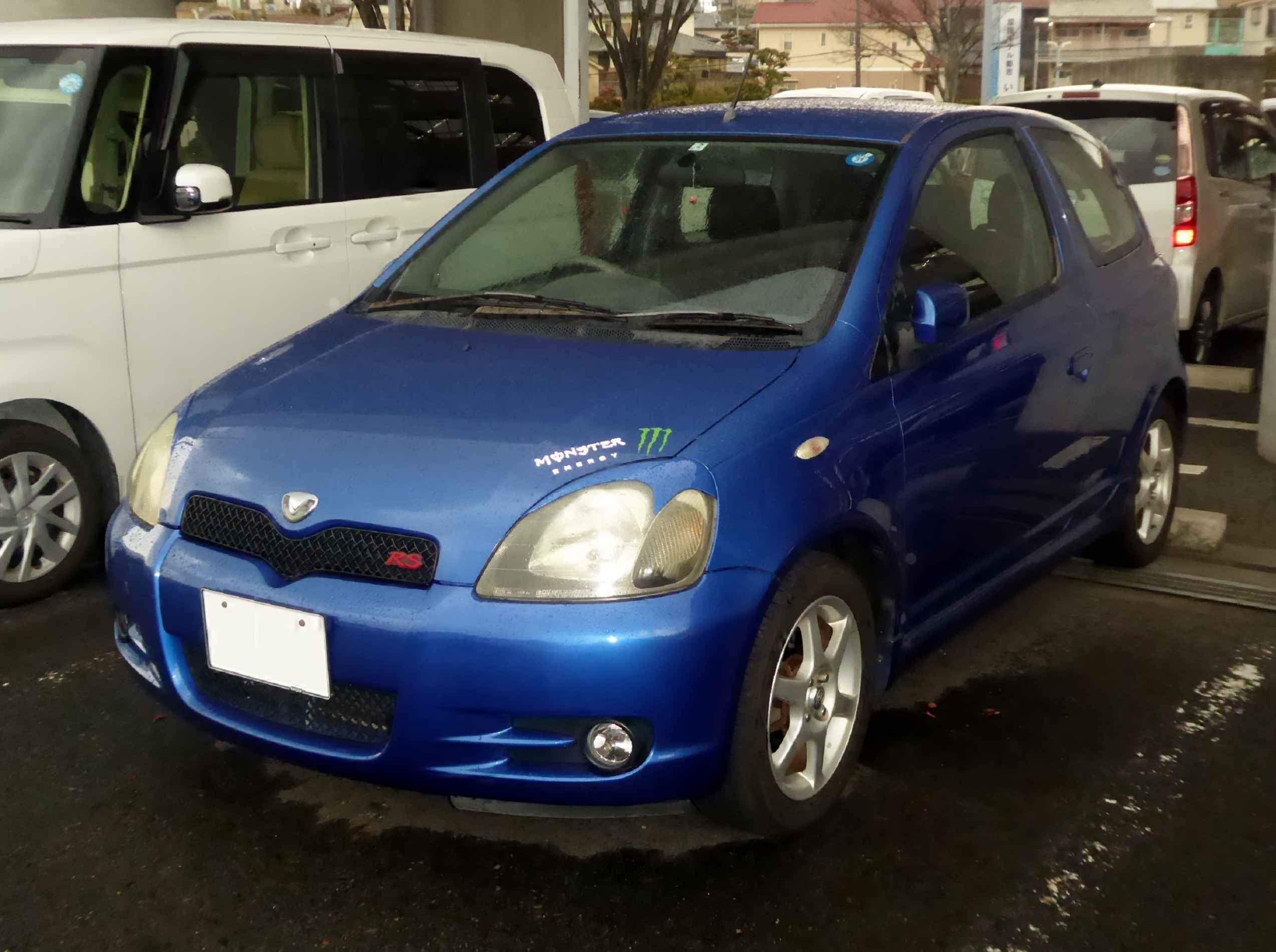
1.5 RS
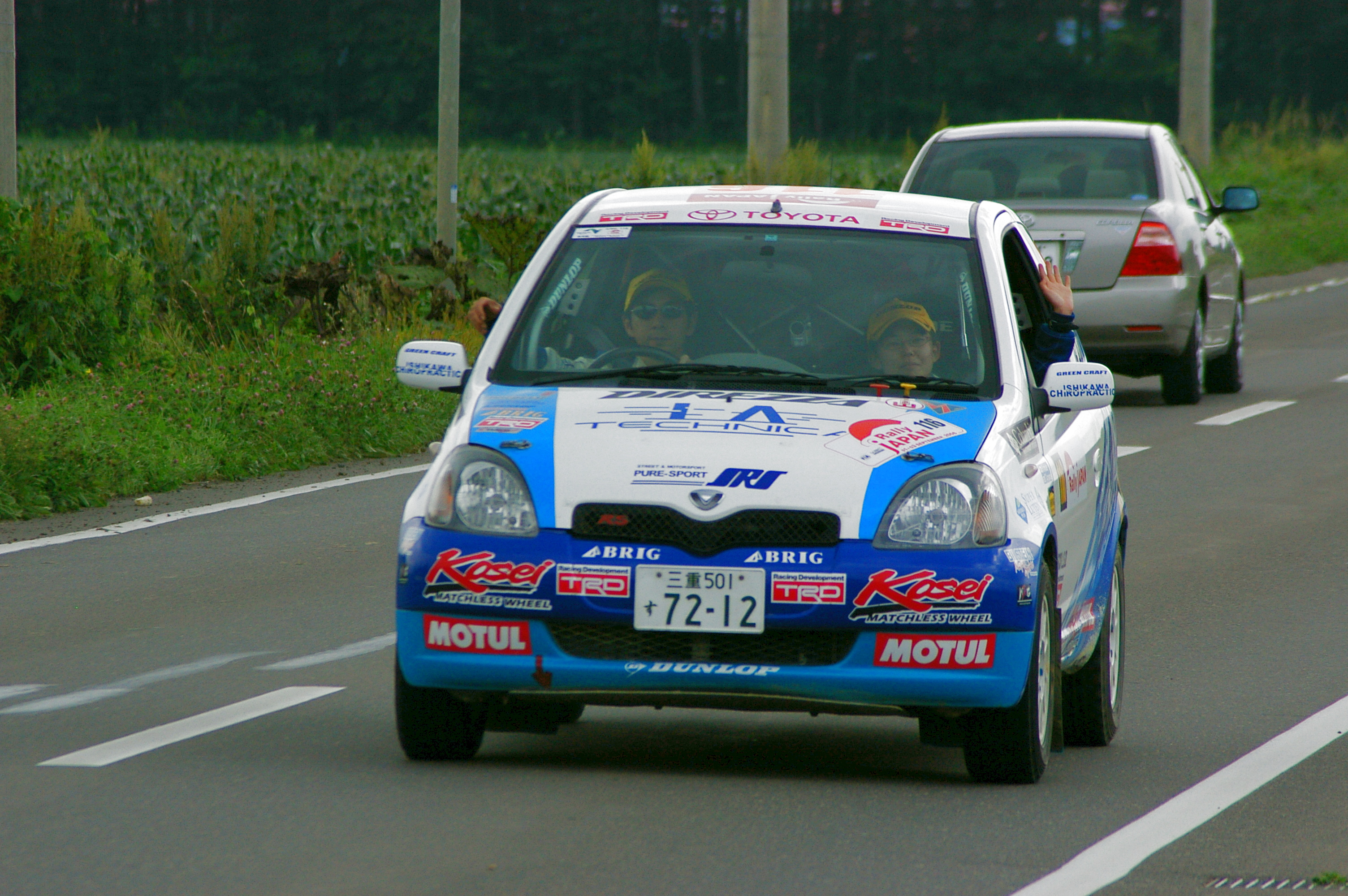
ヴィッツラリーカー
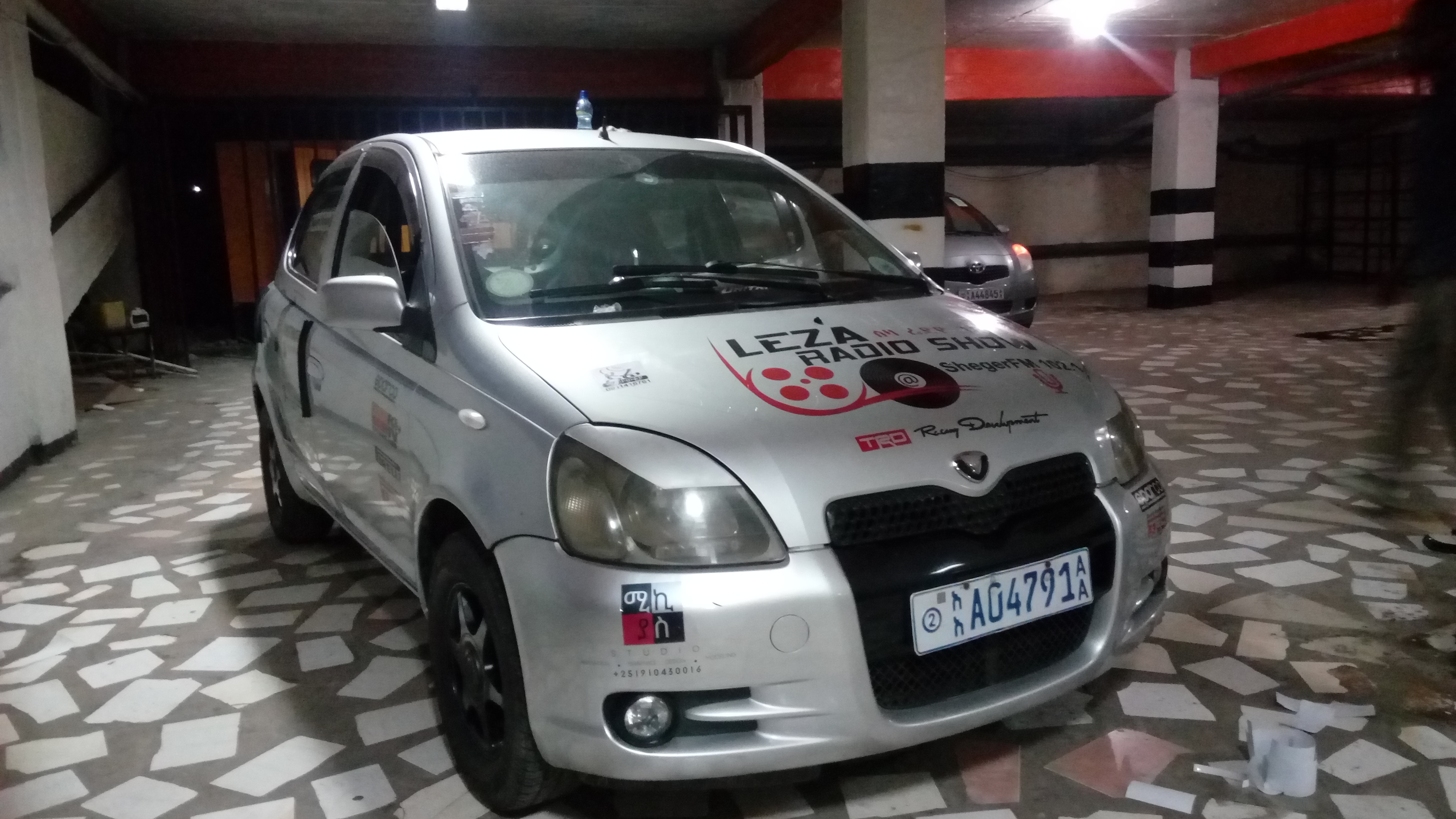
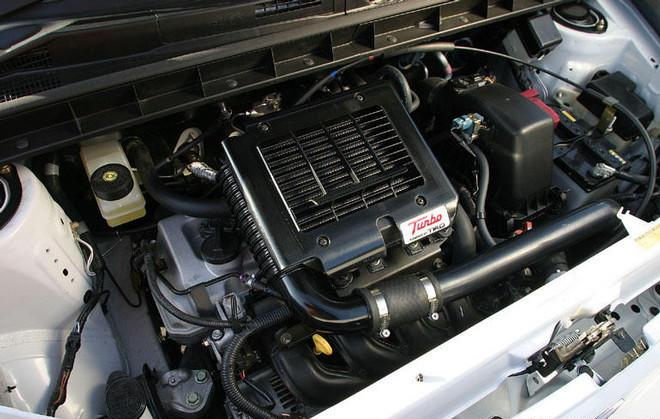
RSターボ
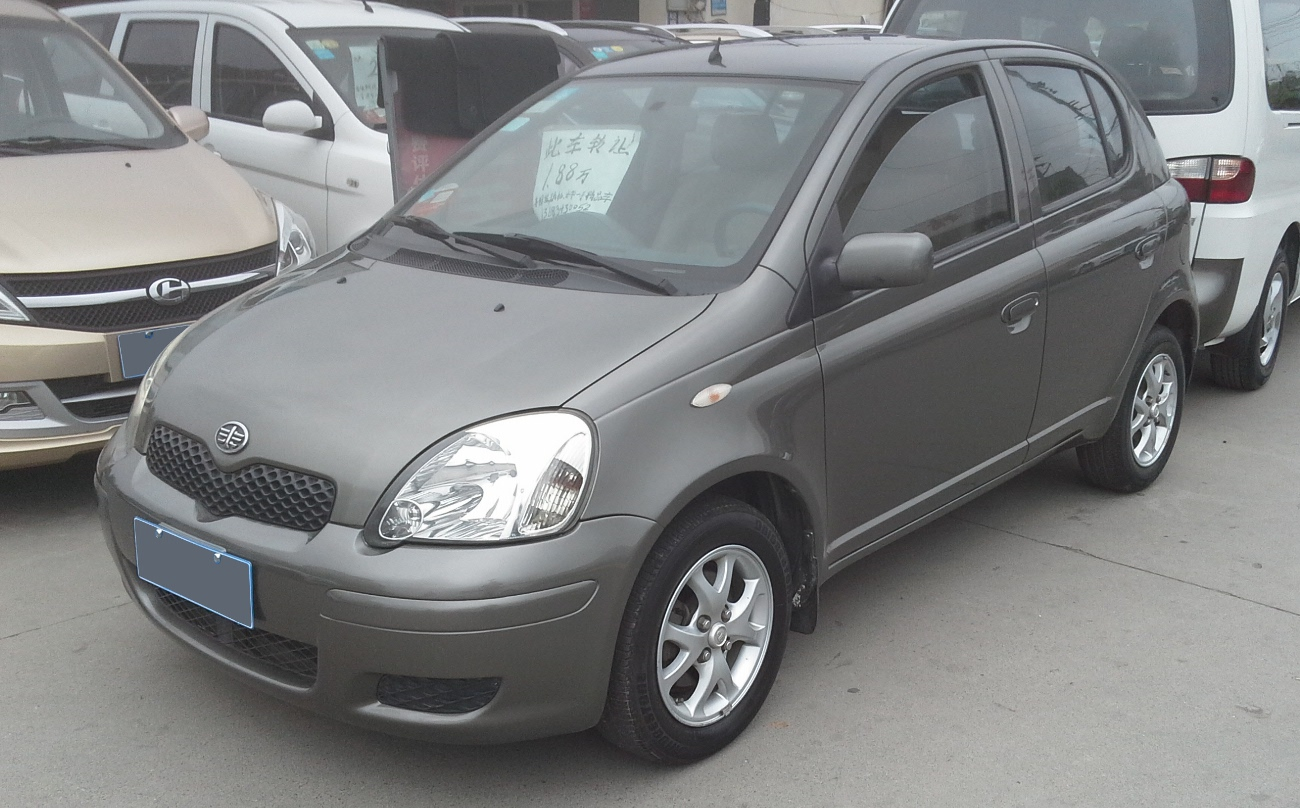
威姿 (中国)
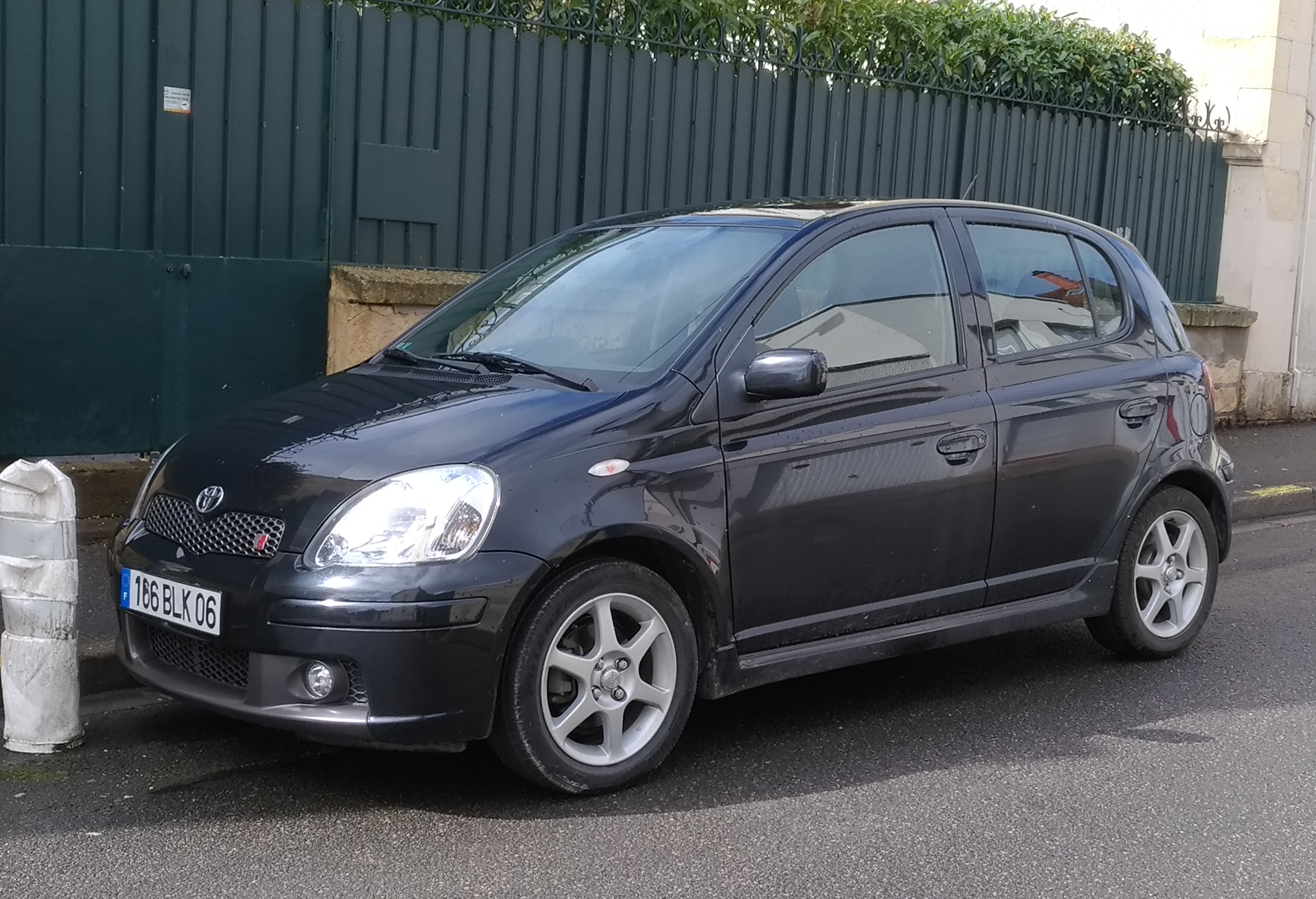
Yaris (ヨーロッパ)
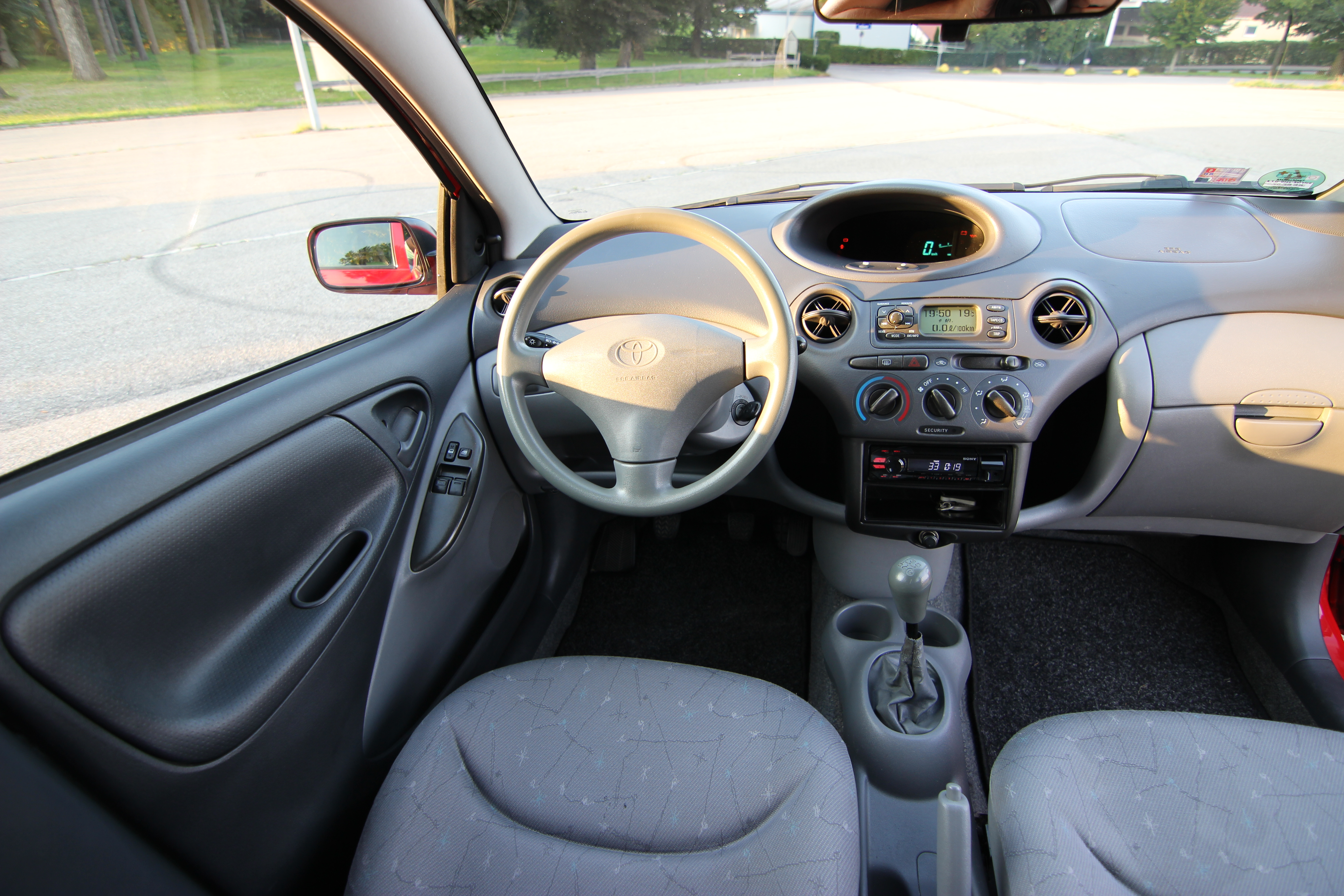
Yaris (ヨーロッパ)
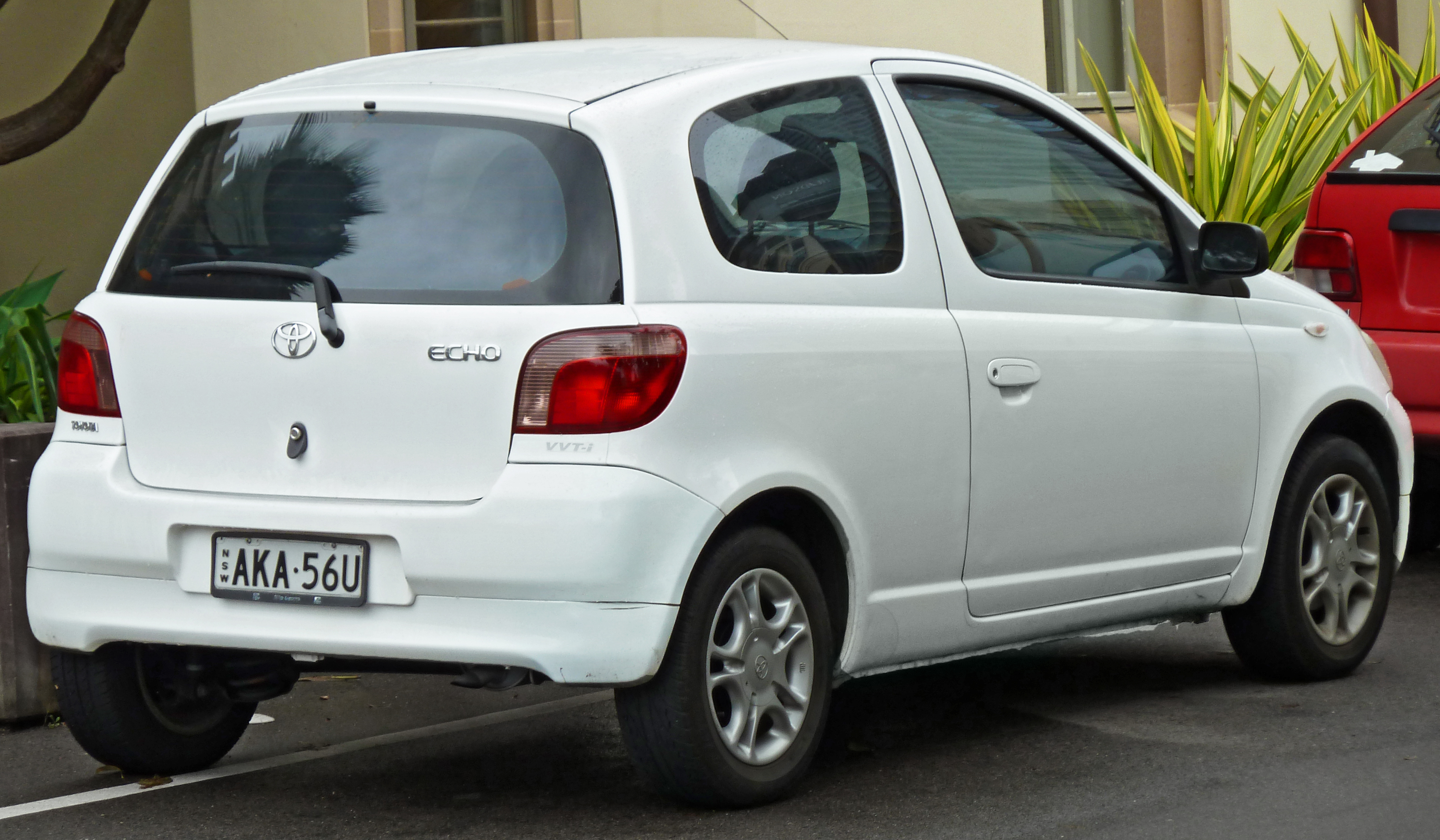
Echo(オーストラリア)

## 2代目 KSP/SCP/NCP/NLP9#型（2005年 - 2010年）
日本国内での月間販売目標は1万台と発表された。欧州でも2代目ヤリスとして発売。また、今回のモデルからは北米でもヤリスハッチバックとして販売されている。
プラットフォームを刷新し、ボディサイズが一回り大きくなり、全幅は5ナンバーサイズとしてはほぼ上限の1,695 mmとなった。また、衝突安全性が大きく強化され、衝突試験速度を従来の50 km/hから衝突時のエネルギーがおよそ2割増える55 km/hに引き上げている。日本仕様のエンブレムには“N”をかたどった物を採用。以降ネッツ店で専売となる車種にも採用されている。日本向け仕様と台湾向け仕様は5ドアのみ。日本国外仕様には引き続き3ドアが設定される。
エンジンは前輪駆動車にはダイハツ工業製造の1.0 L直列3気筒DOHC12バルブ1KR-FE型エンジン、および1.3 L直列4気筒DOHC16バルブ2SZ-FE型エンジン、自社製造の1.5 L直列4気筒ローラー・ロッカーアーム式DOHC16バルブ1NZ-FE型エンジンを、四輪駆動車には自社製造の1.3 L直列4気筒DOHC16バルブ2NZ-FE型エンジンをそれぞれ設定。また、欧州仕様では1.8 Lの2ZR-FE型エンジンや1.4 Lディーゼルターボの1ND-TV型エンジン、中国仕様では1.6 Lの4ZR-FE型エンジンの設定もある。トランスミッションはトルクコンバータ付CVTを基本にスポーティグレードの「RS」には5速MTも設定、四輪駆動車は従来形のトルコン付遊星歯車ギアの4速ATのみとなる。
一部グレードには「スマートエントリー&スタートシステム」を設定。これはスマートキーを携帯することにより、ドアハンドルやスイッチで施錠・開錠ができるスマートエントリーと、プッシュボタン式エンジンスイッチのスマートスタートをサポートする。メーター類はアナログ仕様のみとなっているが、ヤリスにはデジタルメーター仕様もある。
アウタードアハンドルは初代のフラップ式からグリップ式に変更となった。また、前期型に限っては電波時計が装着されていたが、後期型では電波時計ではなくなっている。
「RS」は前輪駆動1.5 Lとなり、また、欧州および北米でも「TS」として販売された。日本仕様にはディスチャージヘッドランプが標準装備されたが、欧州仕様のヤリスにはハロゲンヘッドランプのみを設定。
初代後期型に続いて、グレードに応じてLEDリアコンビランプ(制動灯のみ)が設定されていたが、3代目からは全グレードで標準装備となった。
2011年には、欧州市場にてダイハツに7代目シャレードとしてOEM供給され、2013年1月まで販売された。なお、このモデルはダイハツの欧州販売最終モデルで、シャレードとクオーレの販売終了をもって、ダイハツは欧州市場から撤退した。
台湾市場においては、2014年3月時点でも当代が販売されていた。

### 年表
- 2005年
  - 2月1日 - 2代目モデルを日本で発売。キャッチフレーズは「水と 空気と、ヴィッツ」。
  - 4月 - 日本において「F/B Intelligent Package」を追加。
    - 自動でアイドルストップを行うシステムを搭載。ベース車にエアスパッツを装着することにより空気抵抗を低減させているほか、エンジン停止時の空調のためにオートエアコンを搭載している。なお、エンジン再始動時には通常の鉛バッテリーではなく、搭載しているリチウムイオンバッテリーを使用するため、オーディオなどの電装類も通常通り使用可能である。

  - 6月 日本でのキャッチフレーズが「本日の人生にヴィッツ」に変更され、CMキャラクターに西島秀俊と宮沢りえを起用した。
  - 8月23日 - 特別仕様車 「F Cream Collection」を日本で発売。
    - 「F（1.0 L・前輪駆動車および1.3 L・四輪駆動車）」をベースに、内装・シート表皮に専用色のグレージュを設定するとともにスマートエントリー&スタートシステム、盗難防止システム（エンジンイモビライザーシステム）を装備し、専用ボディカラーに「ローズメタリックオパール」を設定した。

  - 12月19日 - 日本において、一部改良および新グレード「I'll」を追加。
    - ディスチャージヘッドランプが「RS」以外のグレードでもメーカーオプションで装備可能になり、ヘッドライトのマニュアルレベライザー（ディスチャージヘッドランプ搭載車はオートレベリング機能）が追加、1.5「X」の標準装備の充実化などを行った。外装色はグリーンマイカメタリック及びペールオレンジマイカメタリックが廃止となり、ライトグリーンメタリック、ダークブルーマイカメタリック、ブルーマイカメタリック（RS専用色）および、「F Cream Collection」の特別仕様色であったローズメタリックオパールが追加された。また、内装色にグレージュが追加された（ただしグレードや外装色により内装色は固定される）。メーカーオプションのカーナビゲーションは、G-BOOK ALPHA対応のHDDナビゲーションを追加した。
    - 新グレード「I'll」は欧州仕様と同じ外観に、専用本革シート、専用外装色（ダークレッドマイカ、グレイッシュブルーマイカメタリック）、内装の加飾、フロントフォグランプ装備、専用フロントグリルを装備するとともに、Bluetoothハンズフリー対応オーディオをメーカーオプションで設定した上、質感を演出するグレードである。
- 2006年
  - 6月5日 - 特別仕様車「F Advanced Edition」を日本で発売。
    - オートレベリング機能付ディスチャージヘッドランプやLED式ストップランプ & クリアランスランプ、SRSサイドエアバッグ（運転席・助手席）& SRSカーテンシールドエアバッグ（前後席）を特別装備し、安全性能を高めた[注釈 6]。

  - 10月 - 日本において、ボディカラーの「レディッシュパープルマイカメタリック」を廃止。
- 2007年
  - 1月 - 日本において、ボディカラーの「ダークグレーマイカメタリック（RS専用色）」と「ダークグリーンマイカメタリック（I'll専用色）」が追加。RS専用色だったブルーマイカメタリックが他グレードで選択可能となった。
  - 8月27日 - 日本仕様をマイナーチェンジ。キャッチフレーズは「ヴィッツは人が好き。」で、CMキャラクターには後藤久美子とリラックマを起用。
    - 直近に登場した2代目istと同様、全グレードでカーテンシールドおよびサイドエアバッグを標準装備、フロントフェイス・リアまわりのデザインを変更（RS以外）するとともに、ターンランプ付ドアミラーを装備。「I'll」と「U」には運転席に快適温熱シートを追加。「RS」は1.5 L・CVT車に7速シフトモードとパドルシフト機構及びオートエアコンを採用するとともに1.3 L車を設定（サスペンションなどのメカニズムはショックのみ1.5 Lと共通であるが他は「1.3F/1.3U」と共通である）。RSはリアシートの形状変更。また、1.5「X」を廃止し、「U」を1.0 L車・1.5 L車に拡大設定、「I'll」は1.0 L車に代わって1.5 L車を導入した。時計は通常のデジタル時計とし、電波時計を廃止した。
- 2008年
  - 1月28日 - 特別仕様車「F Limited」を日本で発売。
    - 「F」をベースに、スマートエントリー&スタートシステム、電気式バックドアオープナー、イモビライザー、ディスチャージヘッドランプ、内装の一部へのメッキ加飾を装備した。

  - 3月 - 日本においてボディカラーの「カッパーメタリック」・「ダークグリーンマイカメタリック」を廃止。
  - 9月16日 - 日本において、マイナーチェンジ（「RS」のみ）および一部改良（他グレード）。
    - 「RS」はヘッドランプのレンズ形状が「U」・「F」と共通となり、それにともないフロントバンパー及びリアバンパーのデザインも変更。
    - 他グレードでは、「F」の樹脂ホイールキャップ、「U」・「F」・「I'LL」にオプション設定されている15インチアルミホイールのデザインを変更した（ともにデザインはベルタと共通）。「B」にも「F」と共通の樹脂ホイールキャップを採用。また、「U」と「F」に新色となるイエローが追加された。
- 2009年
  - 2月9日 - 特別仕様車「F Chambre à Paris collection（シャンブル ア パリ コレクション）」を日本で発売。
    - 新プロジェクト「デコクレ」の一環として、全国の女性約1万人の意見を取り入れ、「パリの小部屋」をイメージした内外装を施した。

  - 8月19日 - 日本において、一部改良および特別仕様車「F Limited II」を発売。同時にCMキャラクターが田中麗奈に変更された[注釈 7]。
    - 先に変更した「ベルタ」と同じく、1.0 L車（すでに「平成22年度燃費基準＋25 %」を達成しているIntelligent Packageを除く）と1.3 L・前輪駆動車でエンジン、トランスミッション、オルタネーターなどの制御を改良し、燃費を向上（0.4 - 0.5 km/L向上）。これにより「平成22年度燃費基準＋25 %」を達成した。
    - 特別仕様車「F Limited II」は「F」をベースに専用シート表皮、ディスチャージヘッドランプ、スマートエントリー&スタートシステム、エンジンイモビライザーシステムを装備し機能を充実し、一部のインテリアにメッキ加飾を施し、上質感を高めた。
- 2010年
  - 4月5日 - 特別仕様車「B S Edition」を日本で発売。
    - 「B」をベースに、ワイヤレスドアロックリモートコントロール（アンサーバック機構付）と電動格納式リモコンカラードドアミラー（サイドターンランプ付）を装備しながらも、SRSサイドエアバッグ（運転席・助手席）& SRSカーテンシールドエアバッグ（前後席）とコートフックをメーカーオプションにしたことで求めやすい価格設定にした。ボディカラーはダークレッドマイカ、ライトパープルマイカメタリック、ブラックマイカ、ローズメタリックオパールの4色の専用色を含む6色を設定した。

  - 8月 - グレード等の整理が行われ、インテリジェントパッケージ、1.0U、1.5RSの5速MTがそれぞれカタログ落ちとなった。

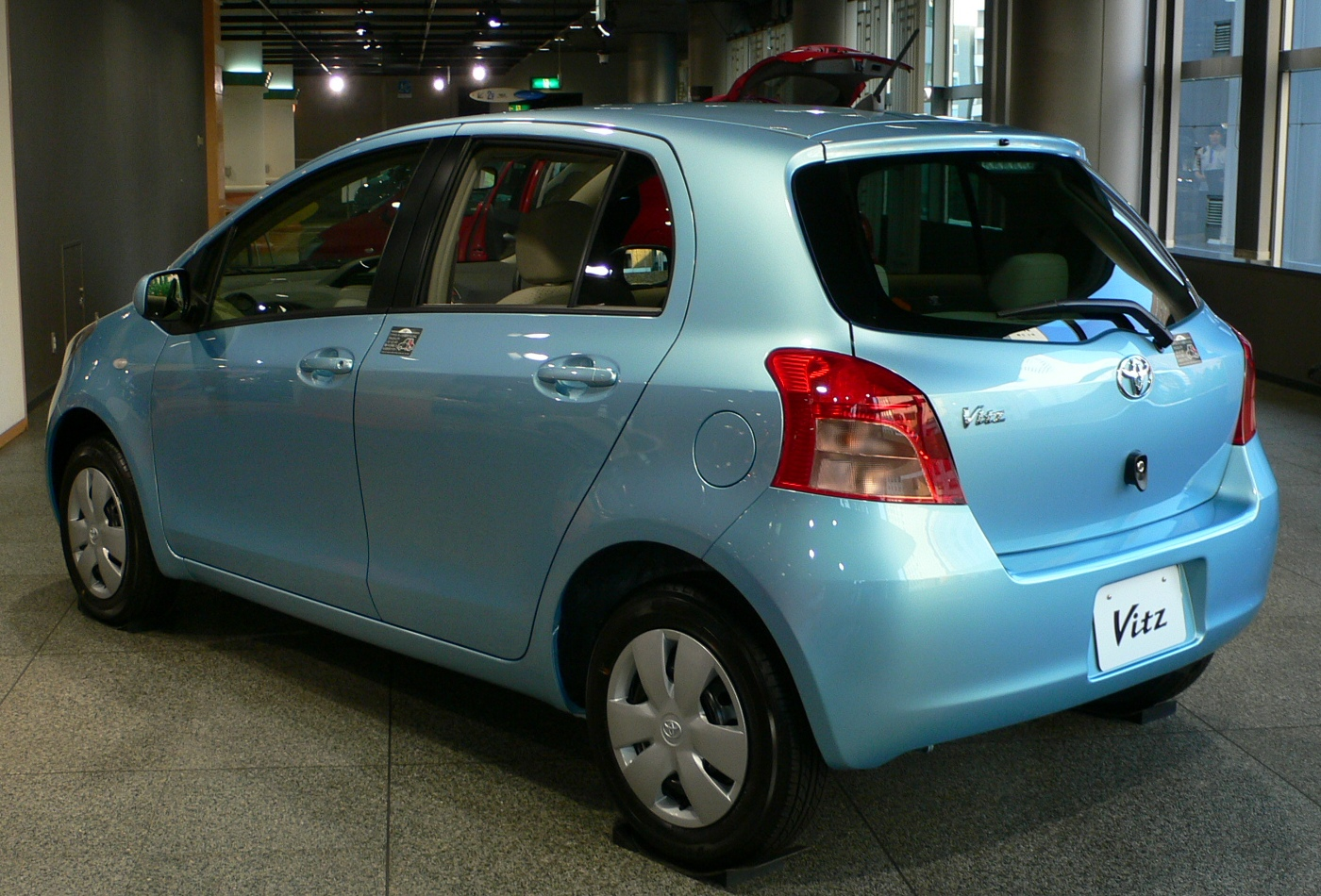
F（2005年販売型・後部）
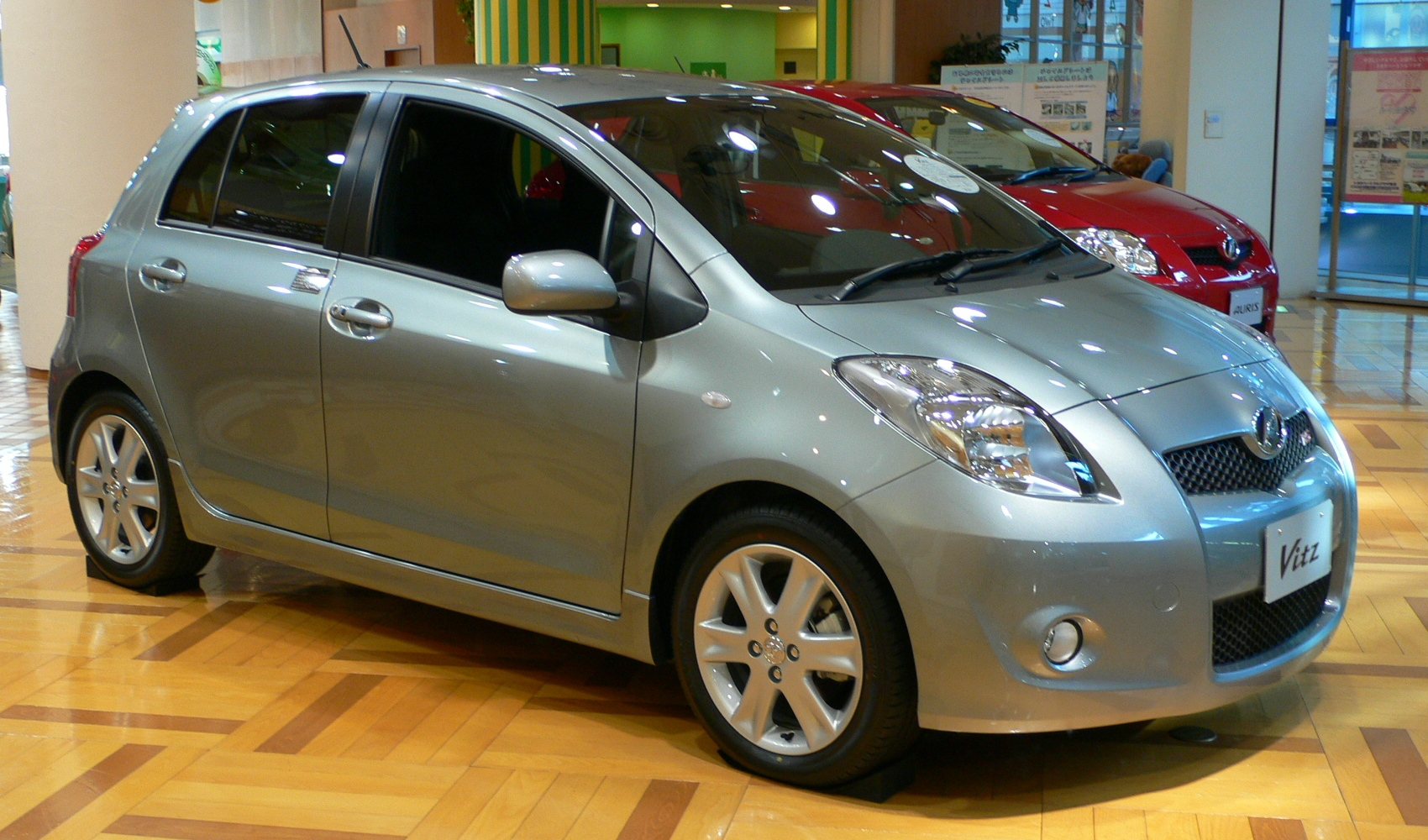
RS（2005年販売型）
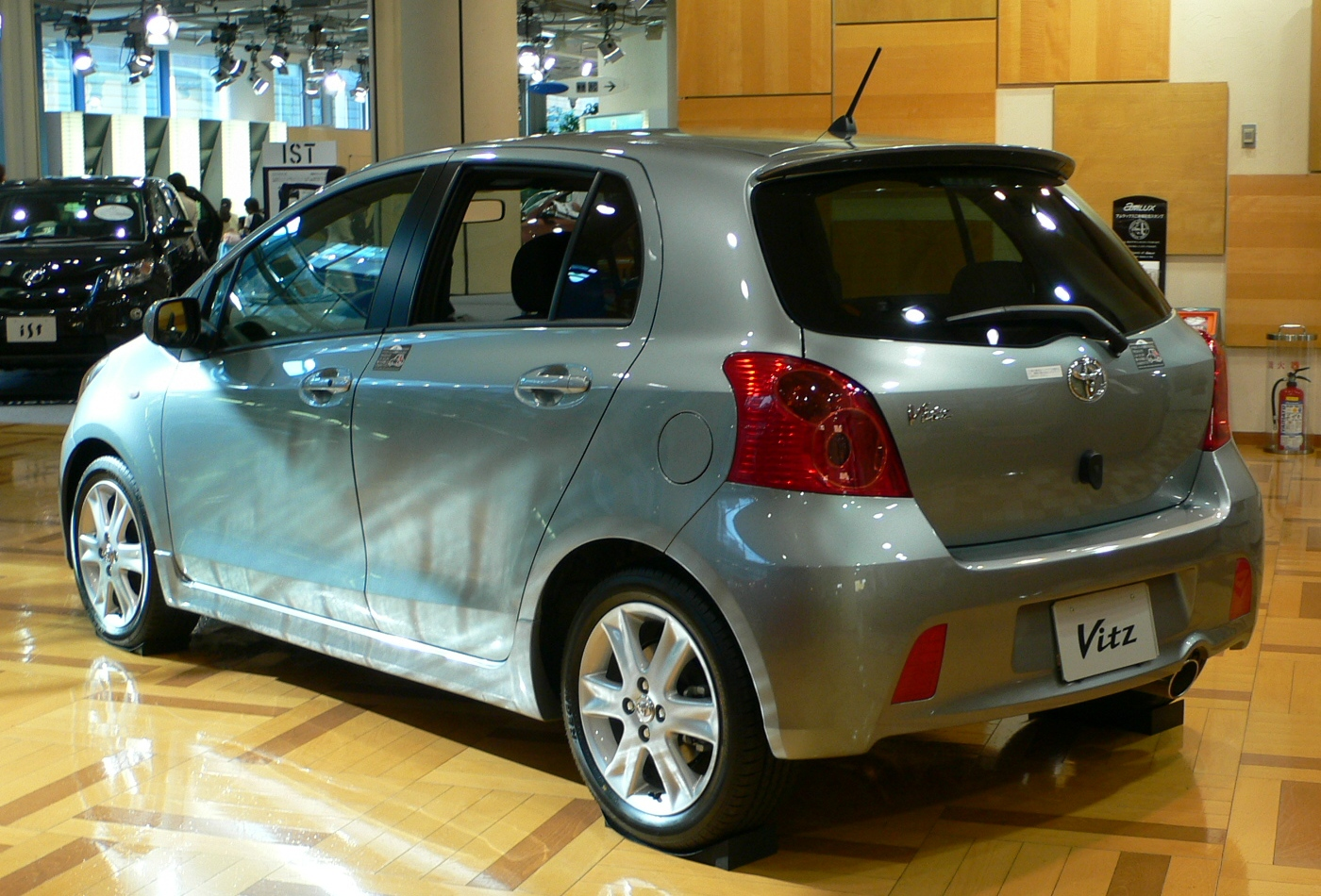
RS（2005年販売型・後部）
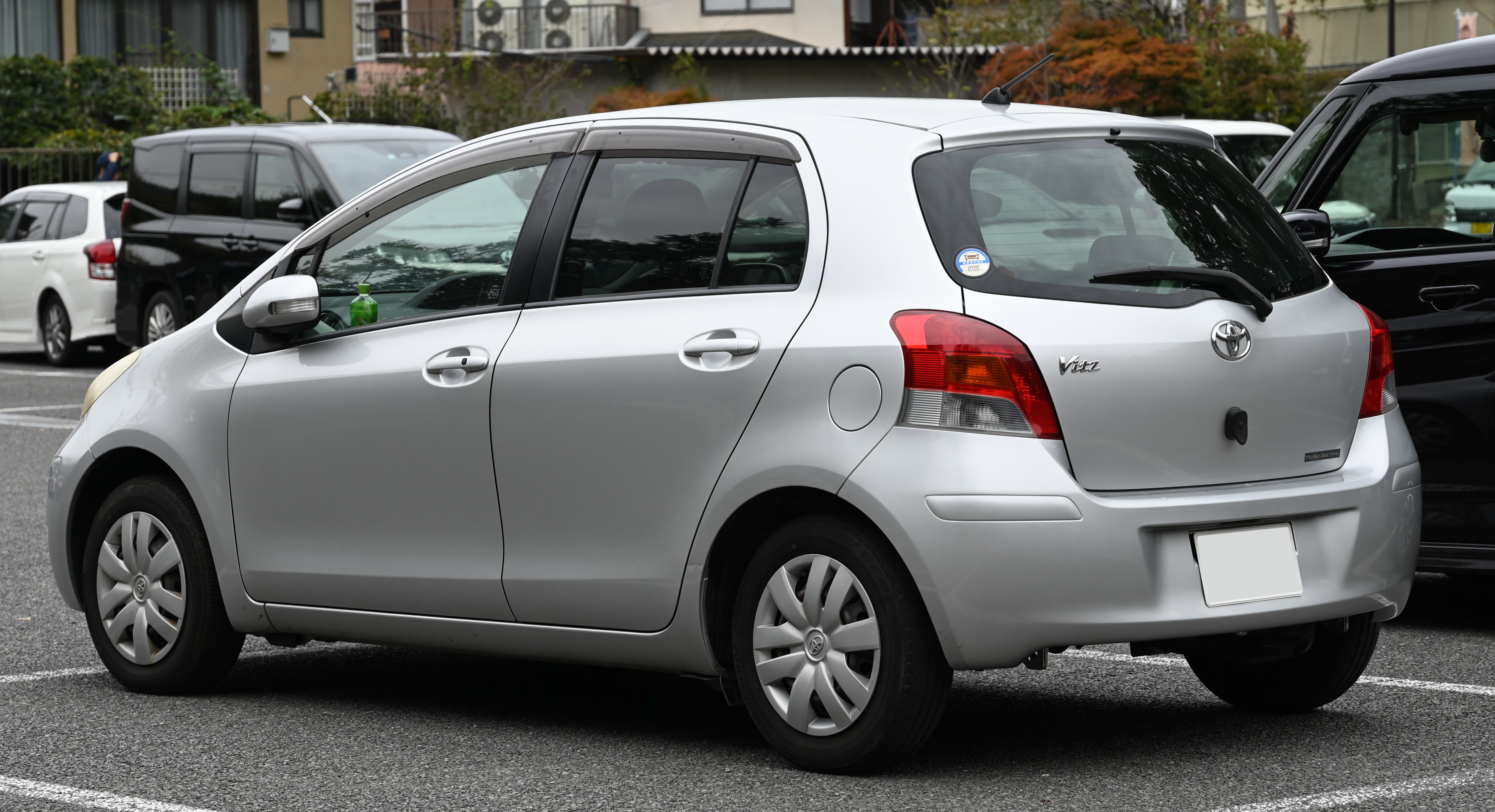
F（2007年改良型・後部）
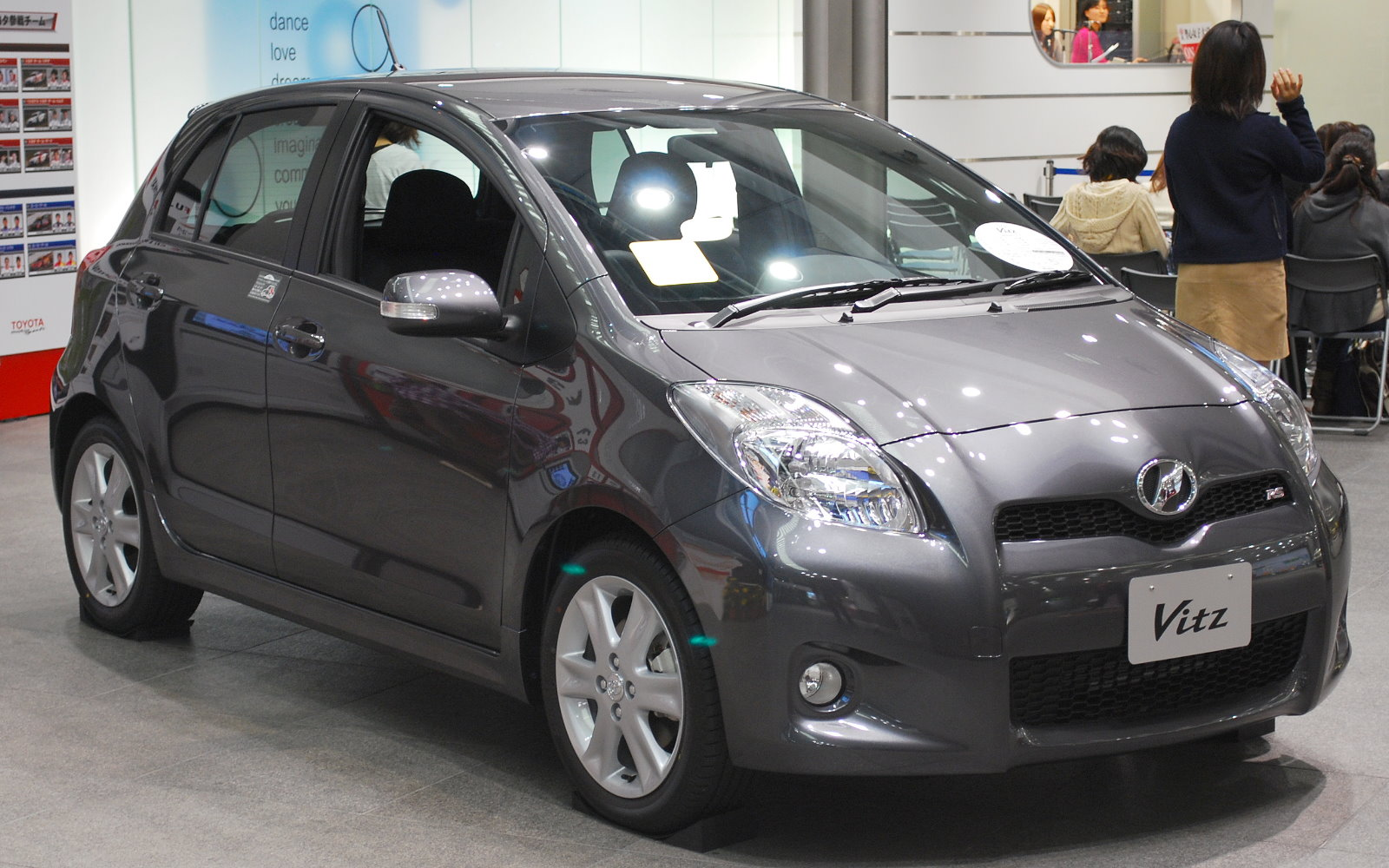
RS（2007年改良型）
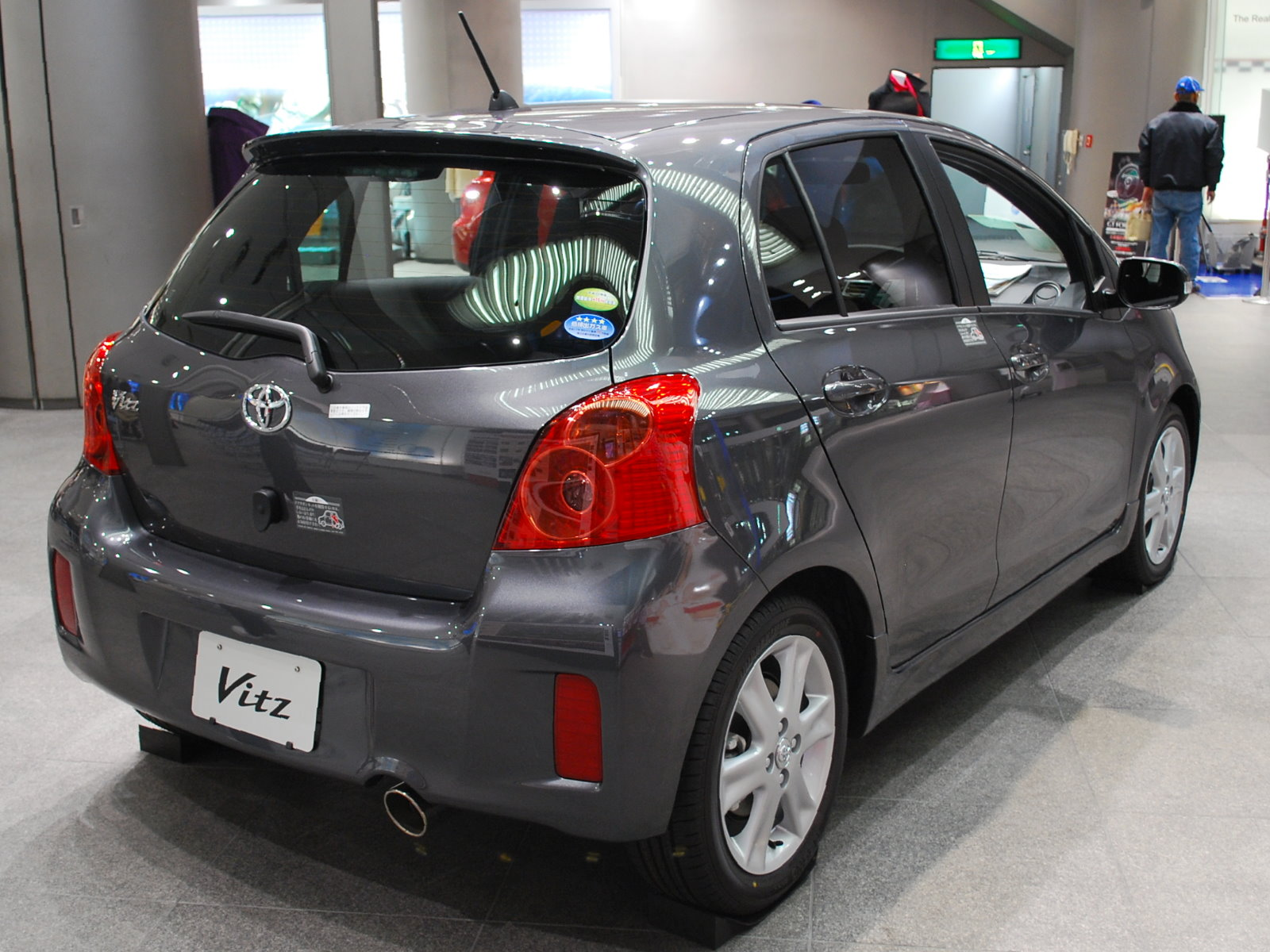
RS（2007年改良型・後部）
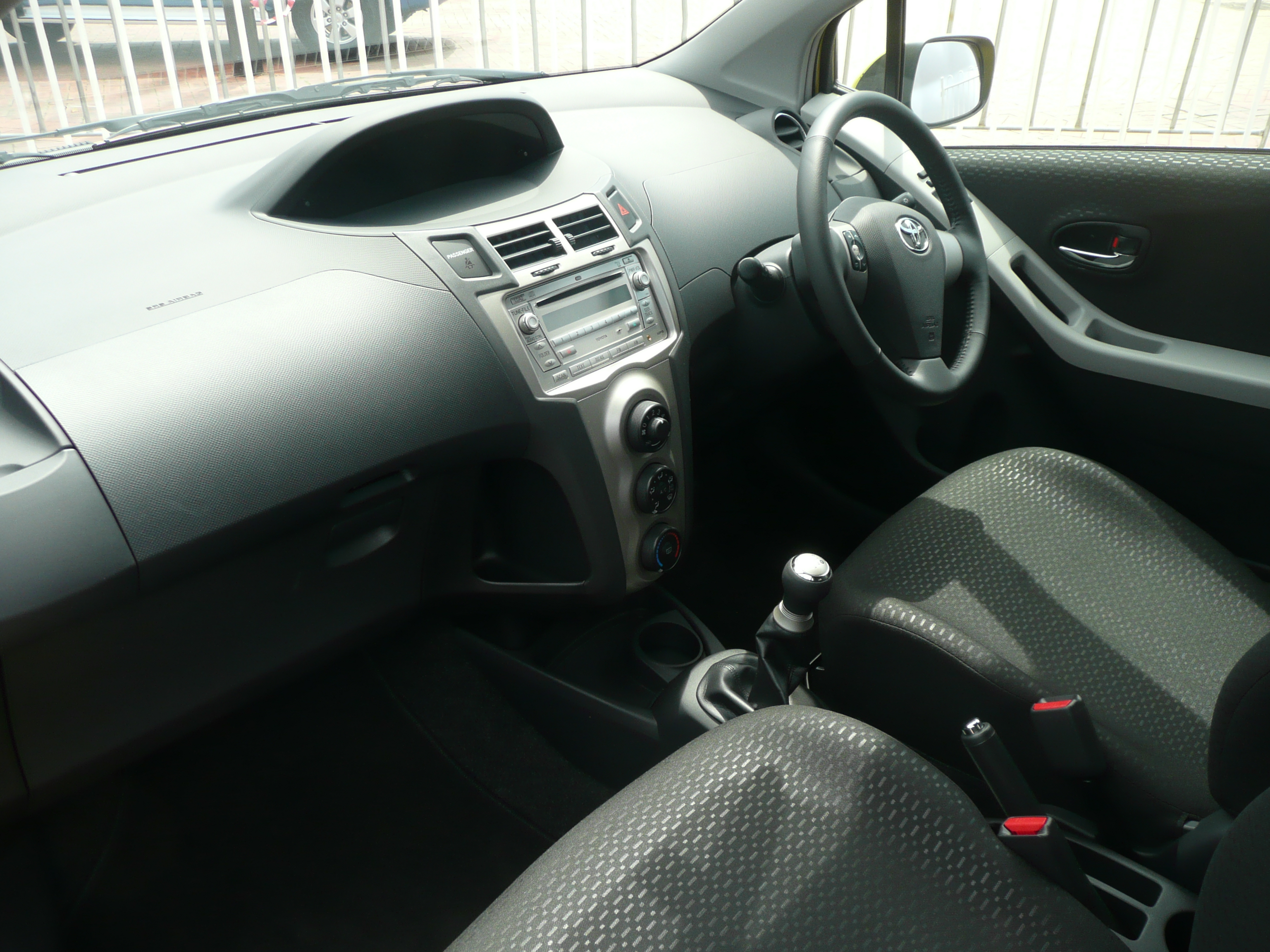
RS（2007年改良型ヤリス・室内）
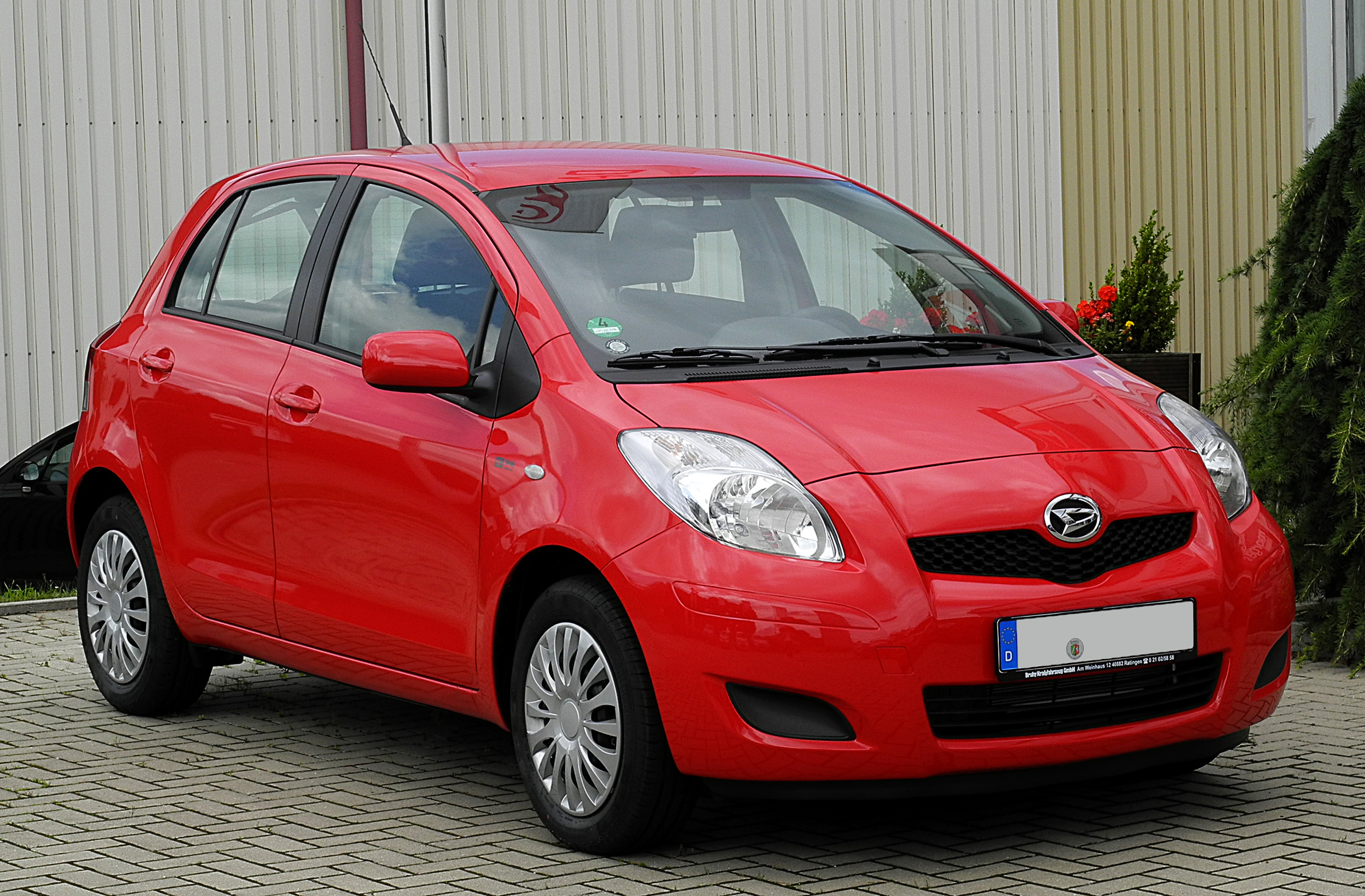
(ドイツ)
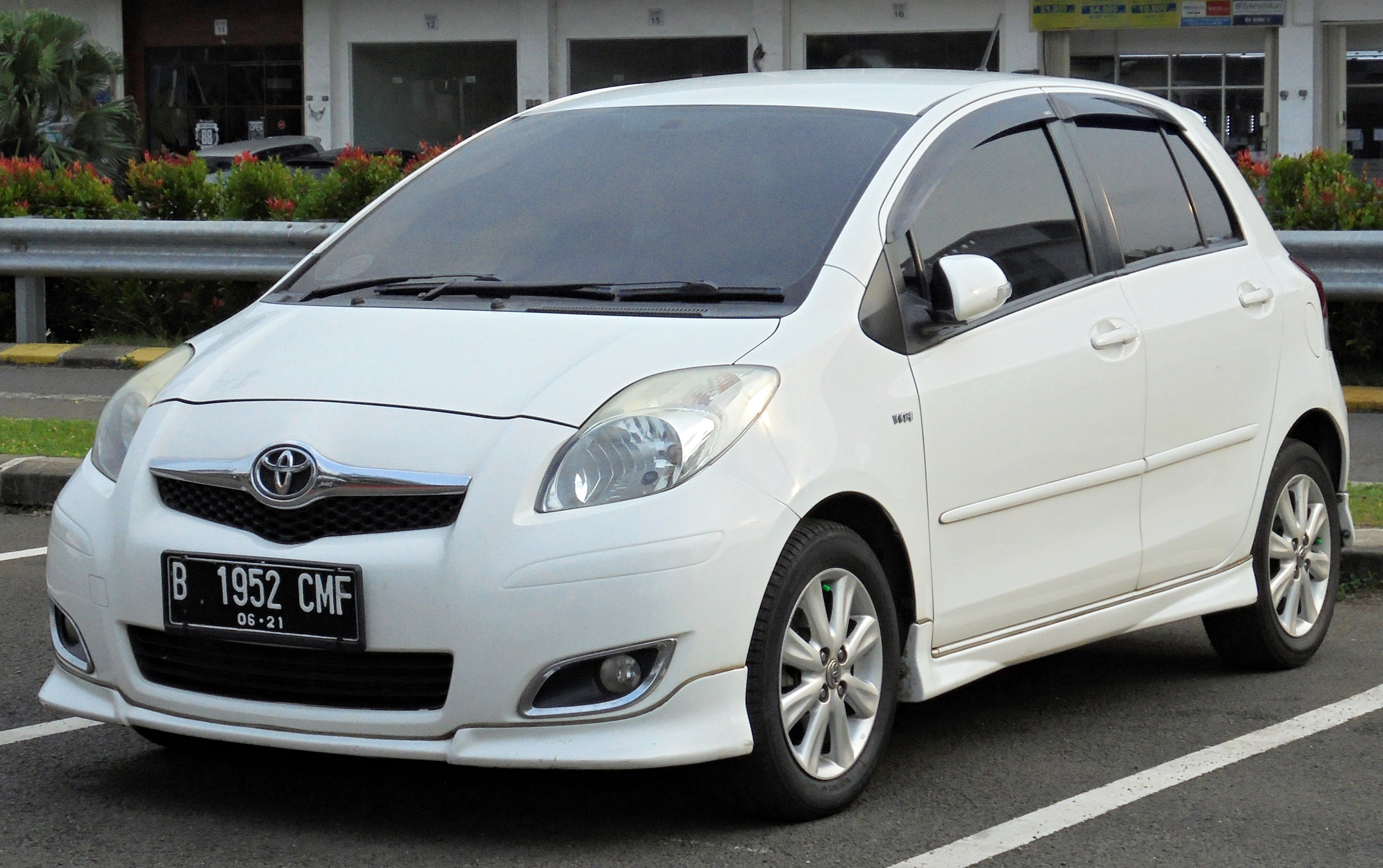
(インドネシア)
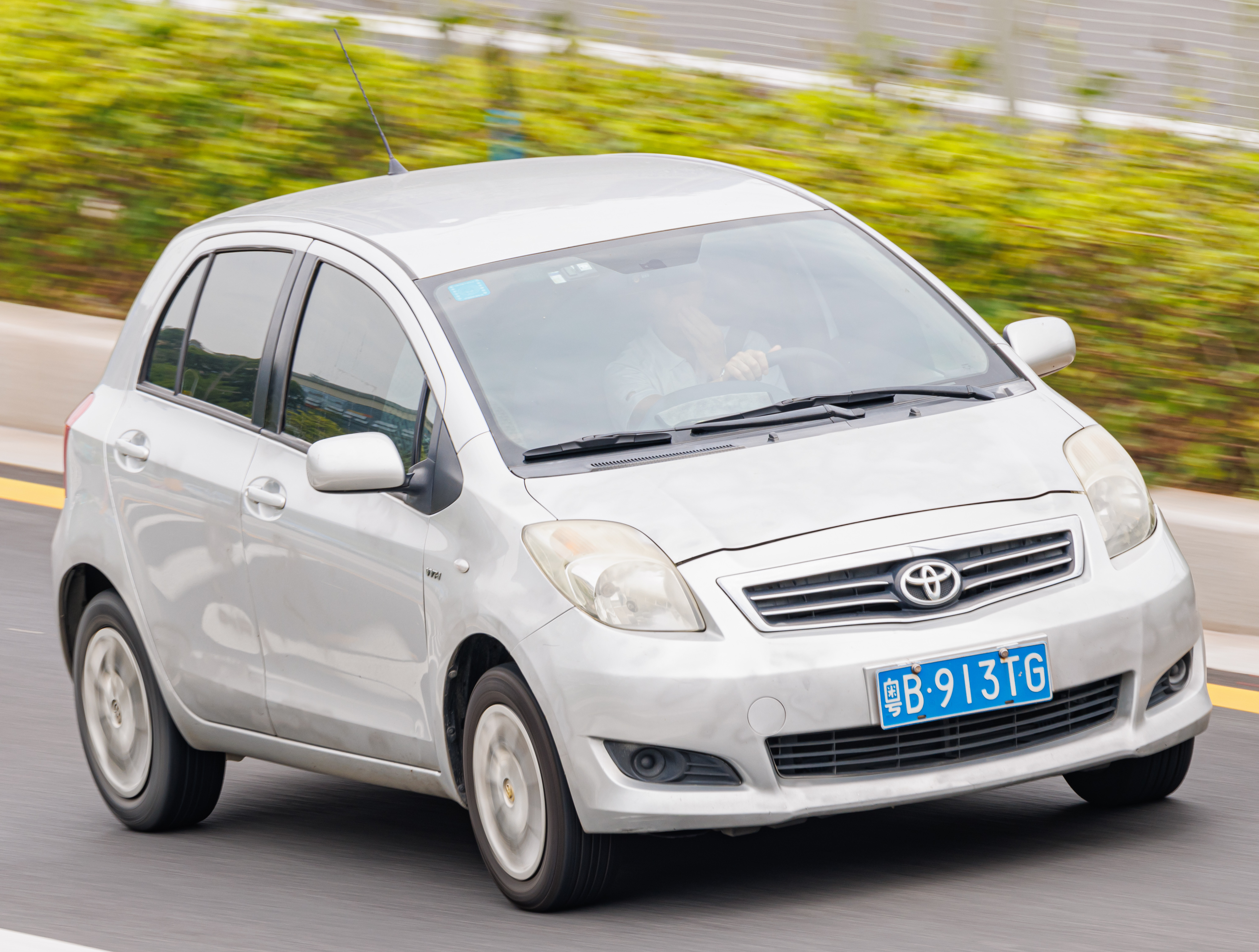
中国仕様 (2011年改良型)

## 3代目 KSP/NSP/NCP/NLP/NHP13#/NSP15#型（XP130型：2010年 - 2020年、XP150型：2013年 - 2019年）
Cd値0.285の優れた空力性能を実現し、低燃費と高速走行における走行安定性を実現した。全長は先代に比べ拡大し、1994年から1999年にかけて生産されていたL50型ターセル3ドア/コルサ3ドア/カローラIIとほぼ同じサイズとなったものの、2代目と同様に全幅1,695 mmの5ナンバーサイズを保ち、最小回転半径を4.5 m（「U」は4.7 m、「RS」は5.6 m）に抑えた。先代に引き続き、日本仕様は5ドアのみ、3ドアは日本国外仕様にのみ設定（ただし、後述する「Vitz GRMN Turbo」は例外）される。なお、5ドアと3ドアとではボディ後方のサイドウィンドウのデザインが異なる。
前席にはホールド性の高い新骨格のシートを採用。後席は全長の拡大により室内長も拡大されたことで足元のスペースが拡がり快適性を向上。インテリアでは初代・2代目で採用されていたセンターメーターを廃止してオーソドックスなアナログメーターに変更（「F」・「Jewela」はタコメーター非搭載）した。また「U」・「RS」のインパネおよびドアトリムの一部にはソフトパッドを採用。そのほか、フロントドアガラスには高性能UV吸収剤を使用したことで紫外線を約99 %カットし、手袋や日焼け止めを使用した時と同等の効果が得られる世界初の「スーパーUVカットガラス」を採用。
エンジンは1.3 L車がダイハツ工業と共同開発し、Dual VVT-iを採用した1NR-FE型に変更（1.0 L車・1.5 L車は先代に搭載されていたエンジンを踏襲）、また1.3 L・前輪駆動車にはToyota Stop & Start Systemと呼ばれる、常時噛み合い式のスターターモーターとワンウェイクラッチを使用し、エンジンの再始動時間を従来より短縮したアイドリングストップ機構搭載車を設定。26.5 km/L（10・15モード燃費）の優れた低燃費を実現した。1.5 Lのガソリンモデルは高タンブル流を重視した設計と4-2-1排気管を採用し、最大熱効率38 %を実現している。欧州仕様では先代に引き続き、1.4 Lディーゼルターボエンジンも設定している。トランスミッションは5速MTが選択できる「RS」を除く全車でCVTのみの設定となり、燃費も向上。欧州仕様には6速セミATの設定もある。四輪駆動車は「平成17年基準排出ガス75 %低減レベル（☆☆☆☆）」と「平成22年度燃費基準＋15 %」を、1.5 L車は「平成22年度燃費基準＋25 %」をそれぞれ達成した。
なおリアのナンバープレート位置が初代・2代目のバンパー上からバックドア上になるとともに、2代目ラクティスと同様にフロントワイパーが効率性を重視しシングルワイパーに変更され、助手席シートベルト非着用警告灯（現在は運転席警告灯と兼用）および前席のアジャスタブルシートベルトアンカーを廃止、また、車体色に関してはおよそ10年ぶりにスーパーホワイトII（色番号・040、「Jewela」を除く）が復活した。
スポーティードレスアップシリーズ「G's」は、「RS」をベースとして外装に専用デザインのバンパー・フロントグリル・大型マフラー・フロントLEDイルミネーションビームを装備し、ヘッドランプとリアコンビネーションランプにブラック加飾が施された。インテリアもシートが「G's」のロゴ入り専用表皮へと張り替え、インパネパネルとドアトリムにカーボン調の加飾が施され、ペダルは滑り止め防止ゴム付きのアルミ製へと変更されている。ボディはロッカーフランジの溶接スポット増しと前部補強ブレースで強化し、さらにアンダーボディへ空力パーツを追加して空力性能を適正化、そこへG's専用チューニングを施したサスペンションと高剛性・軽量設計の17インチアルミホイールに加え、205/45R17タイヤ（ブリヂストン・ポテンザRE050A）を装着して足回りを強化し、操縦安定性とハンドリング性能を高めた。なお、当車種は「G's」モデルにおいて唯一のマニュアル・トランスミッション設定車となっていた。

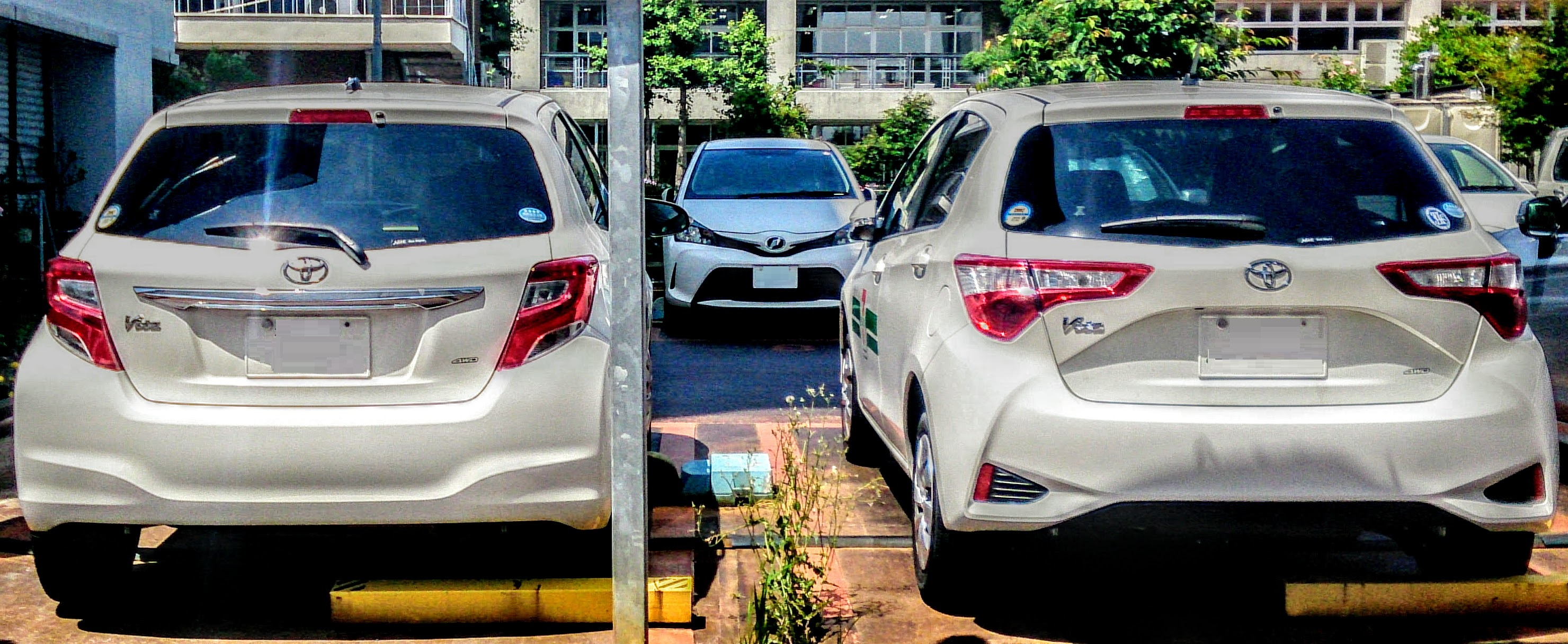
（左）2014年4月改良型と2017年1月改良型（右）のリア

2017年9月に「G's」に替わるスポーティードレスアップシリーズとして設定された「GR SPORT」は、外観は「Functional MATRIX」グリルと専用エンブレム（前後、サイド）を装備。内装には「GR」ロゴ入りの専用スポーティシートと専用スタートスイッチを装備し、ドアトリムやフロントシートなどに専用加飾やシルバーステッチを施した。また、ヴィッツ「GR SPORT」専用装備として専用チューニングサスペンションを装備し、スポット打点を追加。さらに、「GR SPORT"GR"」では、ザックス製ショックアブソーバーやブレースが追加され、10速スポーツシーケンシャルシフトマチック（CVT車のみ）、アルミペダル、小径ステアリングホイールを装備。なお、「G's」の場合同様に「GR」シリーズでは唯一となる5速MTが設定（2017年9月時点）されており、「GR SPORT」にはガソリン車に加え、ハイブリッド車も設定される。また、「GR SPORT」は「GR」シリーズで唯一の型式指定での登録となる。

### 年表
- 2010年12月22日 - フルモデルチェンジ[7]。キャッチフレーズは「heart up! vitz」で、CMキャラクターには大沢たかおと生田斗真を起用。
- 2011年9月6日 - 一部改良。同時にスポーティードレスアップシリーズ「G's」を設定[8]。9月24日発売。「G's」は10月3日発売。
  - Toyota Stop & Start System搭載グレードを拡大し、新たに「U SMART STOP パッケージ」と「Jewela SMART STOP パッケージ」を追加。また、「Jewela」についてはドアミラーとアウトサイドドアハンドルにシルバー加飾を採用した専用オプション「シルバーデコレーション」の専用ボディカラーにイエロー、カッパーメタリック、スカイブルーマイカメタリックの3色を追加設定した。
- 2012年
  - 5月9日 - 一部改良。同時に、特別仕様車「F“Smile Edition”」、「F“SMART STOPパッケージ・Smile Edition”」を発売[9]。
    - 「F」を除く全グレードでセンターレジスターノブにめっき加飾を、「F」・「Jewela」のメーターにシルバー加飾をそれぞれ追加。「Jewela」専用オプションの「シルバーデコレーション」限定ボディカラーに「グレイッシュブルーマイカメタリック」と「オレンジマイカメタリック」を追加した。
    - 特別仕様車「F Smile Edition」・「F SMART STOP パッケージ・Smile Edition」は「F」をベースに、スマートエントリー&スタートシステム、スーパーUVカットガラス（フロントドア）を特別装備するとともに、盗難防止システム（エンジンイモビライザーシステム）、助手席シートアンダートレイ、買い物アシストシート（助手席）、オートエアコン（1.3 L車のみ）なども装備。内装ではシート表皮色にダークグレーを特別設定するとともに、メッキ加飾のシフトレバーや高輝度シルバー塗装のステアリングホイールを採用。ボディカラーは特別設定色の「ライトパープルマイカメタリック」を含む6色を設定した。

  - 12月5日 - 特別仕様車「F“Ciel」”、「F“SMART STOPパッケージ・Ciel”」を発売[10]。
    - F“Ciel（シエル）”は「F」をベースに、ブラックとベージュの2色の内装を用意。ブラック選択時、シフトレバーベゼルやオーディオクラスターパネルなどにピンクベージュ塗装が、ベージュ選択時はシフトレバーベゼルやステアリングベゼルなどにピアノブラック塗装がそれぞれ施される。内装色に合わせたカラーのシルフィードシート表皮（スエード調）も採用した。ボディカラーには「ボルドーマイカメタリック」・「シルキーゴールドマイカメタリック」・「ダークブルーマイカ」・「ダークブラウンマイカメタリック」などの6色を設定した。ほかに、ボディカラーと同色のカラードフロントグリルや、内装色に合わせたカラーのジュエリーをモチーフにした専用リアエンブレムを装着する。その他、IRカット機能付スーパーUVカットガラス（フロントドア）やオートエアコン、スマートエントリー&スタートシステムなどを特別装備し、ベースグレードに比べて利便性・快適性を向上させた。
- 2013年8月7日 - ヴィッツ「GRMN Turbo」を200台限定発売[11]。
  - GAZOO Racingが開発したスポーツコンバージョン車で、同年8月25日より先着順でWeb限定の商談申し込みを受け付け、9月下旬に全国のネッツ店のAREA86＊4を通じて200台限定で発売する、と発表。
- 2014年4月21日 - マイナーチェンジ[12]。キャッチフレーズは「Run, こころ はずむ まいにち」で、CMソングはC2C（英語版）の「Happy (feat. Derek Martin)」を起用。
  - 1.3 L・前輪駆動車では、同社ハイブリッドカー用ガソリンエンジンにも用いられているアトキンソンサイクルをはじめ、クールドEGR、VVT-iEなどの技術を用いて熱効率を高め、燃費改善を図った1NR-FKE型エンジンを新搭載。2010年12月の現行モデル発売時点では「SMART STOP パッケージ」選択時にのみ装備できたアイドリングストップ機構を標準装備として「平成27年度燃費基準＋20 %」を先行クリアした。1.0 Lエンジンは圧縮比の向上、フリクションの低減などにより燃費改善を図り、1.5 Lエンジンでも一部部品を新設計するなどして燃費改善を図っている。また「SMART STOP パッケージ」を1.0 L車と1.5 L車に設定し、1.0 L車の同パッケージ装備車は「平成27年度燃費基準＋10 %」を、1.5 L車の同パッケージ装備車は「平成27年度燃費基準」をそれぞれ達成した。ボディ剛性を高めるためスポット溶接を増し打ちし、床下の補強材を大型化。ショックアブソーバーの改良を行ったことで高次元での操舵安定性や乗り心地を両立し、吸・遮音材、制振材を追加したことで車室内への音の侵入を抑制することで静粛性を向上させた。
  - エクステリアでは、フロントデザインに先に2代目オーリス、SAIなどで採用例のある「キーンルック」を導入。「ネッツエンブレム」を中心にヘッドランプに向かうアッパーグリルモールのV字ラインに、開口を広く取ったロアグリルを採用し、バンパーデザインをハの字型に張り出すことでワイドで踏ん張り感のある力強いフロントビューを表現。「RS」はロアグリルを大開口メッシュタイプとすることでより力強い印象とした。リアデザインはコンビネーションランプの形状を変更し、広くなったガーニッシュを強調する造形とすることでワイド感を表現。ホイールのデザインが一新され、グレードごとに異なるデザインとすることで個性が強調された。メーターのデザインも変更し、1.3 L・前輪駆動車および1.0 L車・1.5 L車の「SMART STOP パッケージ」にはTFTマルチインフォメーションディスプレイを採用した（これにより「SMART STOP パッケージ」を装備した「F」・「Jewela」には事実上、タコメーターが追加装備される）。ボディカラーは入れ替えが行われ、「ジンバックメタリック（「F"Mパッケージ"」を除く）」・「ターコイズマイカメタリック（「RS」専用色）」・「ローズメタリックオパール（「F」・「Jewela」・「U」専用色）」を廃止し、「F"Mパッケージ"」と「RS」を除く全グレードに設定されていた「ライトブルーマイカメタリック」は「クールソーダメタリック」に差し替え、「ルミナスイエロー（メーカーオプション、「F"Mパッケージ"」・「Jewela」を除く）」・「ブルーメタリック（「F"Mパッケージ"」・「Jewela」を除く）」・「ベージュマイカメタリック（「F"Mパッケージ"」・「RS」を除く）」を追加。さらに、「Jewela」専用オプションである「シャイニーデコレーション（従来の「シルバーデコレーション」の加飾をメッキに変更したことに伴い改名）」の限定カラーに「ブロンズマイカメタリック」・「カッパーマイカメタリック」・「ジェイドグリーンマイカメタリック」を加え、特別仕様車「F Ciel」専用色だった「ボルドーマイカメタリック」も「シャイニーデコレーション」限定カラーとして新たに設定された。また、インテリアカラーは全グレードで一新し、グレードごとに異なるカラーとすることで個性を明確化した。
  - 装備面では収納物に応じて3段階に変更できる移動式トレイを備えた大容量の助手席アッパーボックスを採用し、運転席周りにコインポケット（スマートエントリー&スタートシステムを装備する「U」・「RS"SMART STOPパッケージ"」やメーカーオプションの「スマートエントリーセット」装着車を除く）やカードホルダーを備え、リアルームランプを追加して利便性を向上。また、スーパーUVカット・IRカット機能付フロントドアガラスを全車に標準装備するとともに、「1.3 Jewela」と「U」には「ナノイー」も標準装備。さらに、「U」は運転席アームレストも標準装備した。また、VSC & TRCと緊急ブレーキシグナルを全車標準装備して安全面も強化された。なお、1週間前にマイナーチェンジされたパッソ同様、メーカーオプションとして設定されていたHDDナビゲーションシステムを廃止した代替としてバックカメラ、ステアリングスイッチ、6スピーカーをセットにした「ナビレディセット」が「F"Mパッケージ"」を除く全グレードにメーカーオプション設定される。
  - スポーティードレスアップシリーズの「RS"G's"」もベース車に準じてマイナーチェンジを実施した。ボディはマイナーチェンジ実施後の「RS」をベースとして、ロッカーフランジのスポット溶接増しとフロア底部のエアロパーツを採用し、それらに加えて「GRMN Turbo」や「G'sアクア」に先行採用された改良版のセンタートンネルブレースとリアフロアブレースを追加してボディ剛性をさらに高め、それらに併せて専用サスペンションと電動パワーステアリング (EPS) のチューニングをリセッティングし、さらに新意匠を採用し一層の軽量化が図られたG's専用17インチアルミホイールを採用したことで操縦安定性とハンドリング性能をブラッシュアップし、乗り心地も改善させている。内装はアクアG'sにて先行採用された「G's専用スポーティシート」へと変更されてホールド性と質感を向上させた。これに併せて内装全体もアクアG'sと同様にベース車からの大幅な質感向上が図られている。外装は前述の新意匠アルミホイールにダークスパッタリング塗装とG's専用の大型リアスポイラーをオプション設定した。それらに加えて新たにボディカラーと合わせる形で前後バンパー下部の塗色の一部が変更できるようになった。しかし、前後の専用バンパー等は2010年12月販売型と同じであるため、LEDヘッドランプを搭載するベース車（RS）とは異なって2010年12月販売型と同じディスチャージ式ヘッドランプを採用している。
- 2015年
  - 3月31日 - 特別仕様車「F“Smart Style”」を設定[13]。4月1日発売。
    - 「F」をベースに、外観にアッパーグリルモールとアウトサイドドアハンドルにメッキ加飾、リアピラーにブラックアウト加飾をそれぞれ施し、内装にはブルーブラック&ライトグレーの専用ファブリックシートを採用したほか、インパネオーナメントにライトグレーの布目調フィルムを、ドアトリムオーナメントにブルーブラックの専用ファブリックを採用するなど、ブルーブラック&グレー基調の内装に仕立てた。さらに、スマートエントリー&スタートシステム（スマートキー2本）、エンジンスイッチ イルミネーテッドエントリーシステム、盗難防止システム（イモビライザーシステム）の3点をセットにした「スマートエントリーセット」を標準装備した。ボディカラーは全5色を設定する。

  - 5月 -「Jewela」を仕様変更。ボディカラーにおいて他のグレードで設定されている「ブルーメタリック」が設定できるようになった。
  - 6月30日 - 一部改良[14]。
    - 衝突回避支援パッケージ「Toyota Safety Sense C」を搭載。レーザーレーダーと単眼カメラの2つのセンサーを用いた衝突回避支援型プリクラッシュセーフティ（PCS）・レーンディパーチャーアラート（LDA）・オートマチックハイビーム（AHB）の3つで構成され、これらに付帯機能として「先行車発進告知機能」（信号待ちなどで先行車が発進したことに気付かず停止し続けた場合にブザーとディスプレイ表示でドライバーに知らせる）を追加している。これら予防安全装置を全グレードに設定（「F」系グレードはメーカーオプション、その他のグレードは標準装備）した。
    - ボディカラーは「オレンジマイカメタリック」、「クリームベージュ」、「アイスバーグシルバーメタリック」の3色を追加（「オレンジマイカメタリック」以外の2色は「Jewela」専用オプション「シャイニーデコレーション」を装着した時のみ設定できる限定色）する代わりに、「F」・「Jewela」・「U」専用色の「ダークブラウンマイカメタリック」及び「シャイニーデコレーション」限定色の「カッパーマイカメタリック」、「ブロンズマイカメタリック」の計3色を廃止し、「Jewela」は一旦設定されていた「ブルーメタリック」の設定を廃止（「F」・「Jewela」・「U」専用色に移行）した。内装色は「Jewela」において、ボディカラーで前述の「シャイニーデコレーション」限定色の新色2色のいずれかを選択した場合に設定できる新色「クリスプアイボリー」を設定した。

  - 12月1日 - 特別仕様車「F“LED Edition”」を発売[15]。
    - 「F」をベースに、ブルーブラック&ブラックの専用ファブリックシートを採用したほか、ドアハンドル（アウトサイド・インサイドとも）、マニュアルエアコンのダイヤル部、サイドレジスターベゼル、センターレジスターにメッキ加飾を、インパネオーナメントにブラックの布目調フィルムを、フロントドアトリムオーナメント表皮にブルーブラックの専用ファブリックを、フロントパワーウインドゥスイッチベース&オーディオクラスターとウレタン3本スポークステアリングホイールにブラックマイカ塗装をそれぞれ施した。さらに、「LEDヘッドランプセット」と「スマートエントリーセット」の2点も特別装備した。ボディカラーは特別設定色の「ボルドーマイカメタリック[注釈 9]」を含む6色を設定した。
- 2017年
  - 1月12日 - マイナーチェンジ。同時にハイブリッド車を追加[16]。キャッチフレーズは「This is Vitz! Hybrid」。テレビCMの声の出演は石塚運昇が担当、同年5月からは渡辺直美を起用[注釈 10] している。
    - 外観デザインが大幅に変更され、フロントはバンパー・ロアグリル・ヘッドランプ・フォグランプカバーのデザインを変更するとともに、ヘッドランプはライン発光のLEDクリアランスランプを備えたBi-Beam LEDヘッドランプ（オートレベリング機能付・スモークメッキ加飾）を新たにオプション設定[注釈 11] した。リアはデザインを全面刷新し、リアコンビネーションランプには6灯式のLEDストップランプを組み込んだLEDライン発光テールランプをオプション設定[注釈 11]した。ホイールは「Jewela」に設定の14インチスチールホイール（専用樹脂キャップ付）を除いてデザインを一新した。
    - ボディカラーは新規開発色「クリアブルークリスタルシャイン（メーカーオプション）」、新規設定色「アバンギャルドブロンズメタリック」、「Jewela」・「HYBRID Jewela」専用オプション「シャイニーデコレーション」限定色「ダークブルーマイカ」、「オリーブマイカメタリック」の計4色を追加し、「クールソーダメタリック」、「ベージュマイカメタリック」及び「シャイニーデコレーション」限定色の「クリームベージュ」、「アイスバーグシルバーメタリック」の計4色を廃止した。内装は加飾箇所をブラックで統一したほか、内装色には「U」に茶系色のバレルブラウン、「Jewela」・「HYBRID Jewela」に赤茶系色のマルサラを新規設定した。
    - 走行性能においてはショックアブソーバーを新構造に変更し、ボディ各部のスポット溶接増し打ちによるボディ剛性の強化、インストルメントパネルまわりのブレースの板厚アップを行った。
    - 「U」・「HYBRID U」には、16インチアルミホイールとエアロパーツ風ドレスアップパーツを装備した「Sportyパッケージ」を新設した。

  - 9月19日 - 「GR」を追加[17]。「G's」に替わって投入されるスポーティードレスアップシリーズであり、「GR SPORT」と「GR SPORT"GR"」の2モデルを設定[注釈 12]。また、「GRMN」を2018年春ごろに発売することが発表された。
  - 10月2日 - 特別仕様車「F"Safety Edition"」を発売[18]。
    - 「F」・「HYBRID F」をベースに、ベース車ではメーカーオプション設定となる衝突回避支援パッケージ「Toyota Safety Sence C」を特別装備したほか、ドアハンドル（アウトサイド・インサイド共）などにメッキ加飾が施され、ファブリックシートはブルーブラック&ブラックの専用仕様を採用。さらに、スマートエントリー&スタートシステムとイルミネーテッドエントリーシステムも特別装備された。ボディカラーはカタロググレードでは「Jewela」系グレードにて専用オプションの「シャイニーデコレーション」を装着した時のみ選択可能な「ダークブルーマイカ」と「ボルドーマイカメタリック」の2色を特別設定し、既存色4色を含めた全6色を設定した。

  - 11月21日 -「GRMN」の概要および販売方法を発表[19]。
    - ヴィッツGRMNは150台の限定販売で、全国のGRガレージ店頭、もしくは専用Webサイトにて、2018年4月9日〜5月13日に商談申込を受け付ける。150台を超す申し込みがあった場合は、同年5月21日に抽選を行うと発表。
- 2018年
  - 5月31日 - 一部改良。同時に特別仕様車「F "Safety Edition II"」・「F "Amie（アミー）"」を発売[20]。
    - 衝突回避支援パッケージ「Toyota Safety Sense C」において、プリクラッシュセーフティ（レーザーレーダー＋単眼カメラ方式）」に昼間での歩行者の検知機能が追加される改良が行われ、パッケージ名称の統一化に伴って「Toyota Safety Sense」に改名された。併せて、1.3 Lガソリン車とハイブリッド車にはインテリジェントクリアランスソナー（パーキングサポートブレーキ）のオプション設定が追加された。
    - 「F "Safety Edition II"」は、2017年10月に発売された特別仕様車「F "Safety Edition"」のバージョンアップ仕様で、新たにインテリジェントクリアランスソナーが特別装備された。
    - 「F "Amie"」は、「F」・「HYBRID F」をベースに、内装はブラック基調に変更され、インパネ周辺にカッパー加飾が施されたほか、シートはスエード調ファブリックと合成皮革を組み合わせた専用シートに変更。さらに、「Toyota Safety Sense」と「スマートエントリーセット（スマートエントリー&スタートシステム+イルミネーテッドエントリーシステム）」が特別装備された。ボディカラーは特別設定色の「ダークレッドマイカメタリック」・「ボルドーマイカメタリック」・「ダークブルーマイカ」を含む全6色が設定される。

  - 12月26日 - 特別仕様車「F "Safety Edition III"」、「HYBRID F"Safety Edition III"」を設定[21]。（2019年1月7日発売）
    - 2018年5月に発売された特別仕様車「F"Safety Edition II"」のバージョンアップ仕様で、ヴィッツ誕生20周年記念モデルを兼ねる。今回は内装が変更され、ファブリック表皮がグレー&ブラック色となり、前席にライトグレーの専用ステッチが施されたほか、インストルメントパネルのオーナメント部にオーバル（楕円形）ドットパターンが採用され、メッキ加飾はドアハンドルに加え、サイドレジスターベゼル（エアコン吹き出し口）などにも施された。ボディカラーは、「ダークブルーマイカ」に加え、新たに「センシュアルレッドマイカ」（メーカーオプション）と「ジュエリーパープルマイカメタリック」を加えた特別設定色3色を含む6色が設定される。
- 2020年4月24日 - 販売終了。

### 日本仕様
グレード体系は2代目とは様変わりし、専用ボディカラーや内装色を設定し、メッキ加飾を施して華やかさを表現した「Jewela（ジュエラ）」を新設するとともに、既存グレードはベーシックグレードの「F」、本革巻ステアリング&シフトノブや快適温熱シートなどを標準装備し、高い質感と快適性を追求した上級グレードの「U」、専用デザインのエクステリアや専用スポーツシート、7速スポーツシーケンシャルシフトマチック&パドルシフトまたは5速マニュアルが選べるスポーツグレード「RS」の全4グレードに整理された。また、「F」の1.0 L車には装備内容を簡素化（乗用車全体的に見ても珍しい手動式リアウィンドゥガラスなど）したビジネスユーザー向けの「Mパッケージ」、「RS」には装備内容を簡素化して価格を引き下げた「Cパッケージ」がそれぞれ設定されている。2代目後期型に標準装備されていたSRSサイドエアバッグ&カーテンシールドエアバッグが全車メーカーオプションとなったにもかかわらず、車両本体価格は上昇した。特に1.5 L車の車両本体価格は、2代目と比較して大幅に値上げされた。
なお、2014年4月のマイナーチェンジ後は2010年12月販売型のグレード体系を引き継ぐが、「SMART STOPパッケージ」は1.3 Lの前輪駆動全グレードに標準設定とし、「RS」のMT車を除く1.0 L車・1.5 L車全グレードにも新たに設定した。「RS」に設定されていた「Cパッケージ」は廃止された。SRSサイドエアバッグ&カーテンシールドエアバッグについては引き続き、全車メーカーオプション扱いである。
2017年1月のマイナーチェンジではスポーティーグレードの「RS」が廃止され、ハイブリッド車の設定に伴って「U」の1.5 L車も廃止（これにより、「U」は1.3 L専用グレードとなる）。ハイブリッド車は非ハイブリッド車（ガソリン車）と共通のグレード体系とし、「HYBRID F」・「HYBRID Jewela」・「HYBRID U」が設定され、「HYBRID U」には「Sportyパッケージ」も設定される。この「Sportyパッケージ」は非ハイブリッド車の「U」にも設定される。SRSサイドエアバッグ&カーテンシールドエアバッグは2010年12月販売型・2014年4月改良型に続き、全車メーカーオプション設定となる。なお、この改良によって国内仕様からMTの設定が一旦消滅したが、2017年9月に「RS」「RS"G's"」に替わるスポーツカーとして設定された「GR SPORT」「GR SPORT"GR"」にMTが設定され、8か月ぶりに復活した。

2010年12月販売型
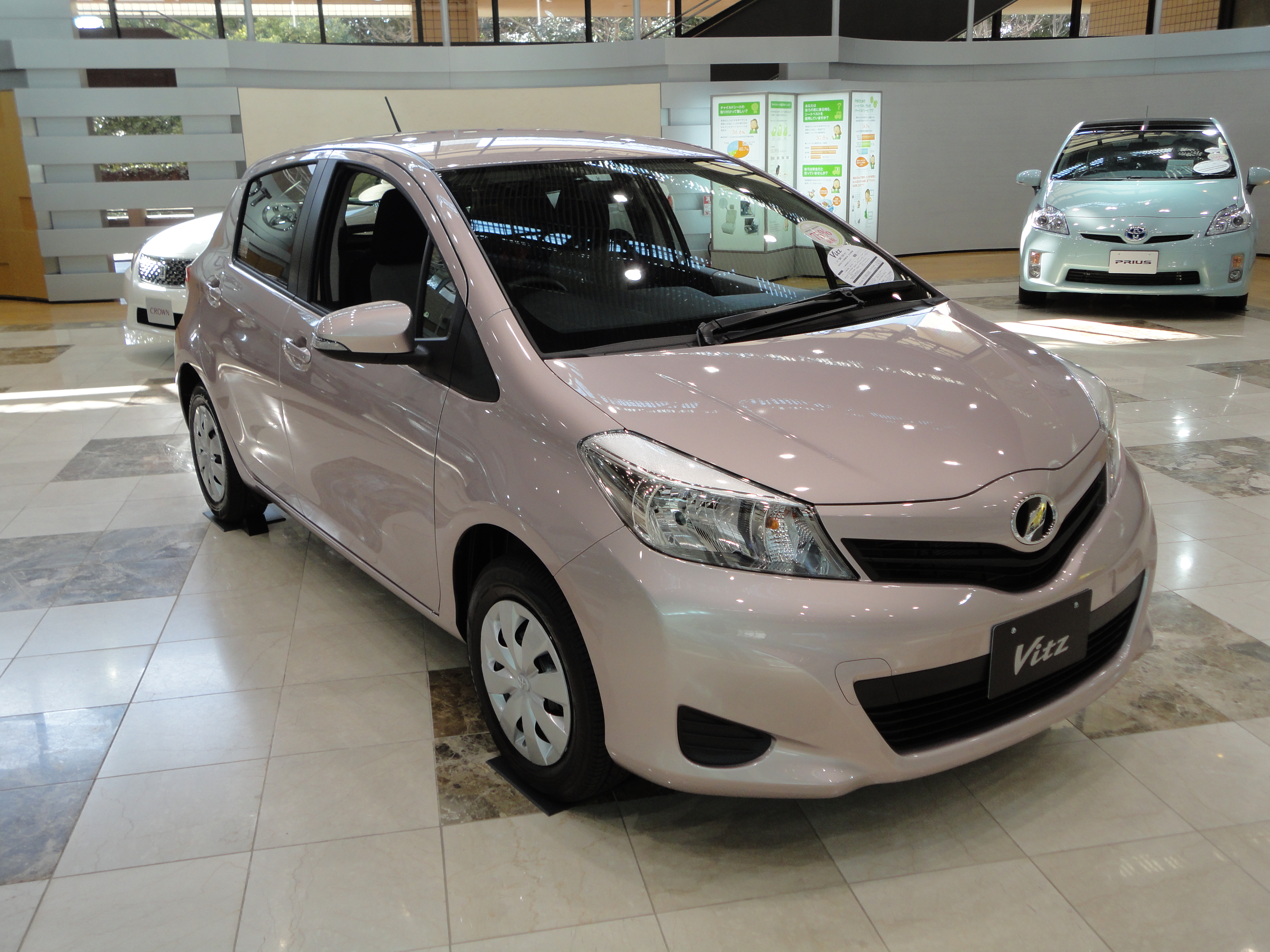
1.3F SMART STOP パッケージ 前部
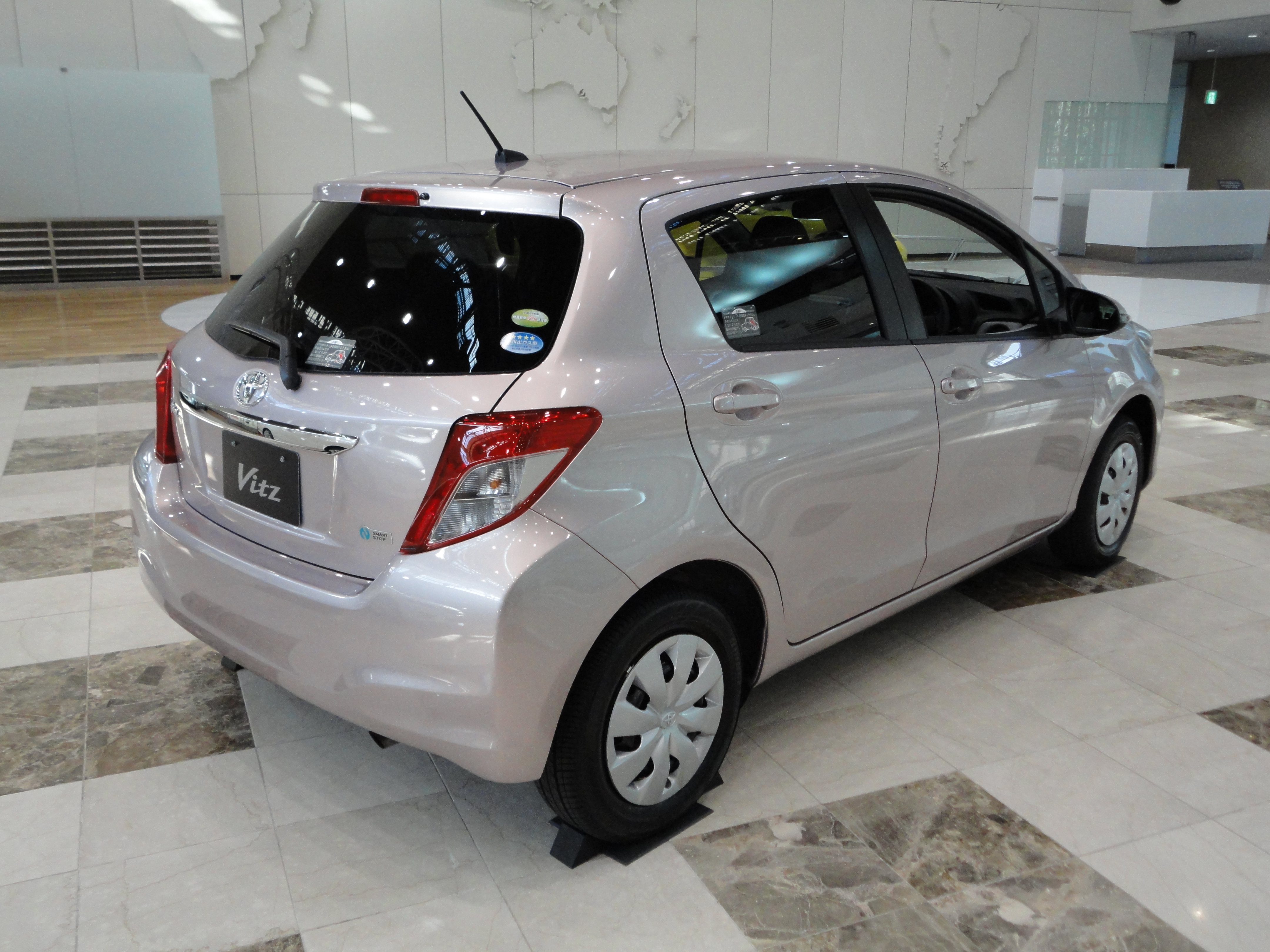
1.3F SMART STOP パッケージ 後部
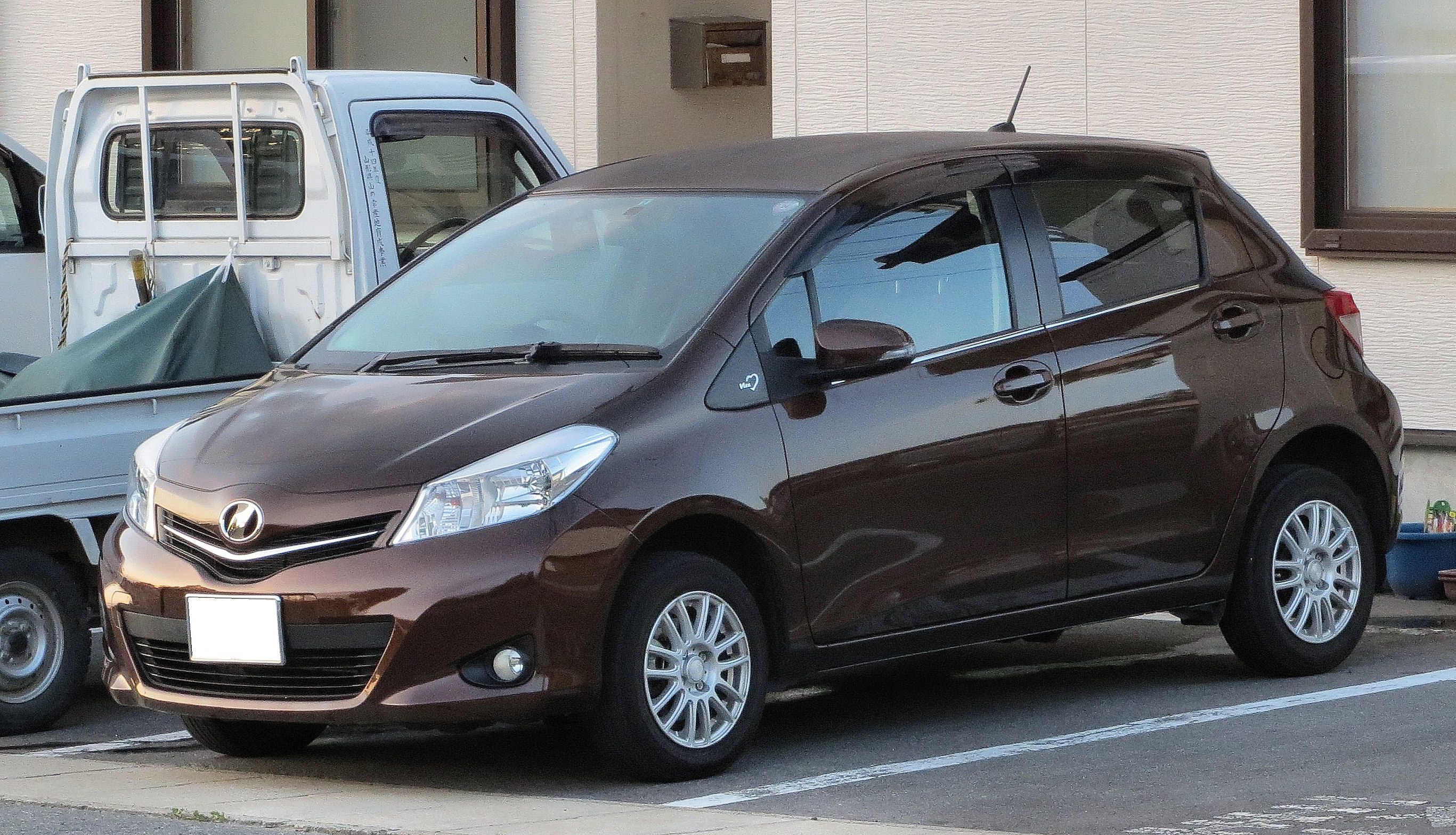
1.3Jewela 4WD
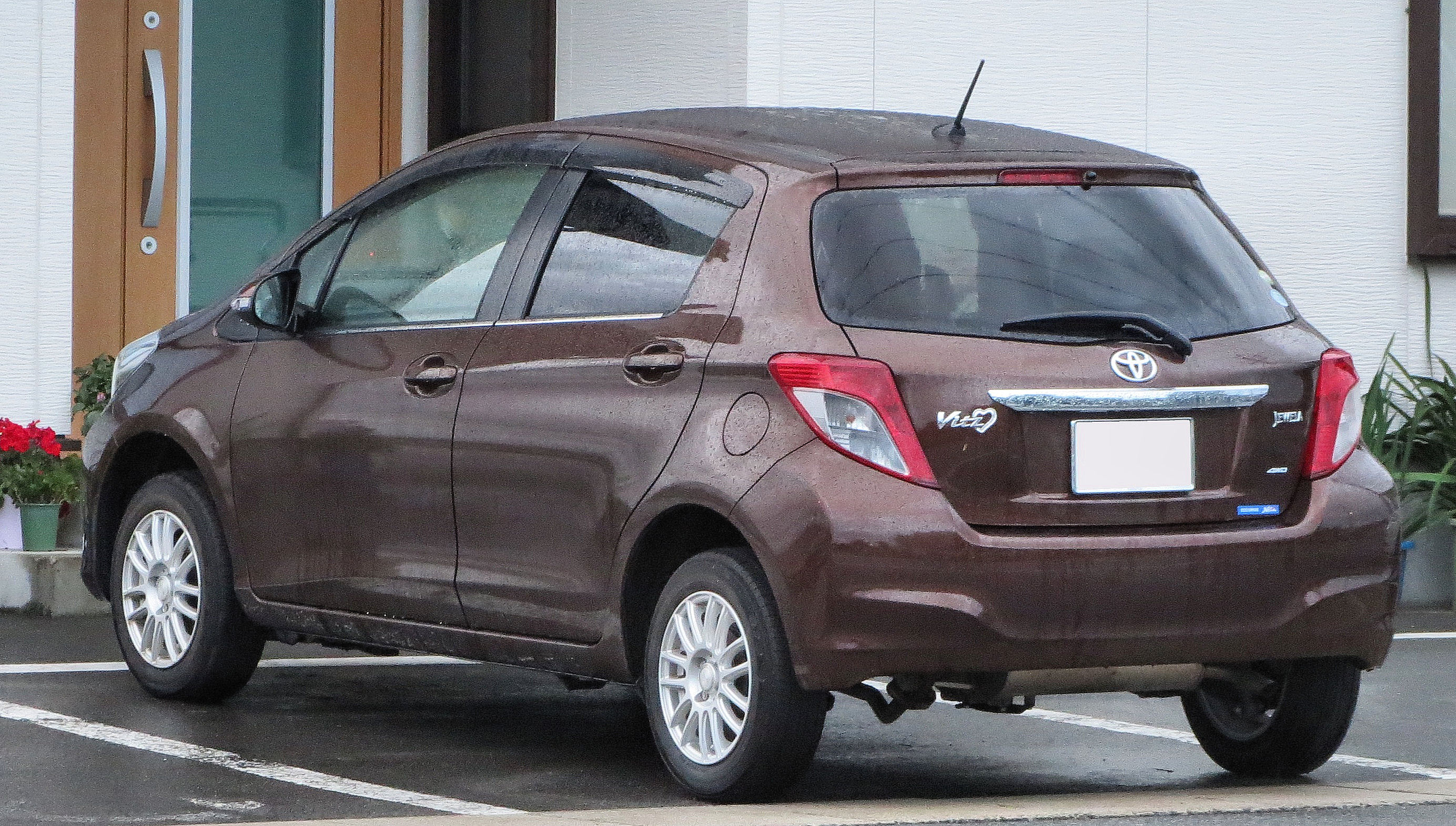
1.3Jewela 4WD 後部
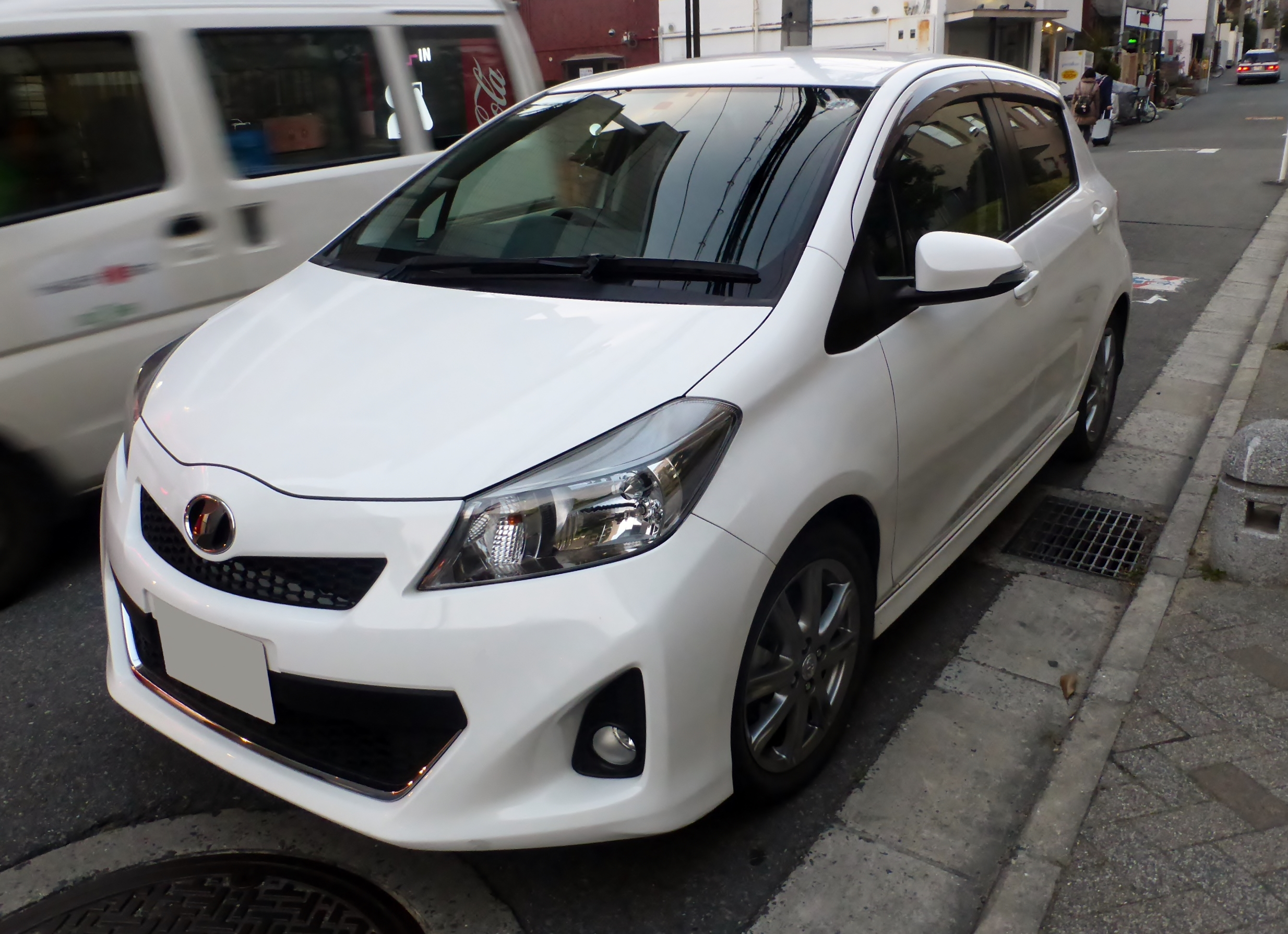
1.5RS
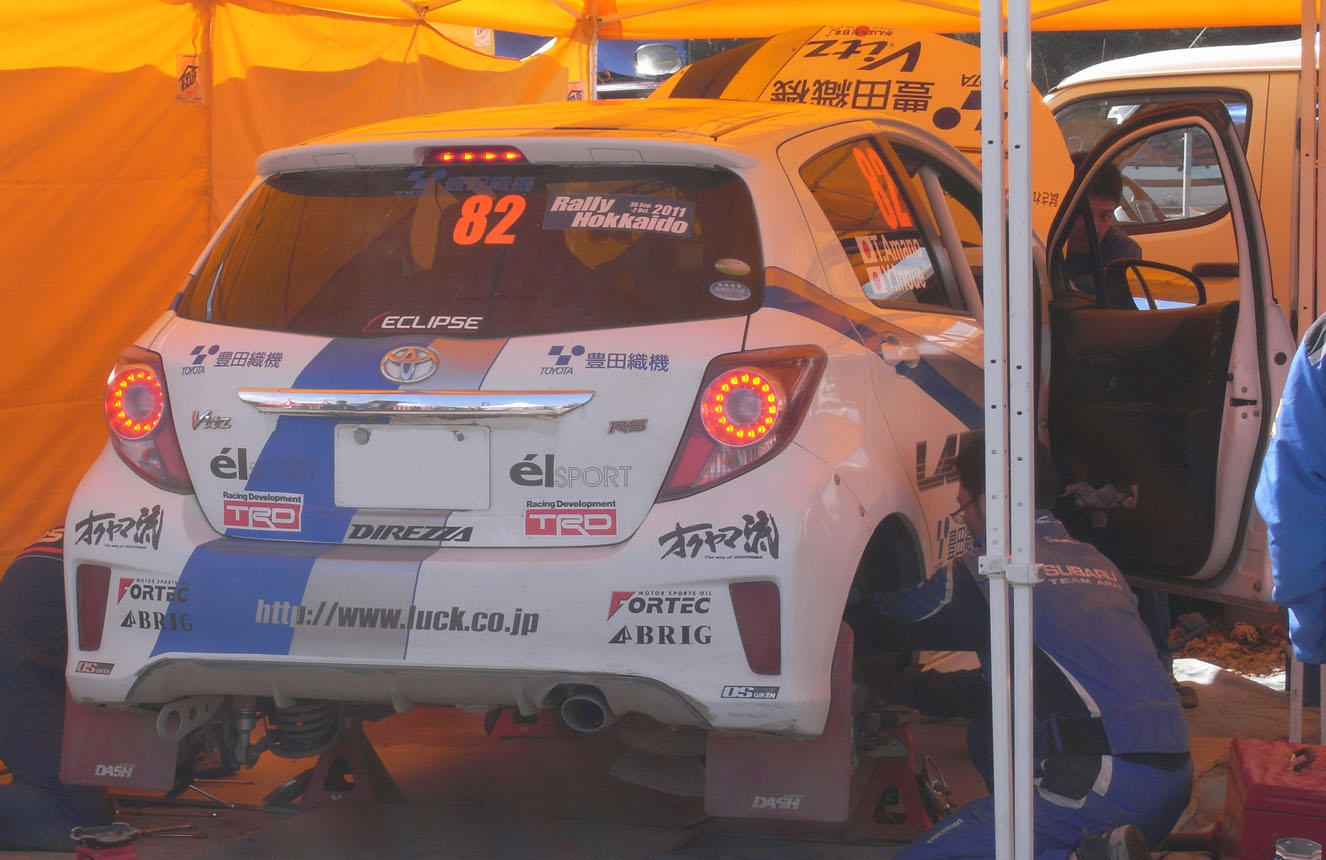
1.5RS 後部
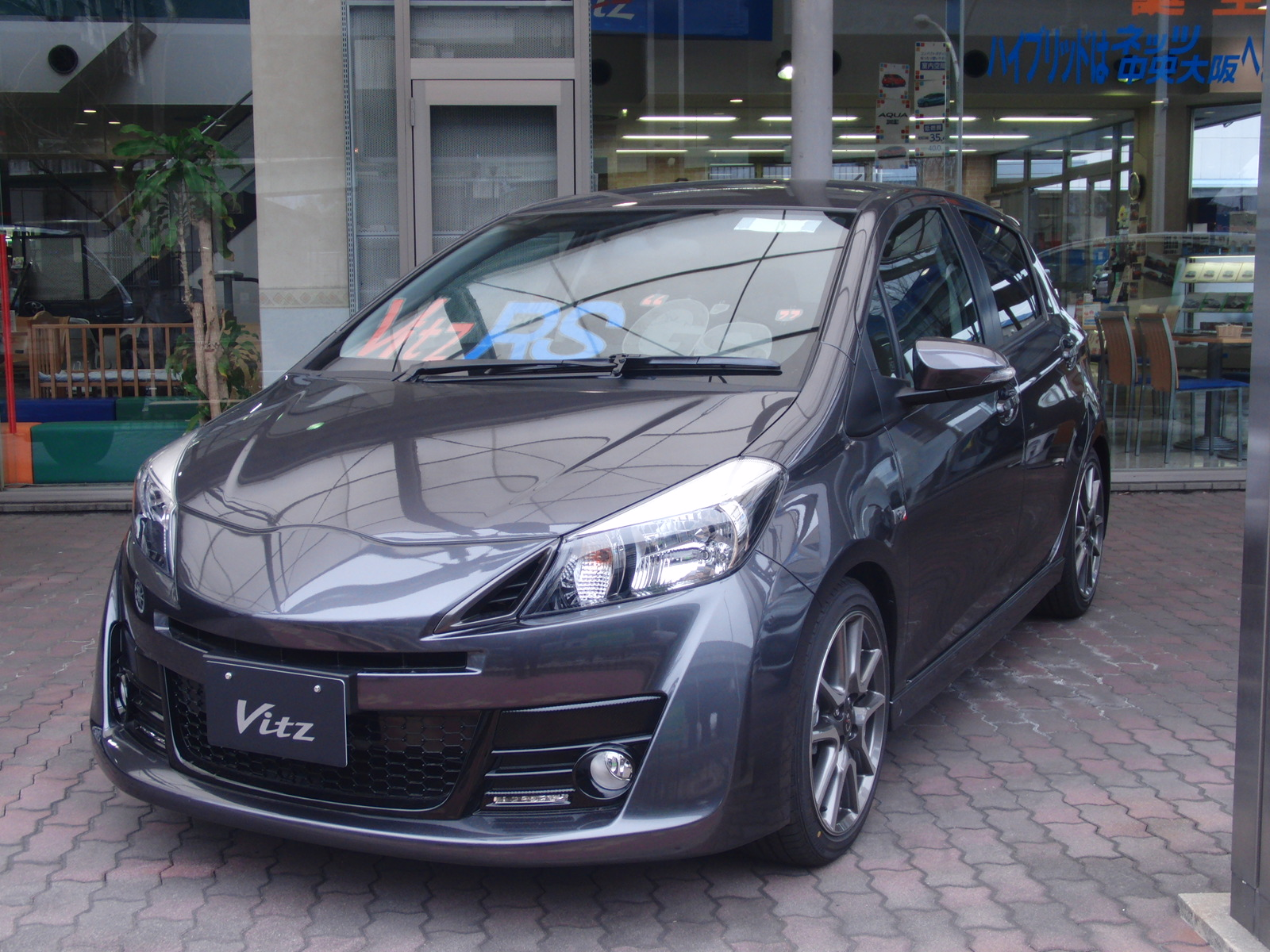
1.5 RS G's
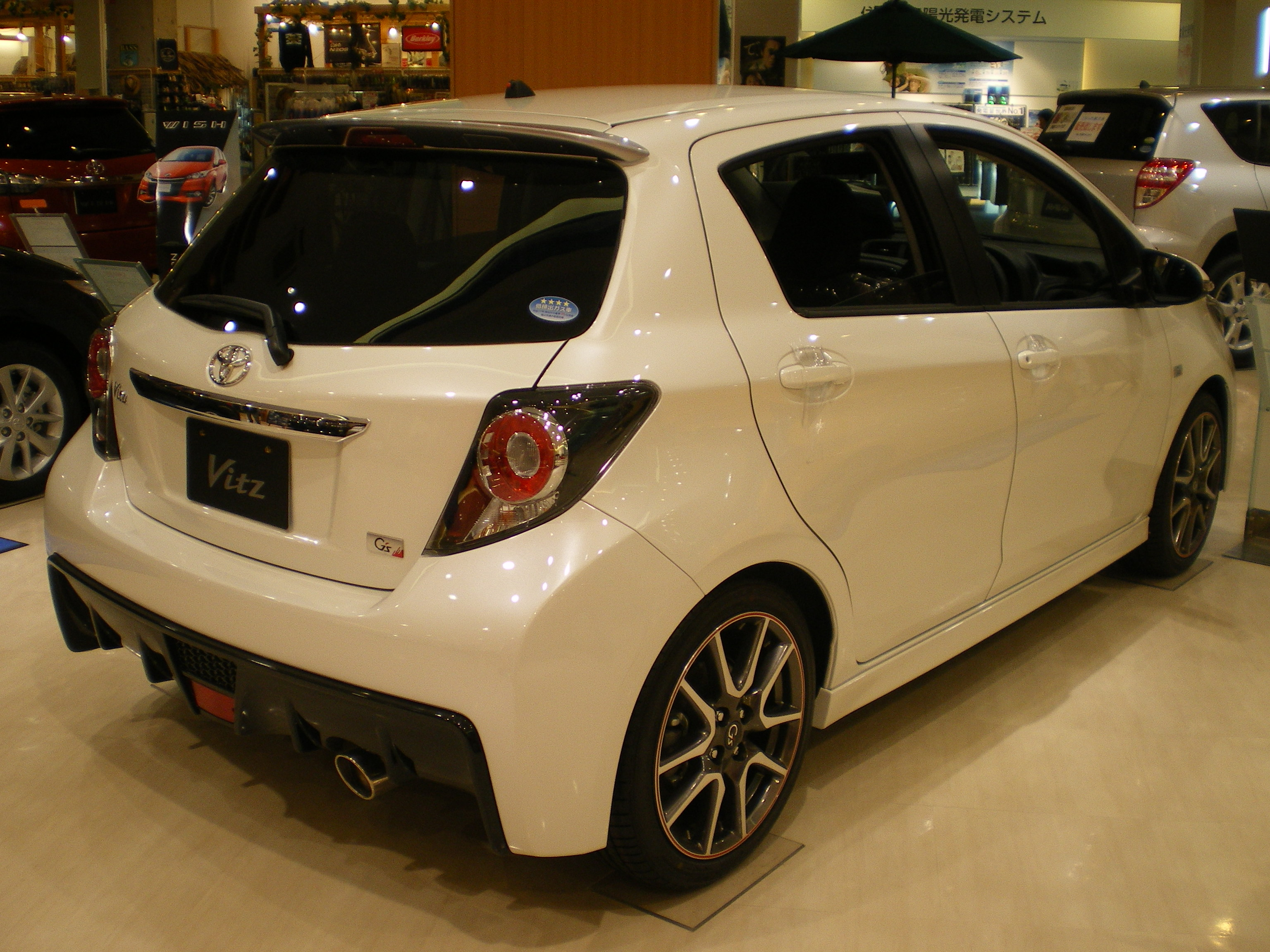
1.5RS G's 後部
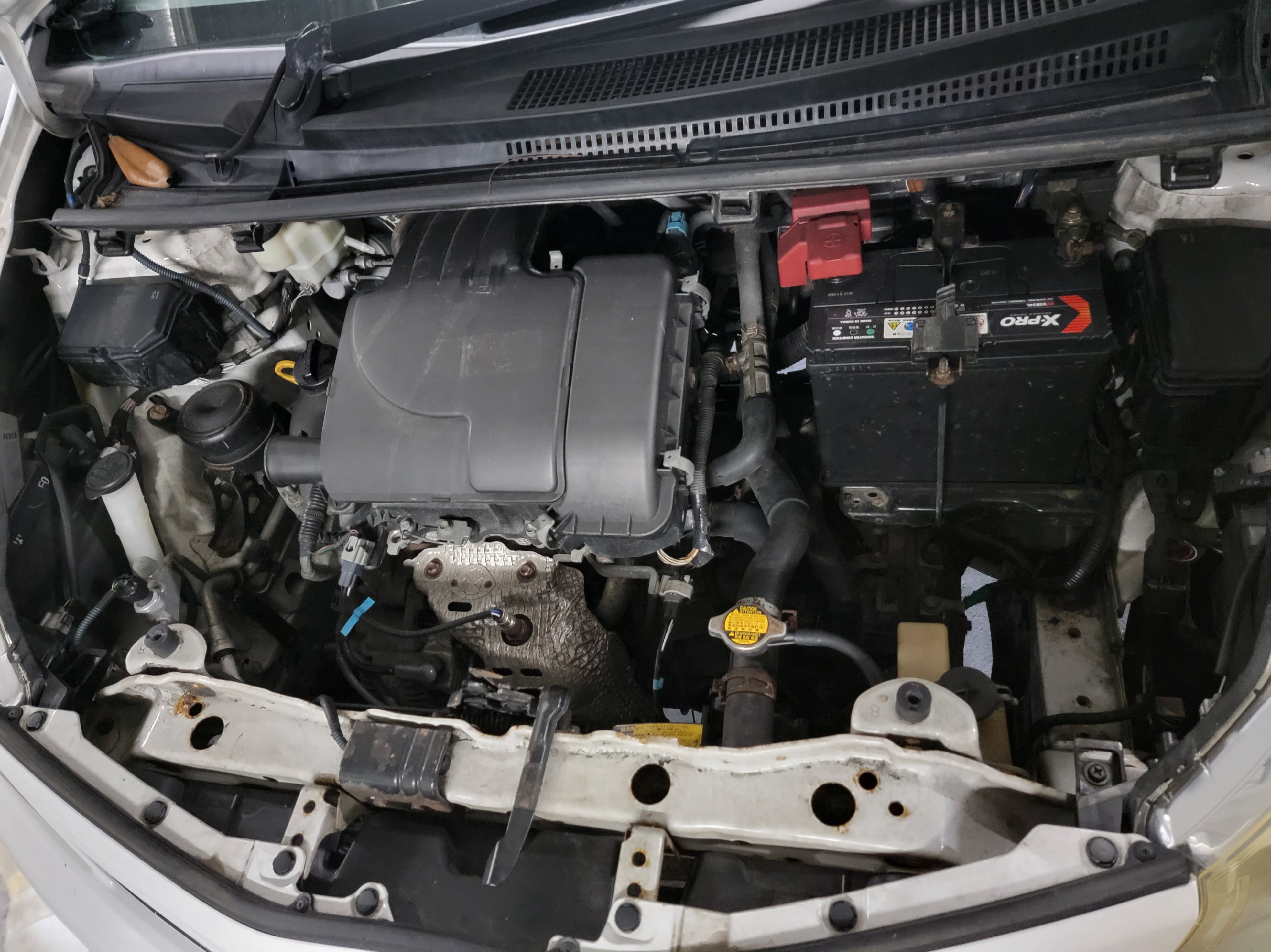
1.0F(KSP130)前期型のエンジンルーム 1KR-FEエンジン

2014年4月改良型
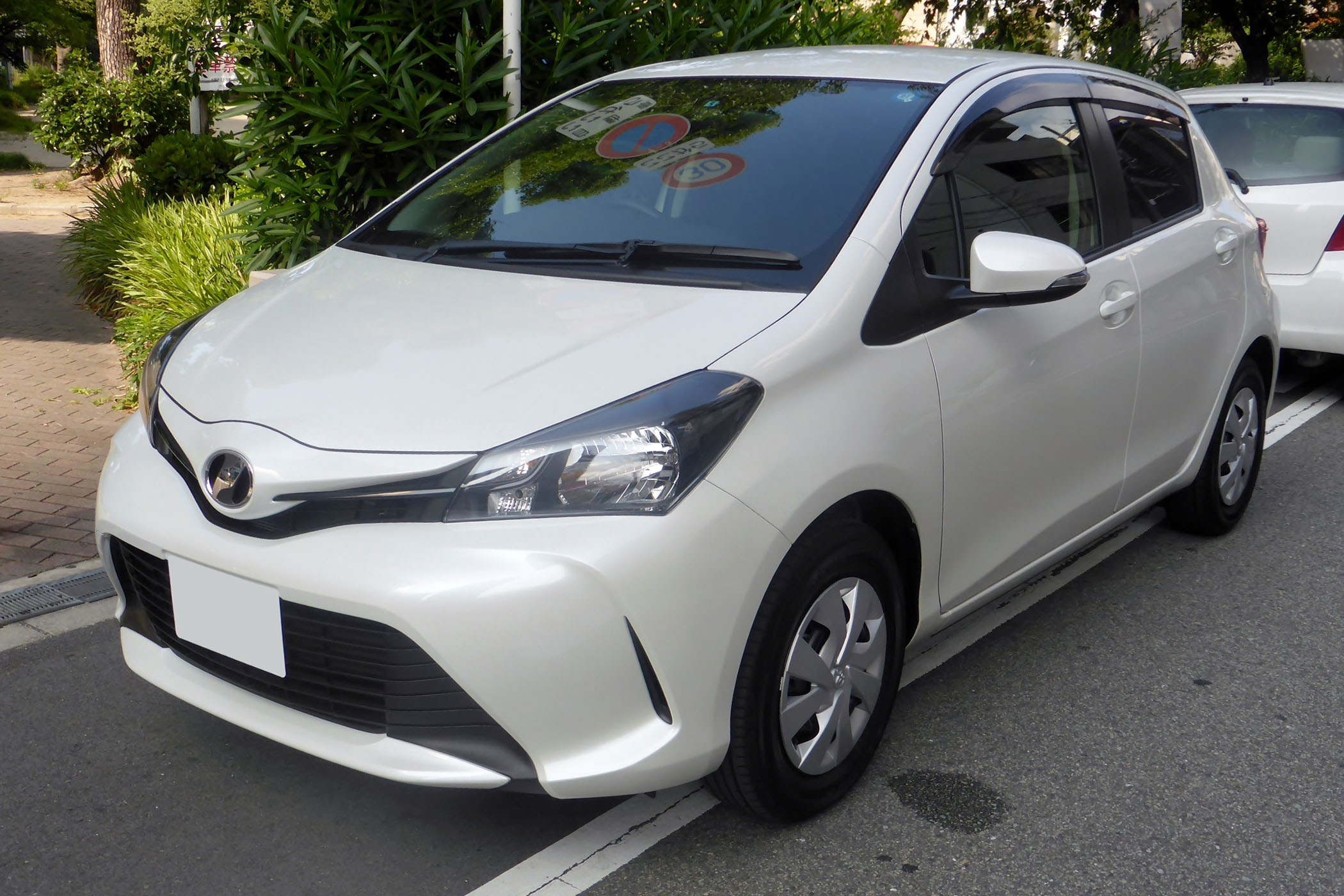
1.3F 前部
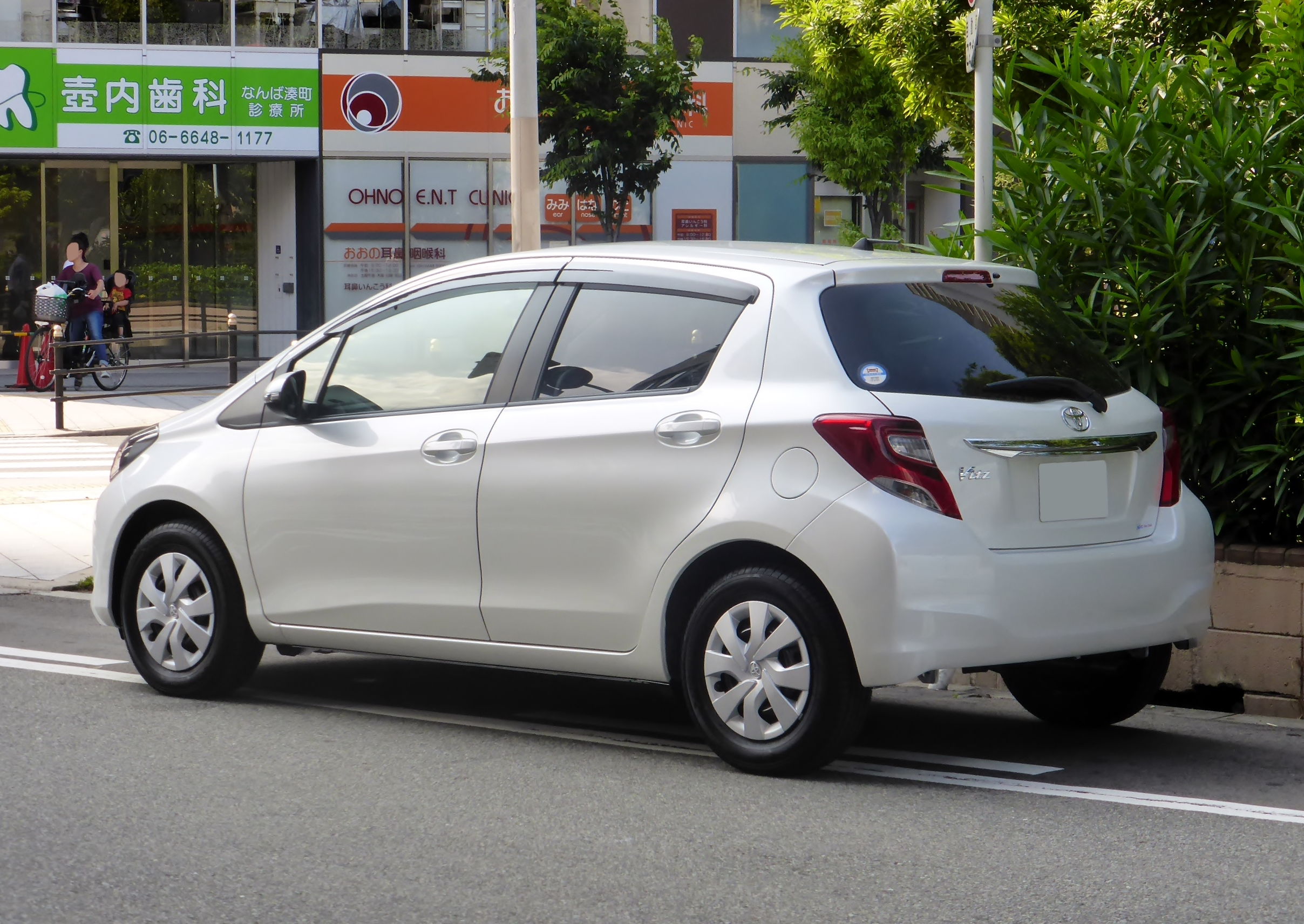
1.3F 後部
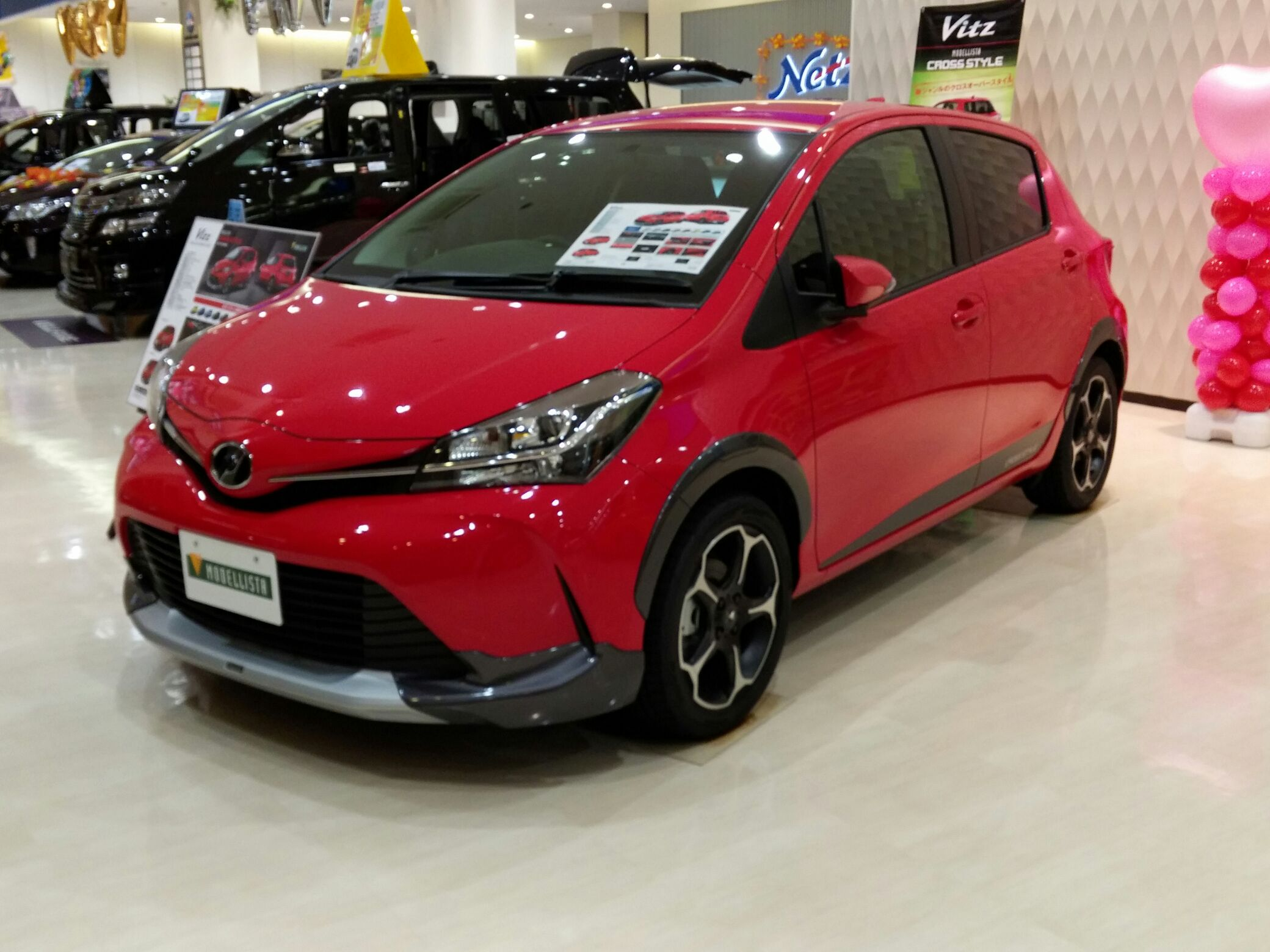
1.3F モデリスタ クロススタイル
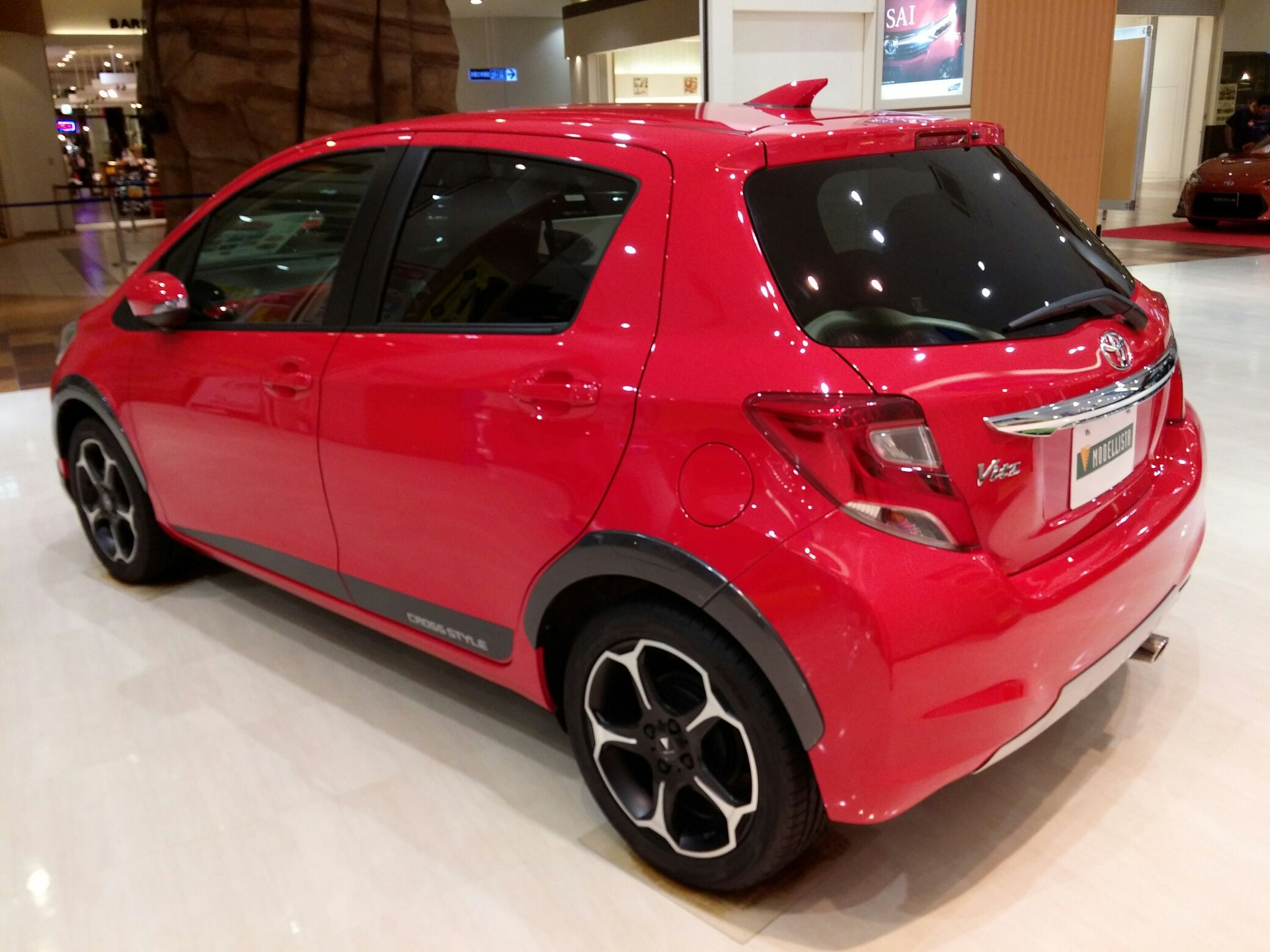
1.3F モデリスタ クロススタイル 後部
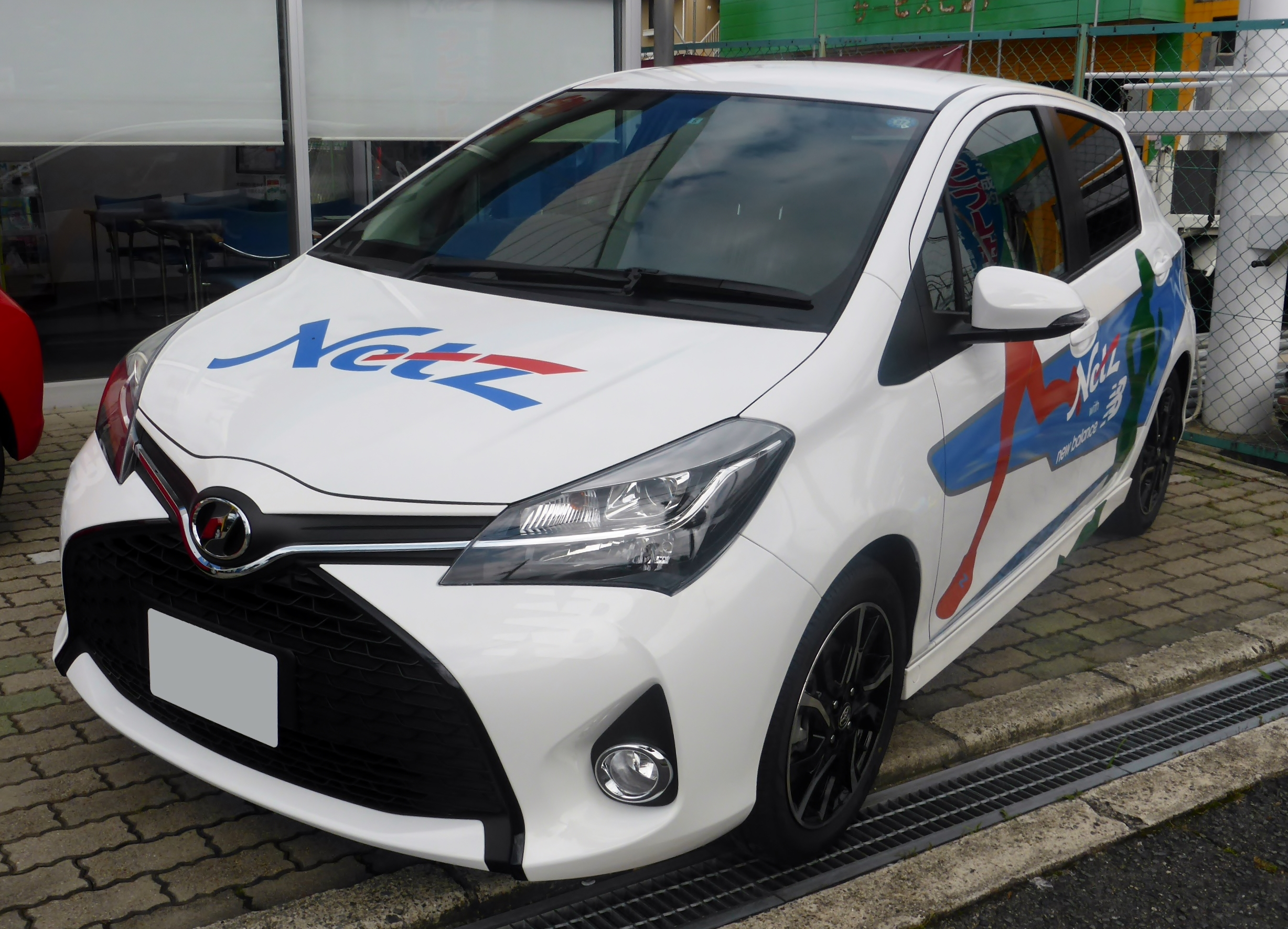
RS
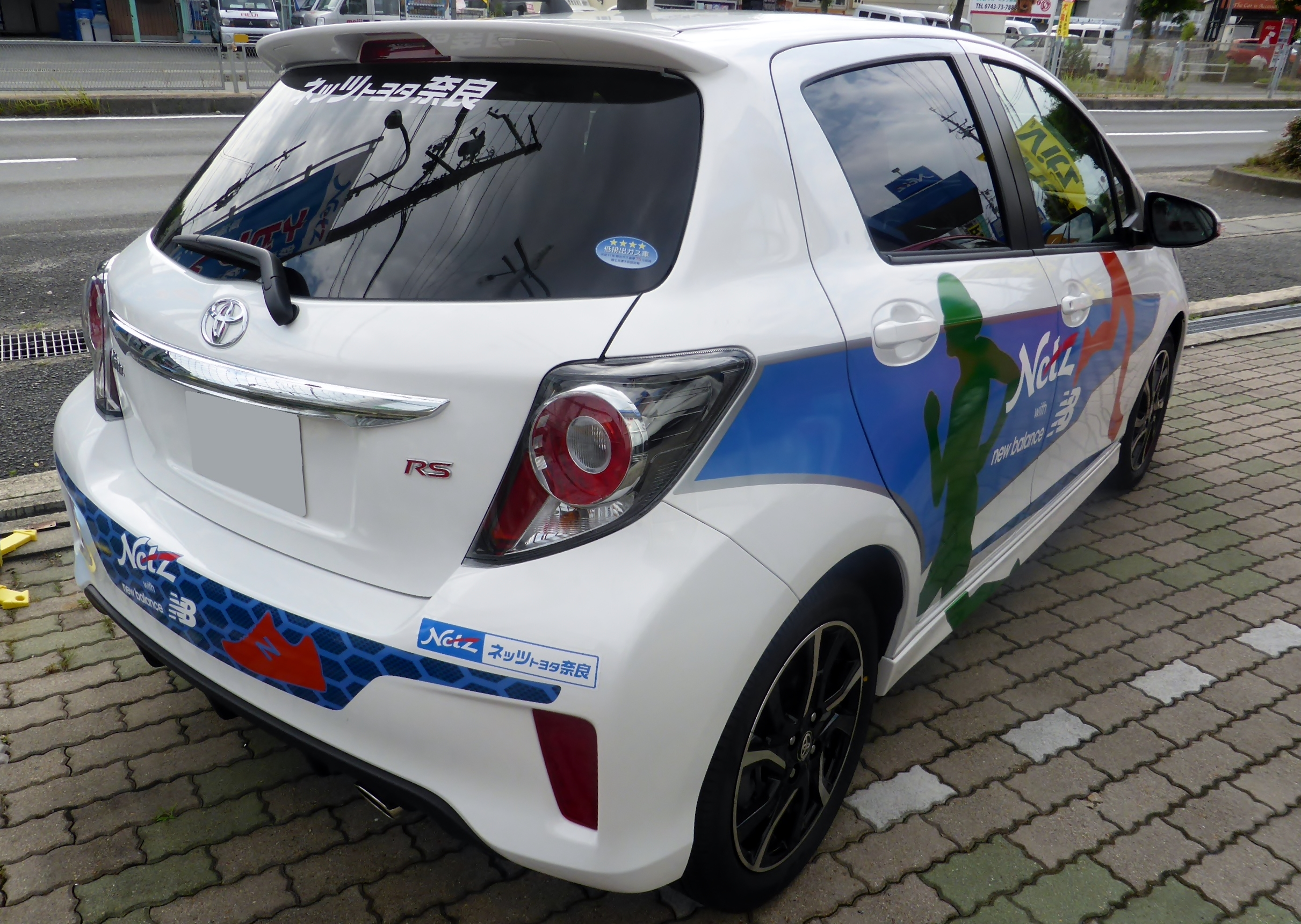
RS 後部
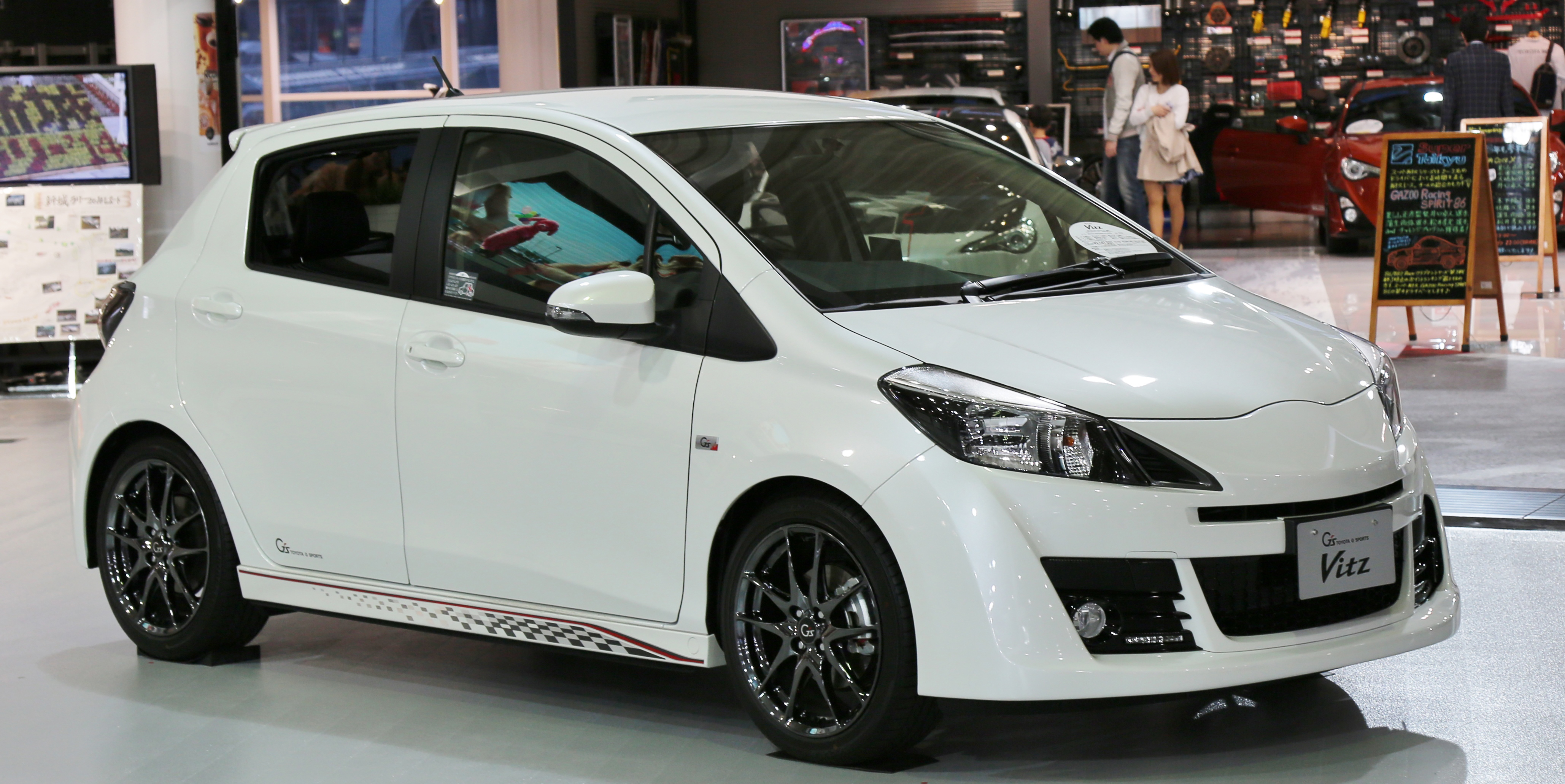
RS "G's"
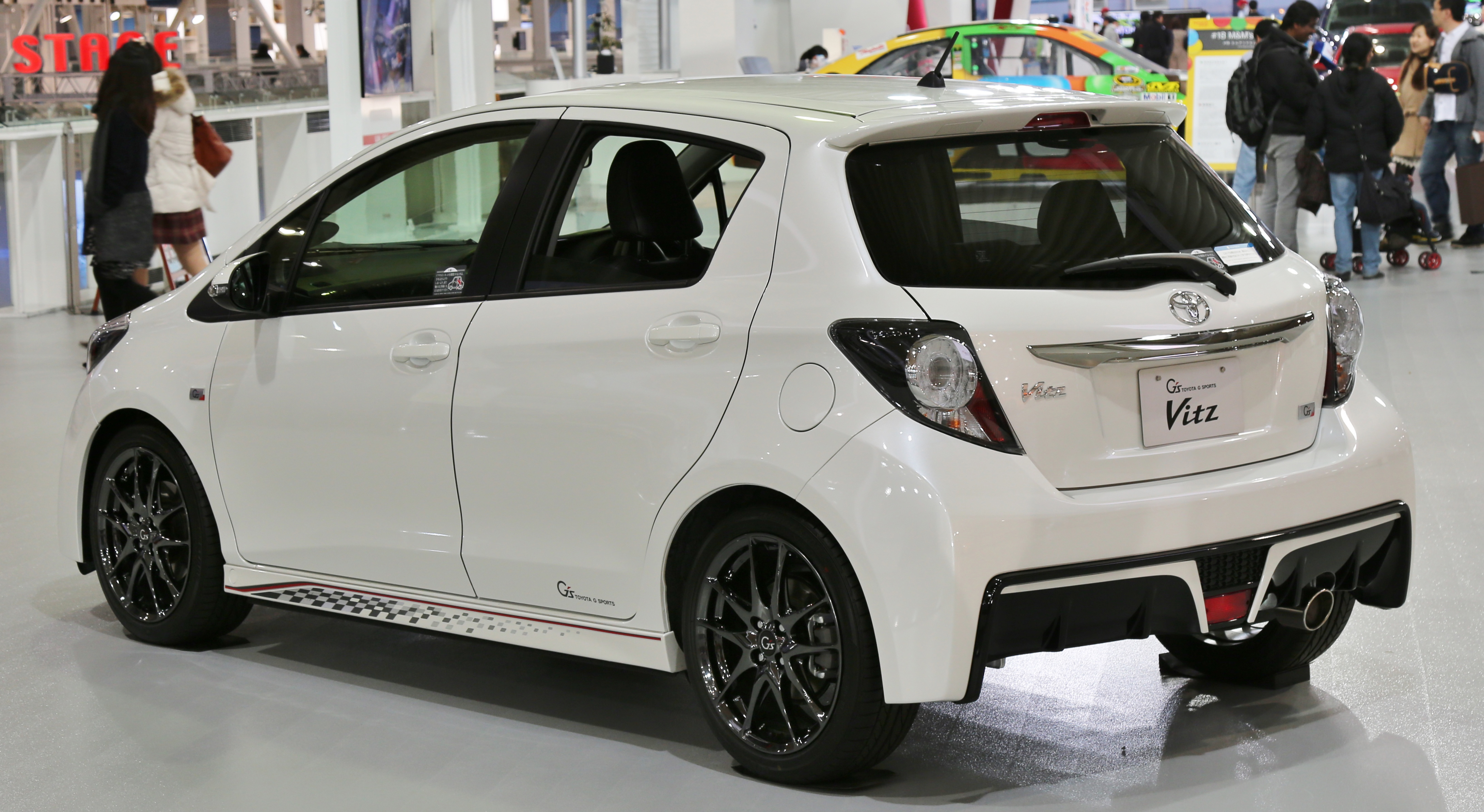
RS "G's" 後部

2017年1月改良型
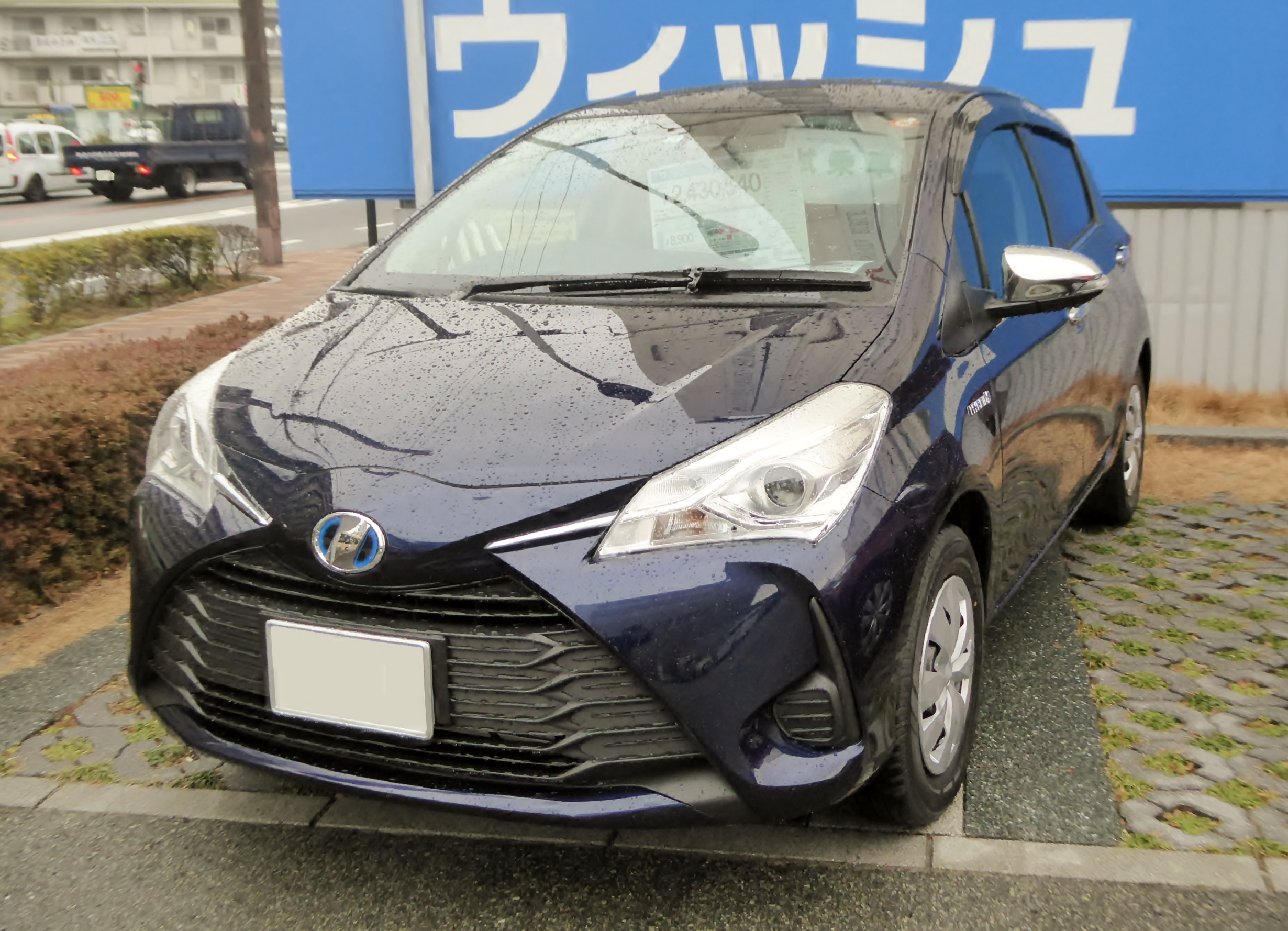
HYBRID Jewela
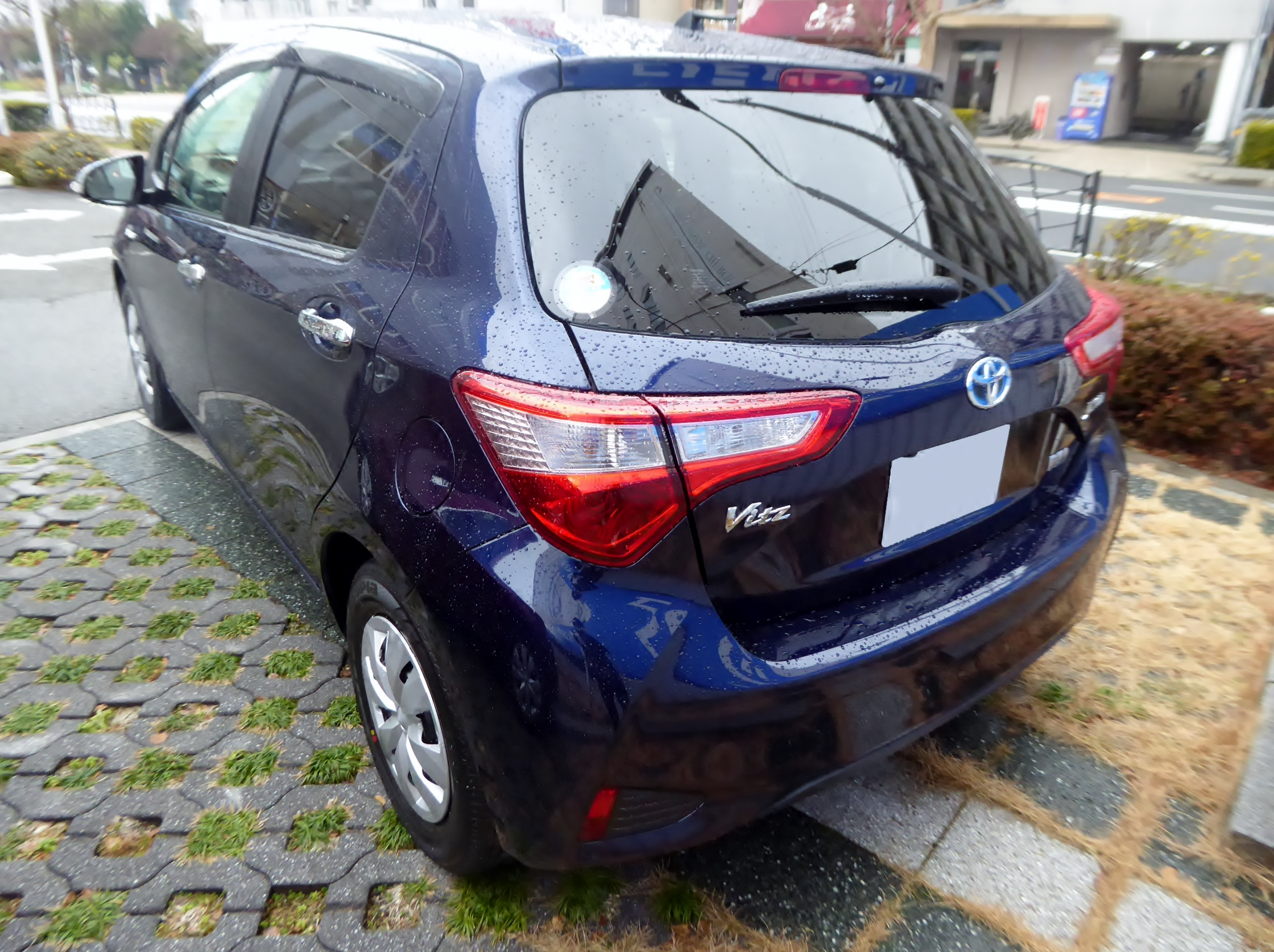
HYBRID Jewela 後部
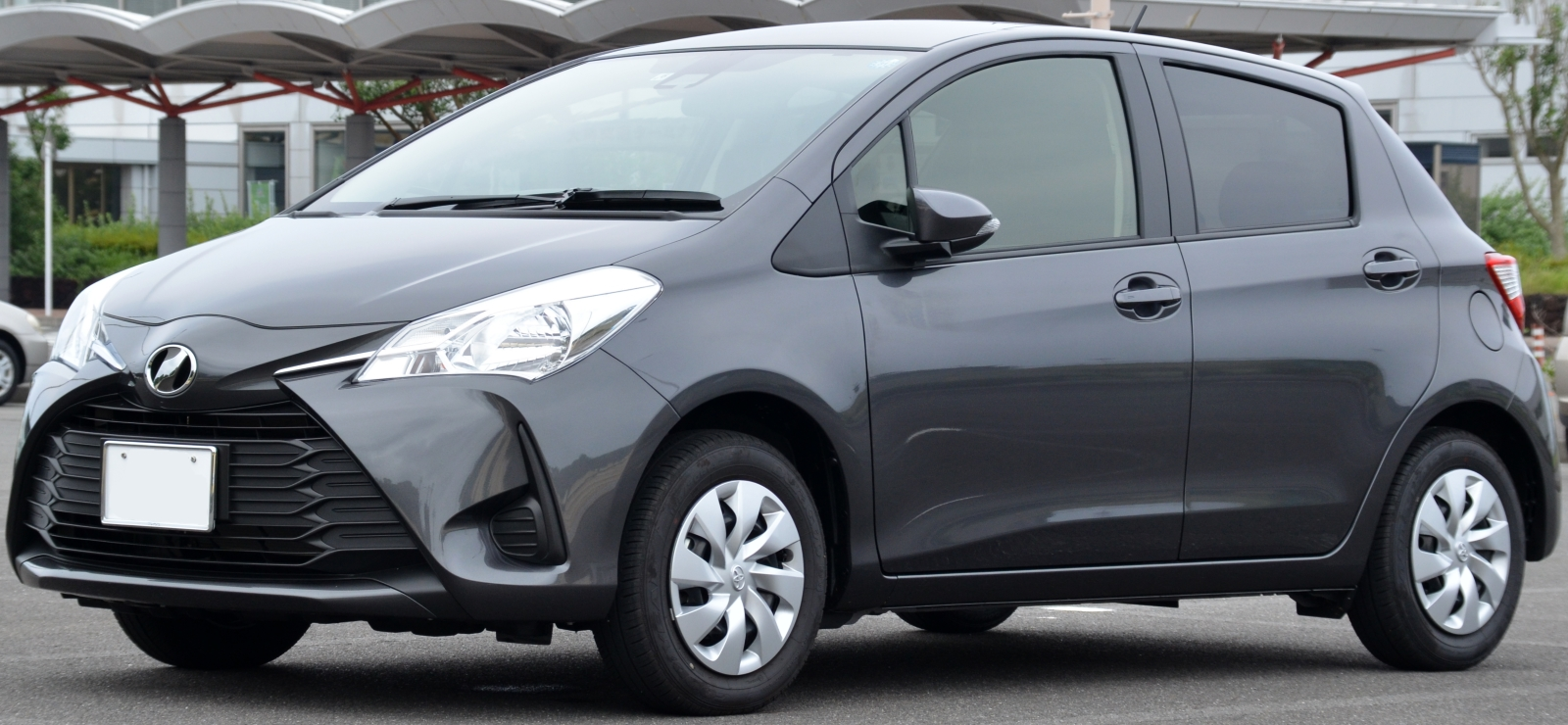
1.0F
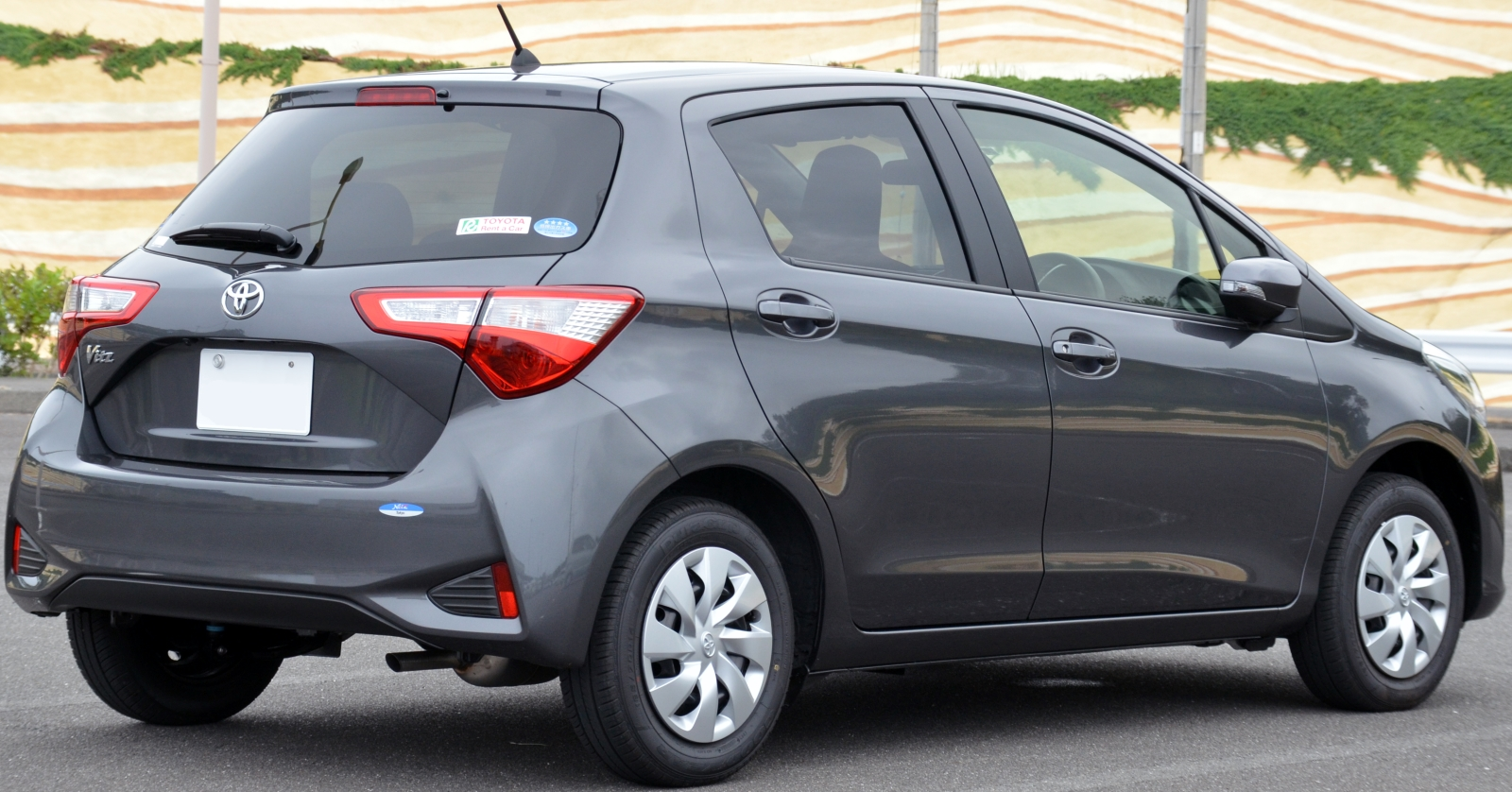
1.0F 後部
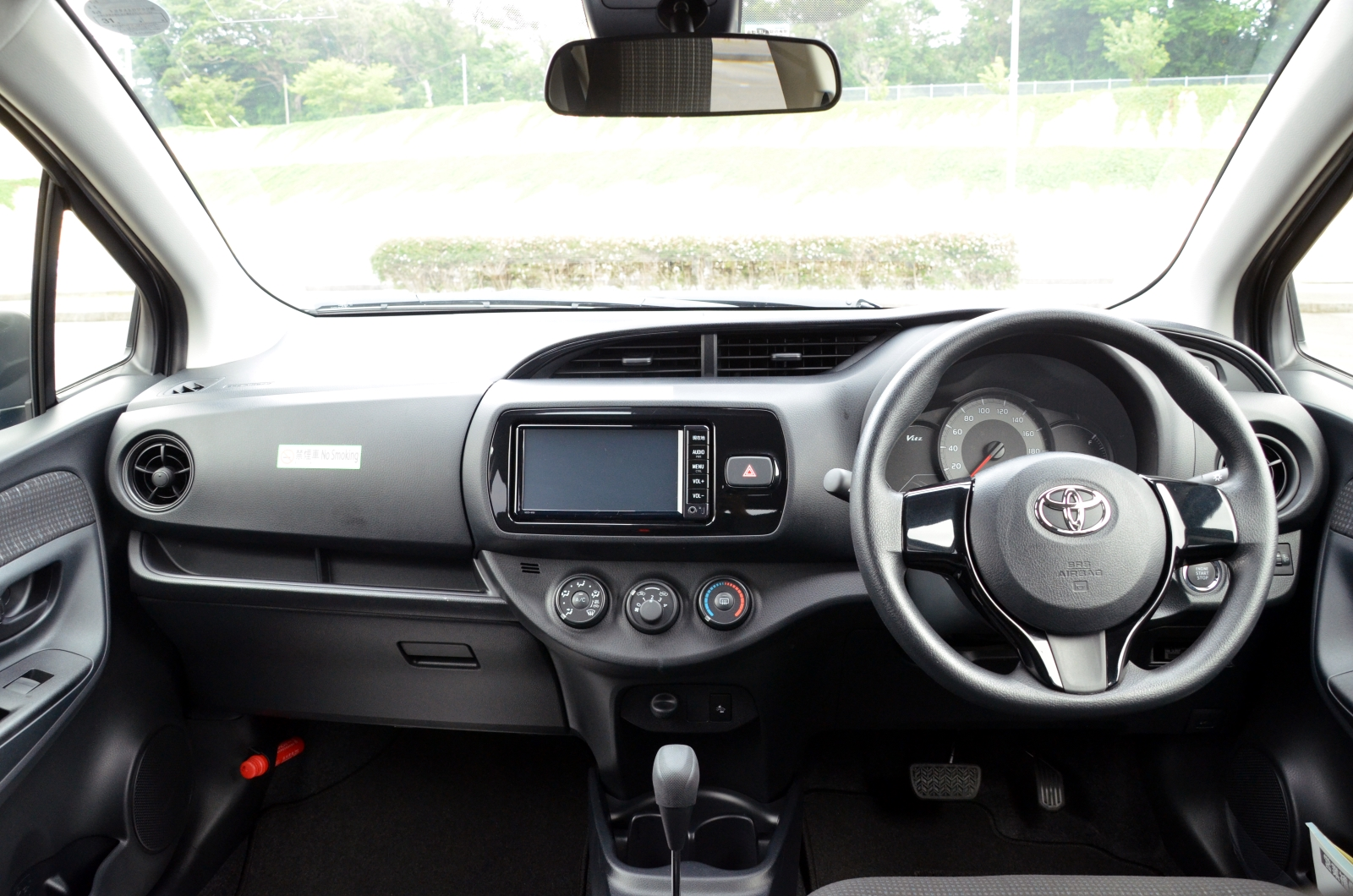
1.0F 室内
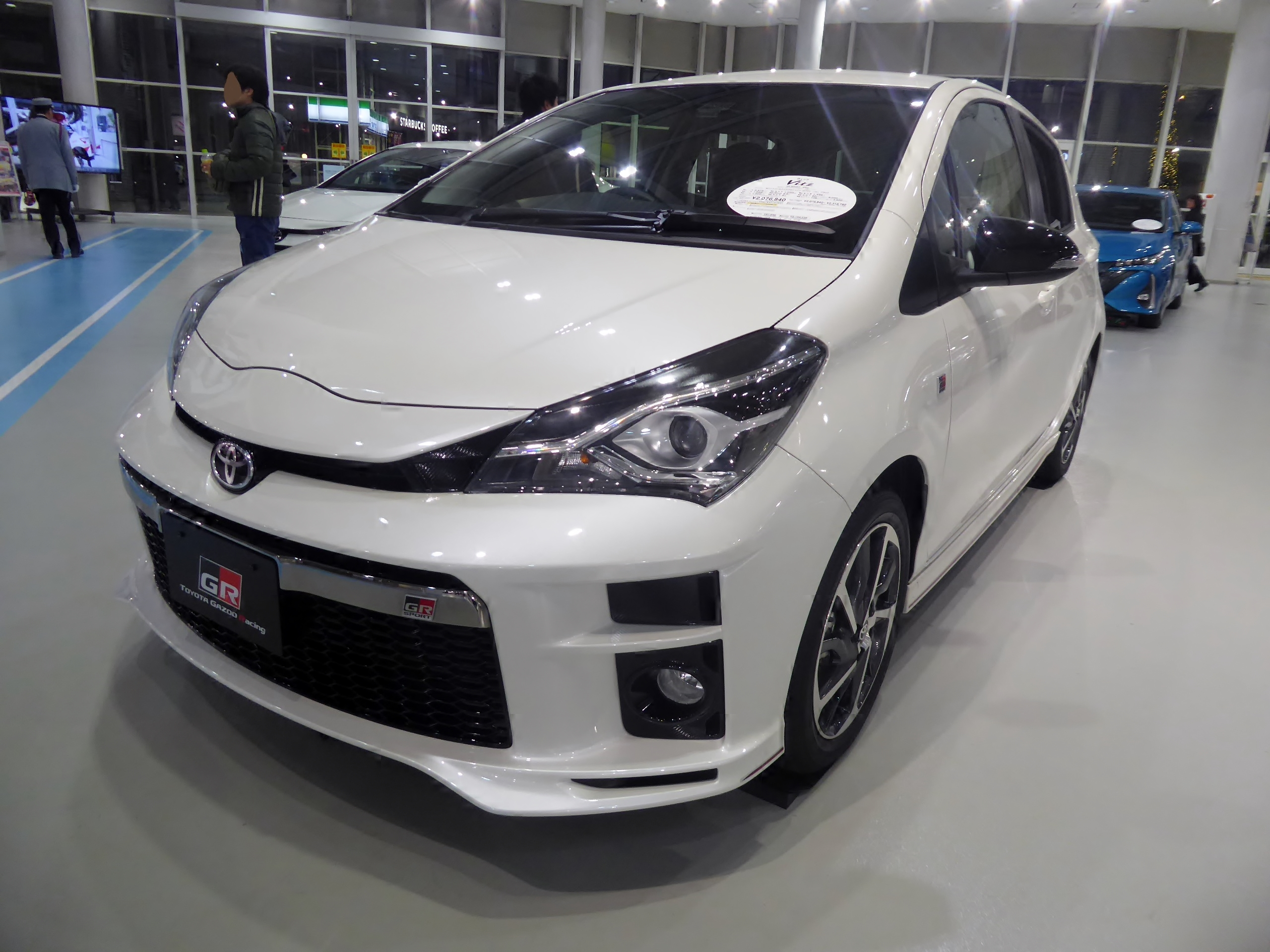
GR SPORT
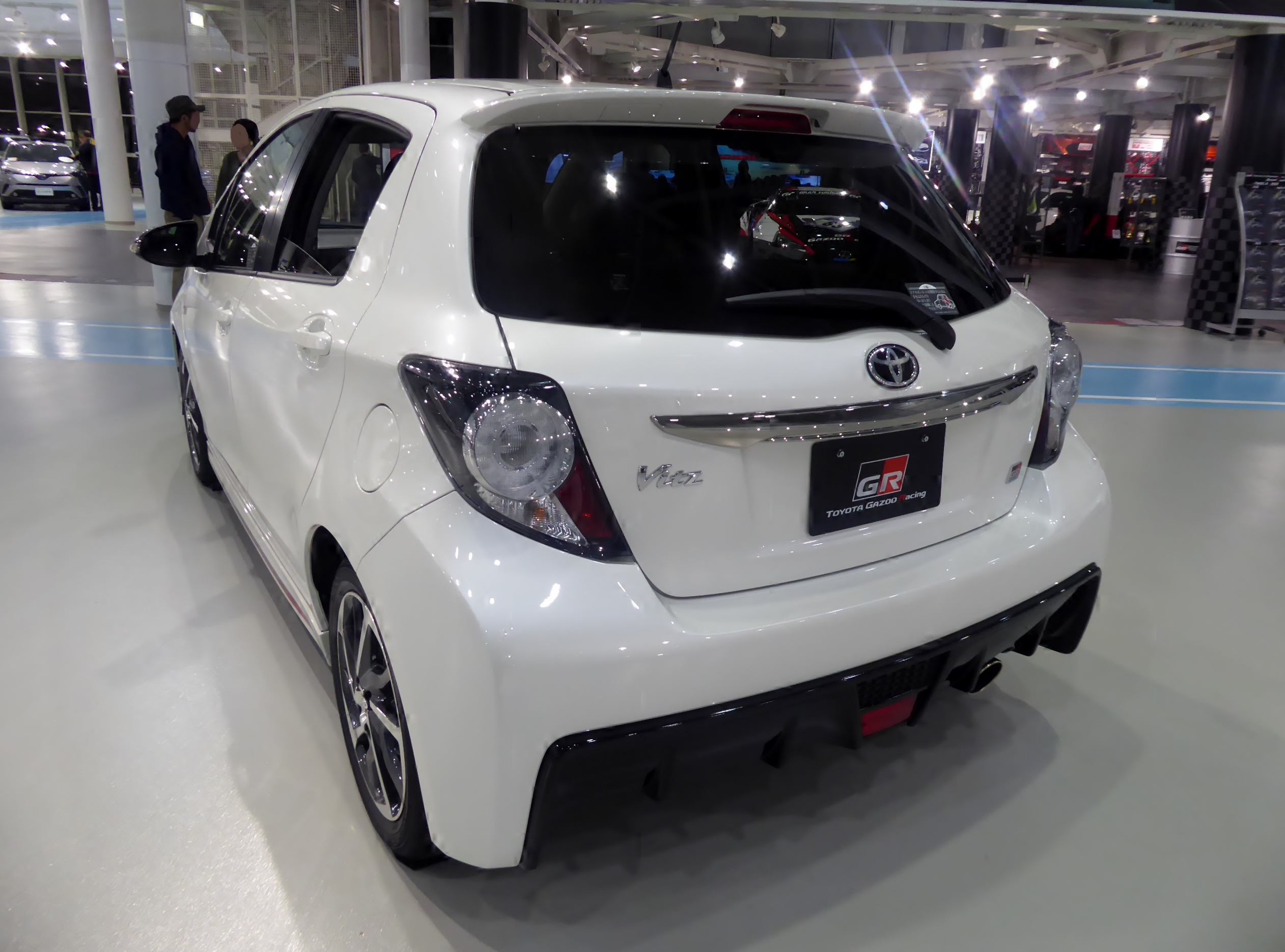
GR SPORT 後部
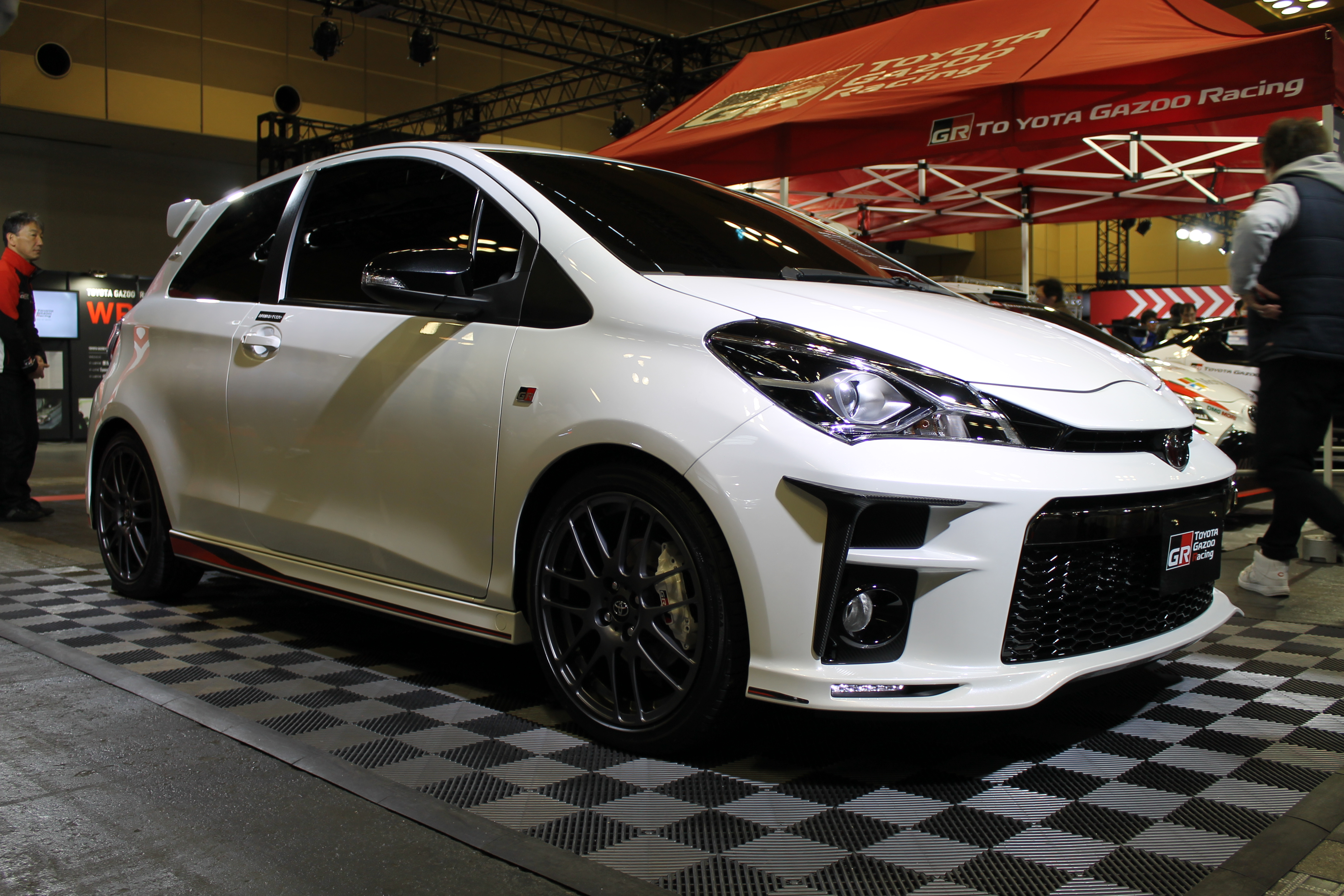
GRコンセプト
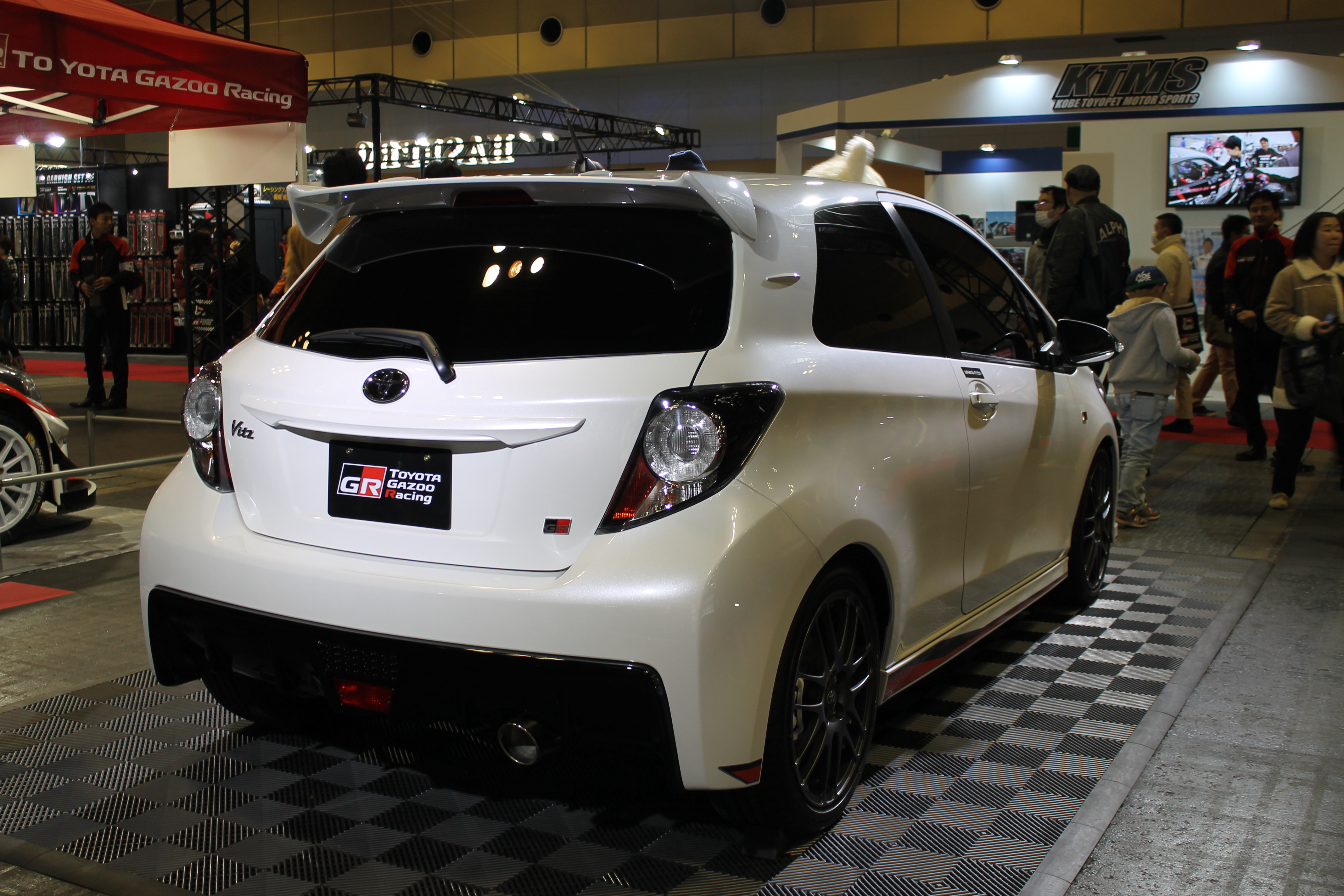
GRコンセプト 後部

### 北米仕様
2011年に2012年モデルとして登場。北米仕様は日本仕様とは異なり、5ドアと3ドアの2種類で展開される。このモデルチェンジでセダンは一時廃止されることとなった。エンジンは1.5 Lの1NZ-FE型のみを搭載。トランスミッションは4速ATと5速MTの設定となる。グレードはベーシックグレードの「L」（カナダでは「CE」）、クルーズコントロール、キーレスエントリーなどを装備した中級グレードの「LE」、16インチアルミホイール、4輪ディスクブレーキ、スポーツサスペンションなどを装備したスポーティグレードの「SE」という構成で、「SE」は5ドアのみの設定となる。装備に関しては運転席・助手席エアバッグ、運転席・助手席サイドエアバッグ、カーテンエアバッグのほか、運転席・助手席シートクッションエアバッグ、運転席ニーエアバッグの合計9つのエアバッグ、VSC&TRC、タイヤ空気圧警告灯などが全車で標準装備される。
2014年、2015年モデルとしてマイナーチェンジ。バンパー、ヘッドランプ、テールランプのデザインが変更された。
2016年、サイオンブランド廃止のため、サイオンで販売されていた車種のトヨタブランド移行にあたり、セダンの「サイオンiA」が「ヤリスiA」と名称変更。セダンが復活した。なお、マツダのメキシコ工場で製造されるマツダ・デミオ（現・MAZDA2）のOEMである。
2017年、2018年モデルとしてマイナーチェンジ。外装のデザインが変更された。また、北米仕様のヤリスとしては初めて衝突回避支援パッケージが付く。ハイブリッド車とGRMNは設定されない。
2019年、ニューヨーク国際オートショーで日本より一足早く新型モデルを発表。ハッチバックもマツダ2のOEM車となった。

### 欧州仕様
北米仕様と同様、5ドアと3ドアの2種類で展開される。運転席・助手席エアバッグ、運転席・助手席サイドエアバッグ、カーテンエアバッグのほか運転席ニーエアバッグの合計7つのエアバッグ、VSC&TRC、アイドリングストップ機構、ガラスルーフ、レインセンサーワイパーなどが装備されている。2012年6月に登場したハイブリッド仕様（NHP130L）にはさらにヒルスタートアシストなどが装備される。
2017年3月マイナーチェンジ。日本仕様と同じデザインだが、リアフォグランプの位置が異なる。

## 4代目 海外仕様 （2023年 - ）
2023年1月26日、南アフリカにて新型「ヴィッツ」が世界初公開。アギアの後継として2023年第二四半期に発売される。また、スズキが生産するセレリオのOEMとなる。

## GRMN

### Vitz GRMN Turbo
スポーツコンバージョンモデル「G's」よりさらにハードなチューニングが施される本格的なチューニングカーブランドの「GRMN」において、「iQ GRMN」「iQ GRMN Supercharger」に続く第3弾として「ヴィッツ GRMNターボ」が企画され、2013年に200台が限定販売された。
ボディ剛性を確保するため、日本市場では導入されない3ドア仕様車（豪州・英国市場向け）をベースに車体の前後アンダーボディへ専用開発の補強ブレースを装着した上でGRMN専用チューニングのサスペンションを組み込み、ADVICS製のGRMN専用対向4ポットキャリパーの採用でブレーキを強化し、さらにホイールハブを標準の4ホールからラクティスと同じ5ホール（PCDは100 mm）へと変更し、強化型ロアアームを採用することでサスペンション全体の剛性を高めている。駆動方式はFFのみの設定で車両車重は1070 kgである。
エンジンは「RS」の1.5 Lエンジ（1NZ-FE型）をベースとしてターボチャージャーを組み合わせることで最大出力は32 kW (43.5 PS)向上させ112 kW (152 PS) / 6000 rpmに、最大トルクは206 N⋅m (21.0 kg⋅m) / 4000 rpmに引き上げられており、エンジンのチューニングに加えてVSCやABSなども専用のチューニングを施して「走る・曲がる・止まる」といった基本性能を大幅に向上させている。
トランスミッションは5速マニュアルトランスミッションのみである。
外装は「GRMN」のロゴがプレスされた専用の外板が与えられるほか、専用エアロパーツ（フロントバンパー＆ヘッドランプレンズはヤリス・ハイブリッド前期モデル、リアバンパーはG'sからの流用となる）とBBS製鍛造17インチアルミホイール（同社の市販品「RF」をベースにしたGRMN専用開発品）に215/45R17タイヤ（ブリヂストン・ポテンザRE050A）を組み合わせる。
内装はトヨタ紡織製のGRMN専用スポーツシートとGRMN専用アナログメーターに加えて本革巻き3本スポークステアリングホイール（レッドステッチ付）などを装備し、後部の軽量化のために一体可倒式リアシートを採用した。ボディカラーは「スーパーホワイトII」と「ブラックマイカ」の2色である。
同年8月25日より専用サイトにて先着順による商談受付を行い、商談は、スポーツカー「TOYOTA 86」の発売と同時に設けられ、カスタマイズやチューニング等に精通した「マスタースタッフ」を常駐させている「AREA 86」設置店舗のネッツ店にて行われ、限定200台はすべて完売した。

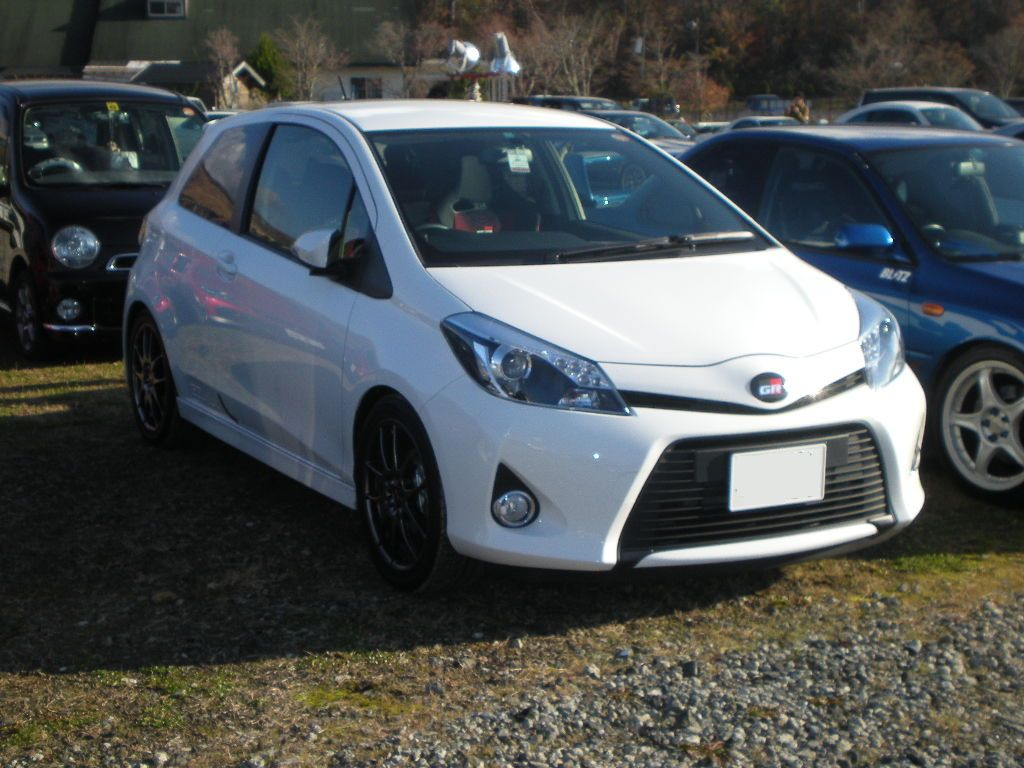
GRMNターボ
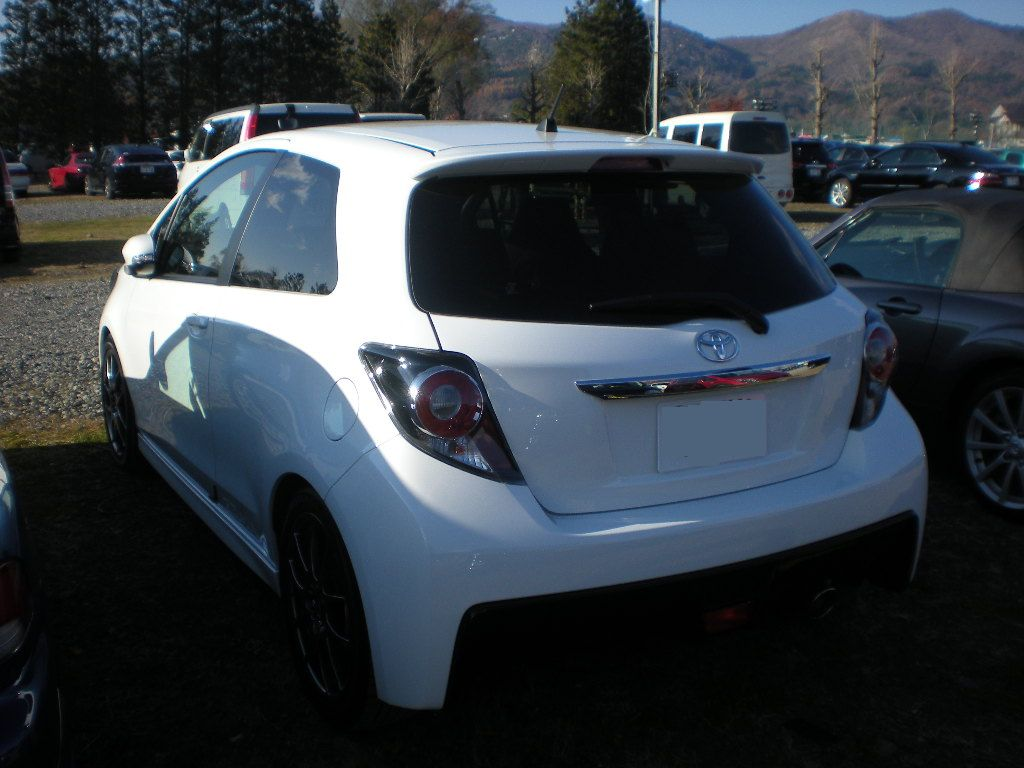
GRMNターボ 後部

### ヴィッツGRMN（ヤリスGRMN）
トヨタがWRCに復帰した2017年の、フランクフルトモーターショーにてヤリスGRMNの発売が正式発表。日本向けは「ヴィッツGRMN」の名で、フロントマスクも「GR」風の四角いグリルに変更されている。ヤリスGRMNは400台、ヴィッツGRMNは150台の限定生産。
エンジンは2ZR-FE型1.8 L直列4気筒ガソリンエンジンをロータスがチューニングし、スーパーチャージャーで過給。最大出力は212 hp / 6800 rpm、最大トルクは25.5 kgf·m / 5000 rpmを発生する。トランスミッションは6速MT（歴代ヴィッツで唯一の6速MT搭載車でもあった）のみ、駆動方式は前輪駆動。車両重量は1,135 kgで、パワーウェイトレシオは5.35 kg/hp。0〜100 km/h加速6.3秒、最高速230 km/h（リミッター作動）のパフォーマンスを実現する。
トルセンLSDを装備し、サスペンションやボディも強化。ブレーキローター径はフロントが275 mm、リアが278 mmと大径化。17インチのBBS製軽量ホイールに、ブリヂストン「ポテンザRE050」の205/45R17サイズタイヤを組み合わせている。

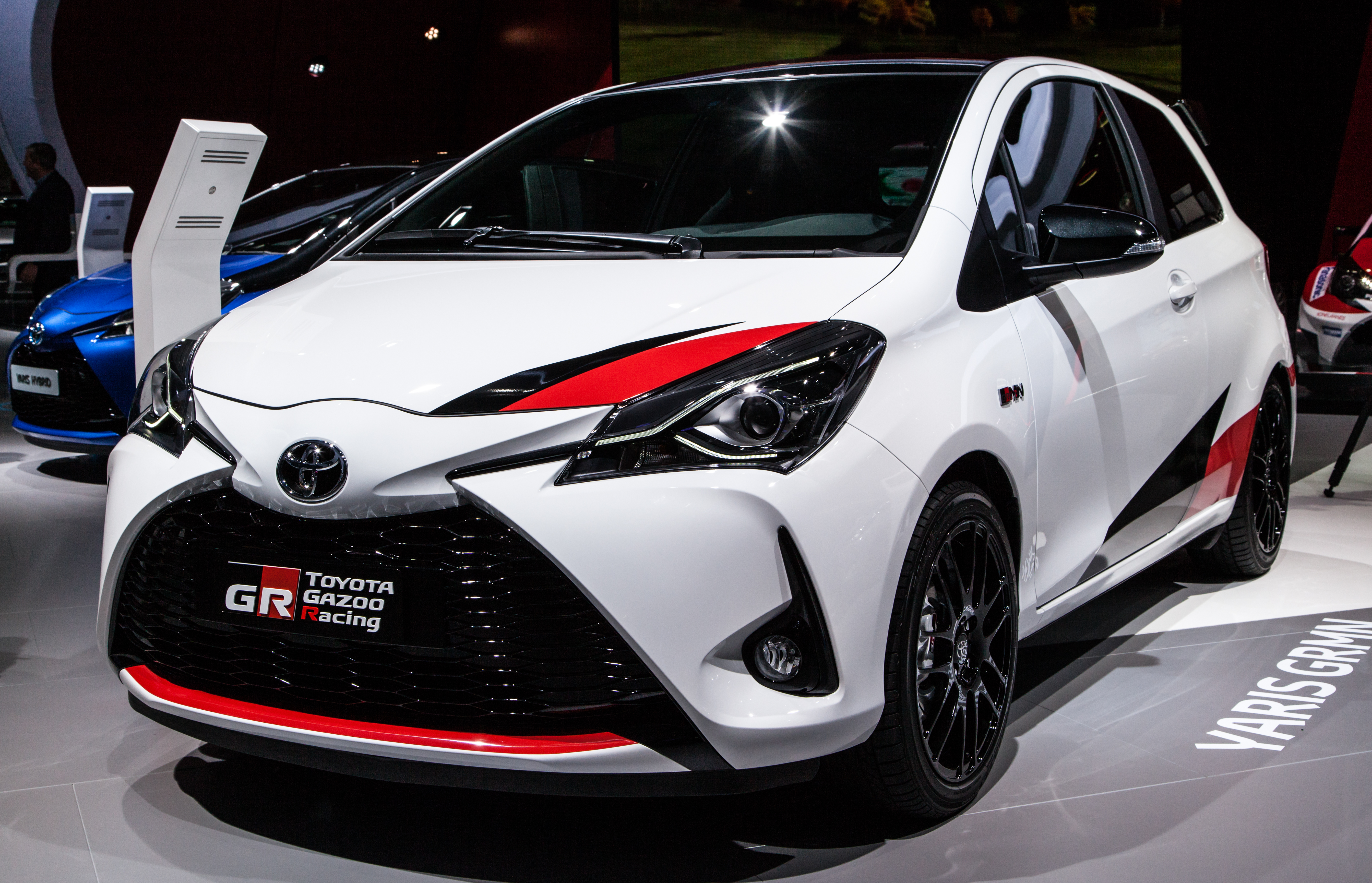
ヤリスGRMN
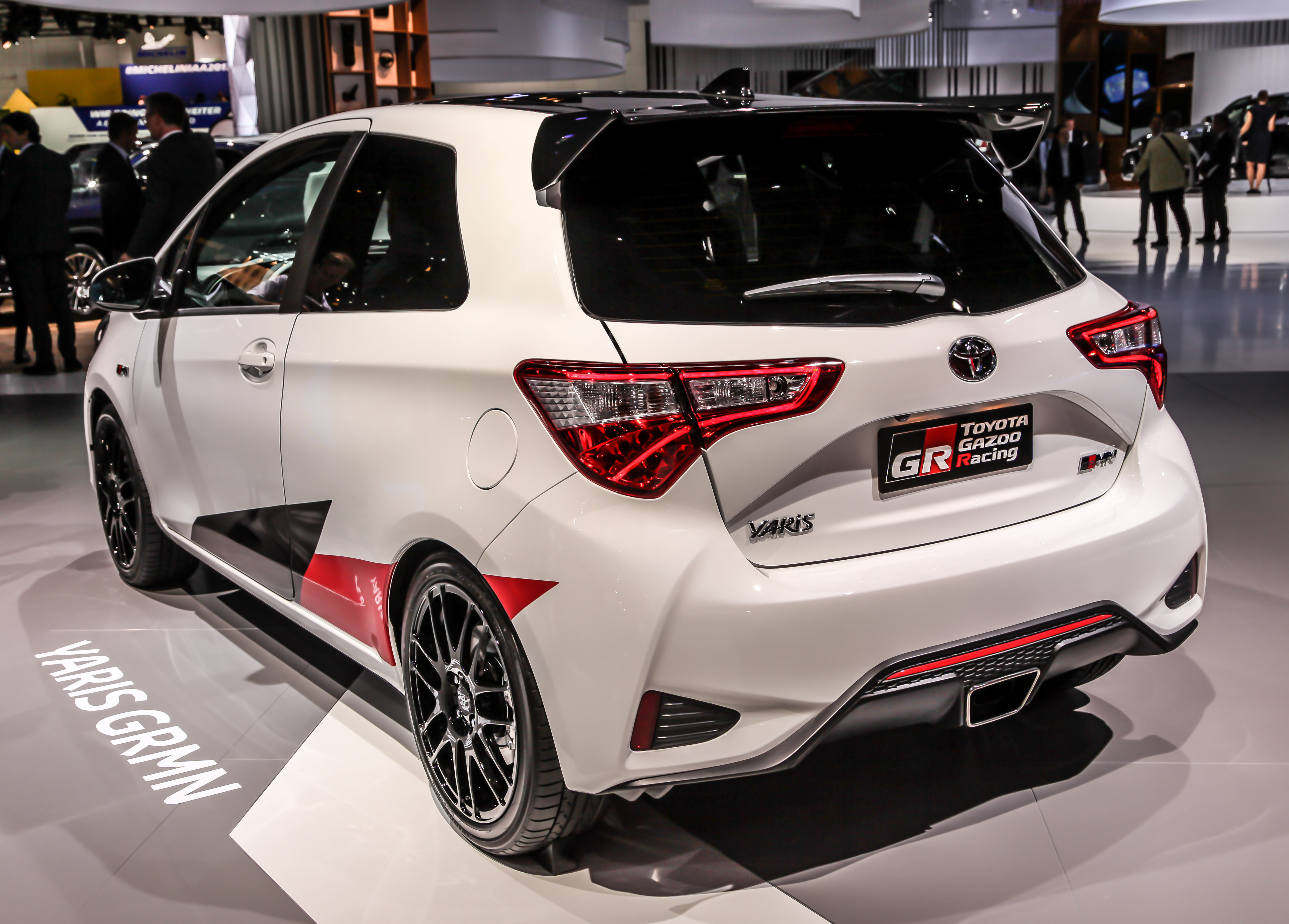
ヤリスGRMN 後部
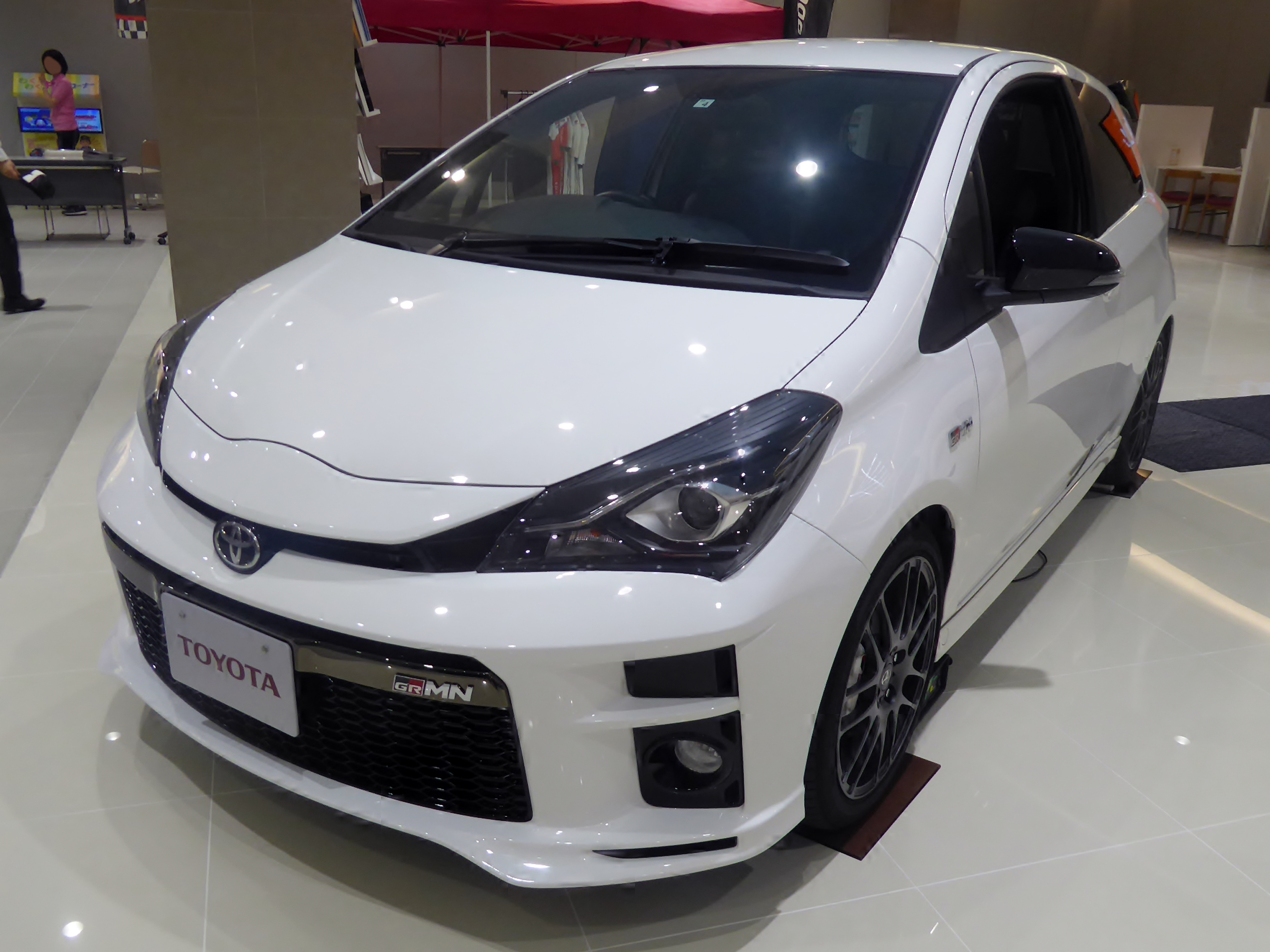
ヴィッツGRMN
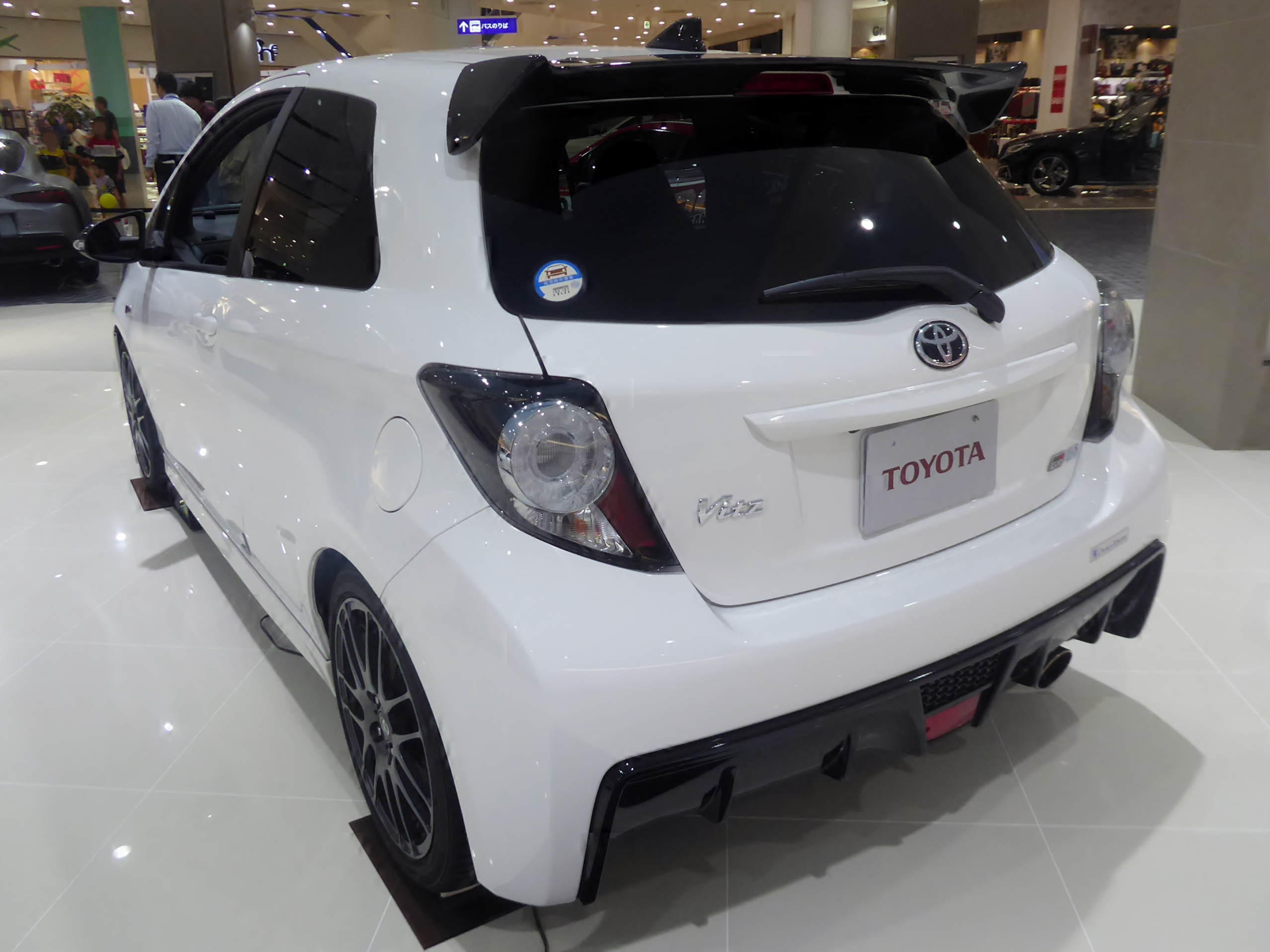
ヴィッツGRMN 後部
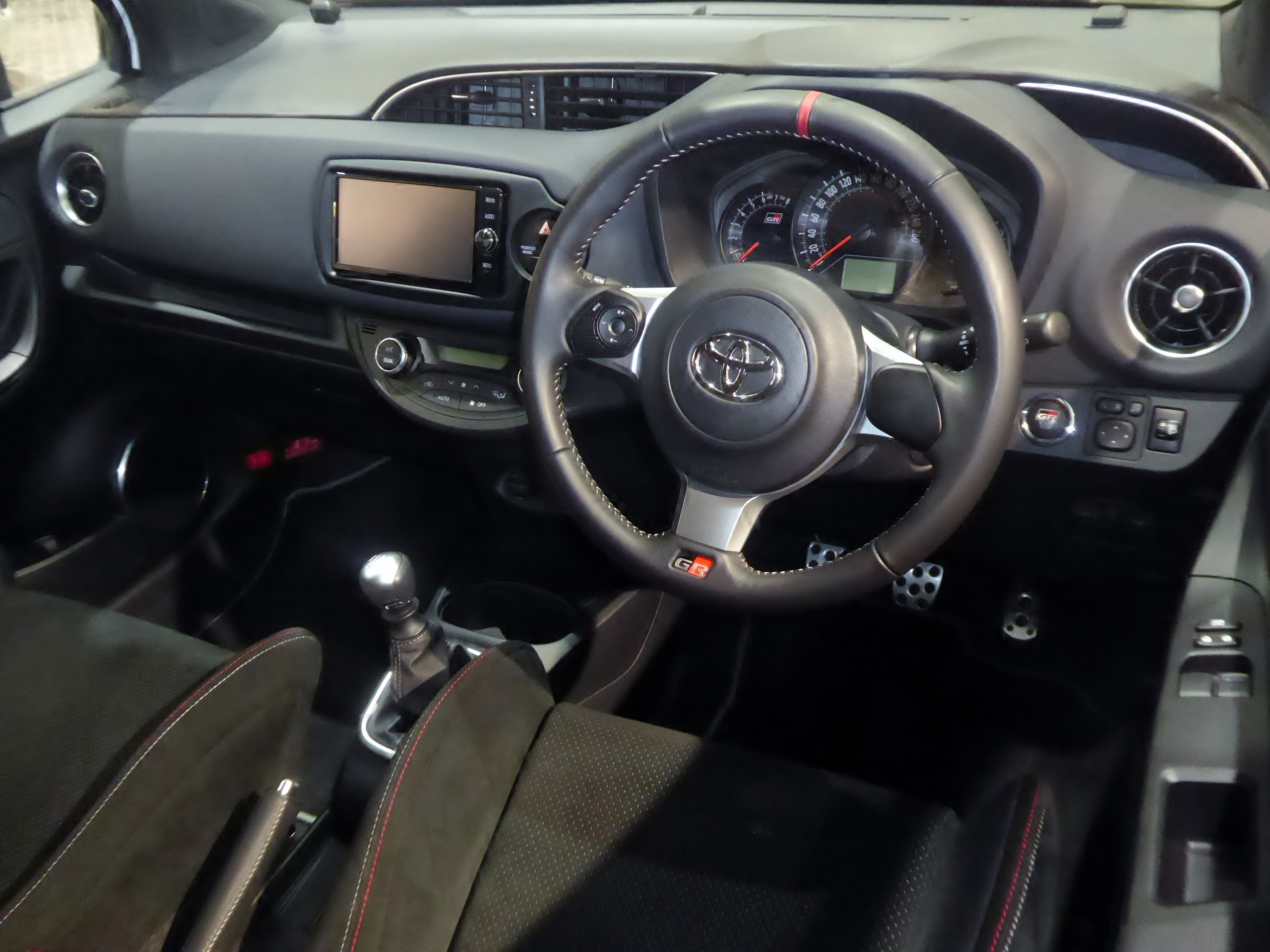
ヴィッツGRMN インテリア

## モータースポーツ

### トップカテゴリ

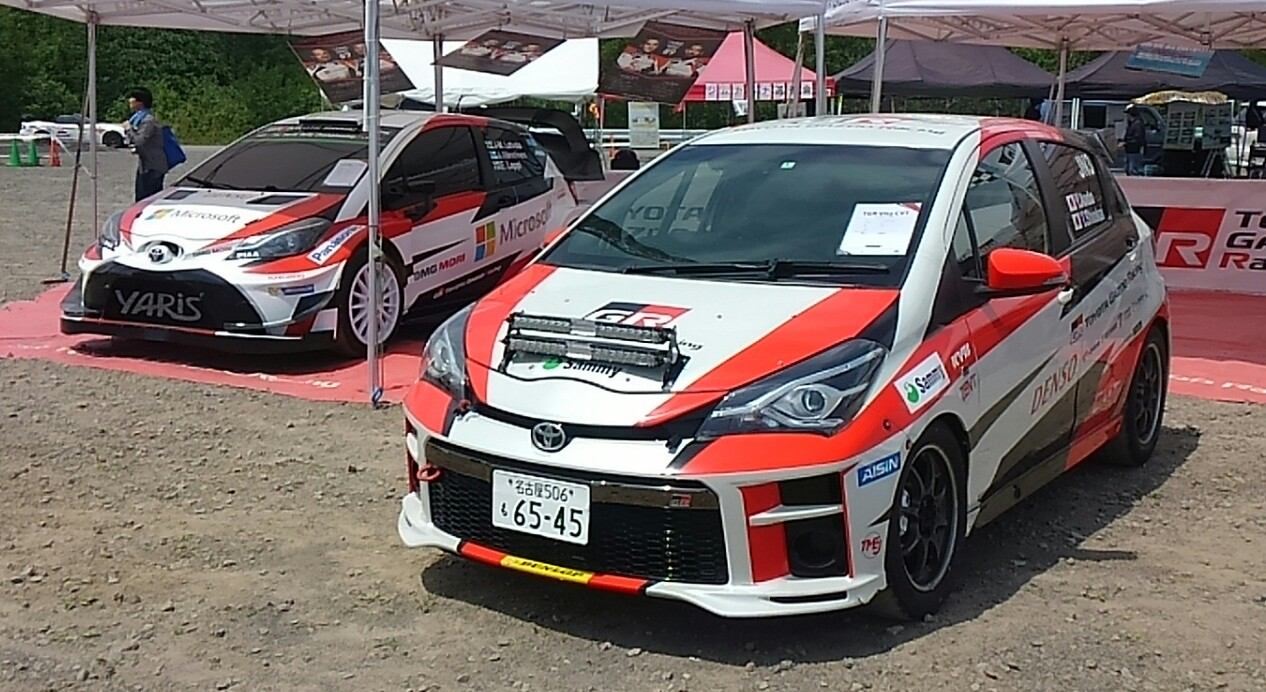
世界ラリー選手権のヤリスWRC（奥）と全日本ラリー選手権のヴィッツGRMN

TOYOTA GAZOO Racingは、2017年から復帰する世界ラリー選手権（WRC）に、WRカー規定の下に改造したヤリスWRCを採用。2戦目ラリー・スウェーデンで早くも勝利を挙げると、2年目の2018年には5勝をマークしてマニュファクチャラーズチャンピオンを獲得した。翌年2019年にはオイット・タナク/マルティン・ヤルヴェオヤ組が6勝をマークし、セバスチャン・オジェ/ジュリアン・イングラシア組の7連覇を阻止してドライバーズ/コ・ドライバーズチャンピオンとなっている。
地域選手権ではキャロッセ（クスコ）や豪州法人がAP4規定（アジアパシフィックラリー選手権の規定）に合わせたヴィッツを開発し、2017年JSR（日本スーパーラリーシリーズ）、2019年豪州ラリー選手権のドライバーズチャンピオンを獲得。また南アフリカのラリー選手権でも現地法人が独自にスーパー2000規定のヤリスを開発し、2015年および2016年にマニュファクチャラーズタイトルを獲得するなど、ラリーのベース車両として広く活躍している。なお南アのヤリスは日本に輸入され、2018年公開のラリー映画『OVER DRIVE』で主人公たちのチームのマシン『ヤリスSCRS』として使用されている ほか、JSR第2戦には撮影で使用されたものが実際に競技車両として参戦した。

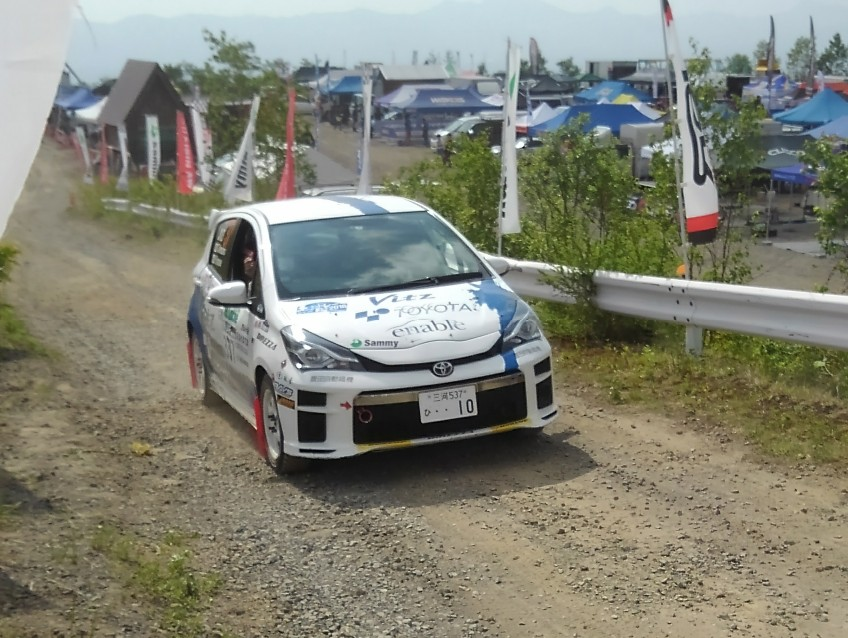
全日本ラリー選手権の天野/井上組のヴィッツ

市販車無改造規定下においても、小回りや信頼性の高さ、アフターパーツの多さ、参戦可能なカテゴリの手広さなどから高い人気を集めている。またドイツのトヨタ・モータースポーツ有限会社（TMG）は、入門者向けにグループR1規定のヤリスのラリーカーを販売している。
全日本ラリー選手権でも多くのエントラントがヴィッツを採用している。二輪駆動車クラスでは天野智之/井上裕紀子夫婦が2008年から継続して使用。2010年〜2014年にJN2クラスでヴィッツRS、2015年にJN5クラスでヴィッツGRMNターボ、2016年〜2018年にはJN3クラスでヴィッツRS、2019〜2020年にはJN5でヴィッツGRスポーツをそれぞれドライブし、同期間全てでドライバー及びコ・ドライバータイトルを獲得（2013年のみドライバー部門川名賢、コ・ドライバー部門井上裕紀子となる）、2014年と2017年は全勝）する圧倒的な強さを見せている。イベント総合結果でも上位クラスの2WD全車を上回ることがしばしある。
同じく全日本ラリーではスポーティなCVTを開発するため、豊田自動織機とTOYOTA GAZOO Racingはラリー用にチューニングしたCVTを搭載したヴィッツをJN3クラスに参戦させており、2017年にはランキング2位の好成績を収めている。なおこのラリーで鍛えられたCVTは、市販車のヴィッツGRに10速シーケンシャルシフト付きCVTというかたちでフィードバックされている 他、2018年からプライベーターにも供給をしている。
2018年途中からTOYOTA GAZOO RacingはヴィッツGRMNもJN5クラスにエントリーさせて海外のグループR勢と激しく争っており、2019年にJN5が改称したJN2クラスのチャンピオンを獲得した。なおこの年の選手権はJN6、JN5と合わせてヴィッツが3クラスを制覇している。
サーキットでは、スーパー耐久のST-5クラスで2010年から2012年に、2代目ヴィッツが3連覇を達成している。

### 入門カテゴリ

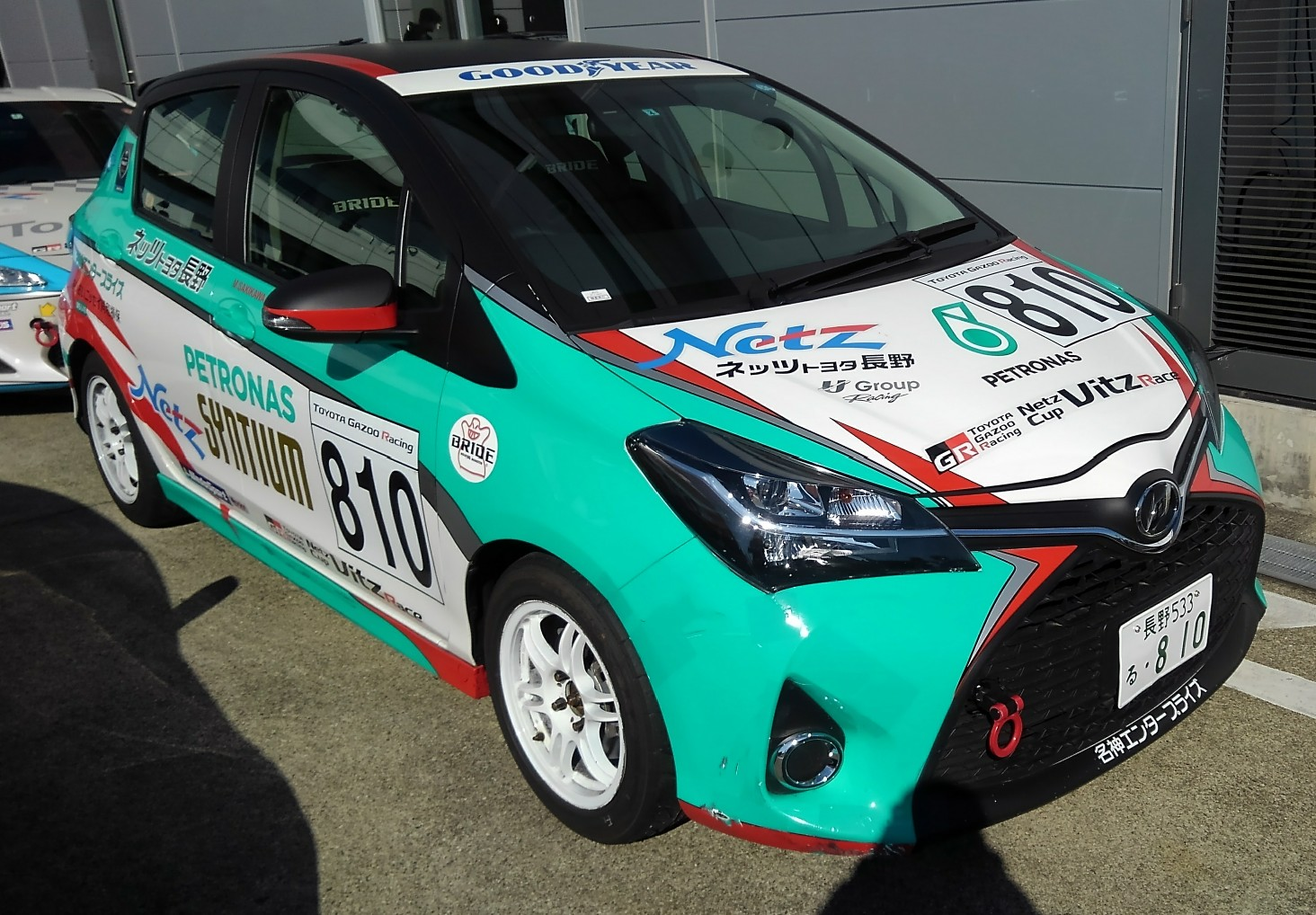
ネッツカップのヴィッツ

モータースポーツのエントリー向け車両としてもよく使用されている。
サーキットでは2000年に日本初のナンバー付き車両によるワンメイクレースとしてヴィッツレースが発足。北海道、東北、関東、関西、西日本の5地区と、TOYOTA GAZOO Racingフェスティバル（TGRF）でのグランドファイナル戦で構成されており、20年近く経った現在も多数のレース入門が参加している。
2002年にはサーキットに続き、入門者向けラリーカテゴリの「ニュースタイルワンメイクラリー TRDヴィッツチャレンジ」が発足。2012年には他のトヨタ車も含む「TRDラリーチャレンジ」、2016年にはTOYOTA GAZOO Racingが公認し「TGRラリーチャレンジ」へと発展して現在に至っている。現在同シリーズには、ヴィッツ専用のクラスが2つ存在する。

### その他
ウェストレーシングカーズが製造・販売し、KYOJOカップなどで用いられているアマチュア向けオープンタイプのレーシングカー『VITA-01』には、ヴィッツRSのエンジン・トランスミッションが流用されている。

### ギャラリー

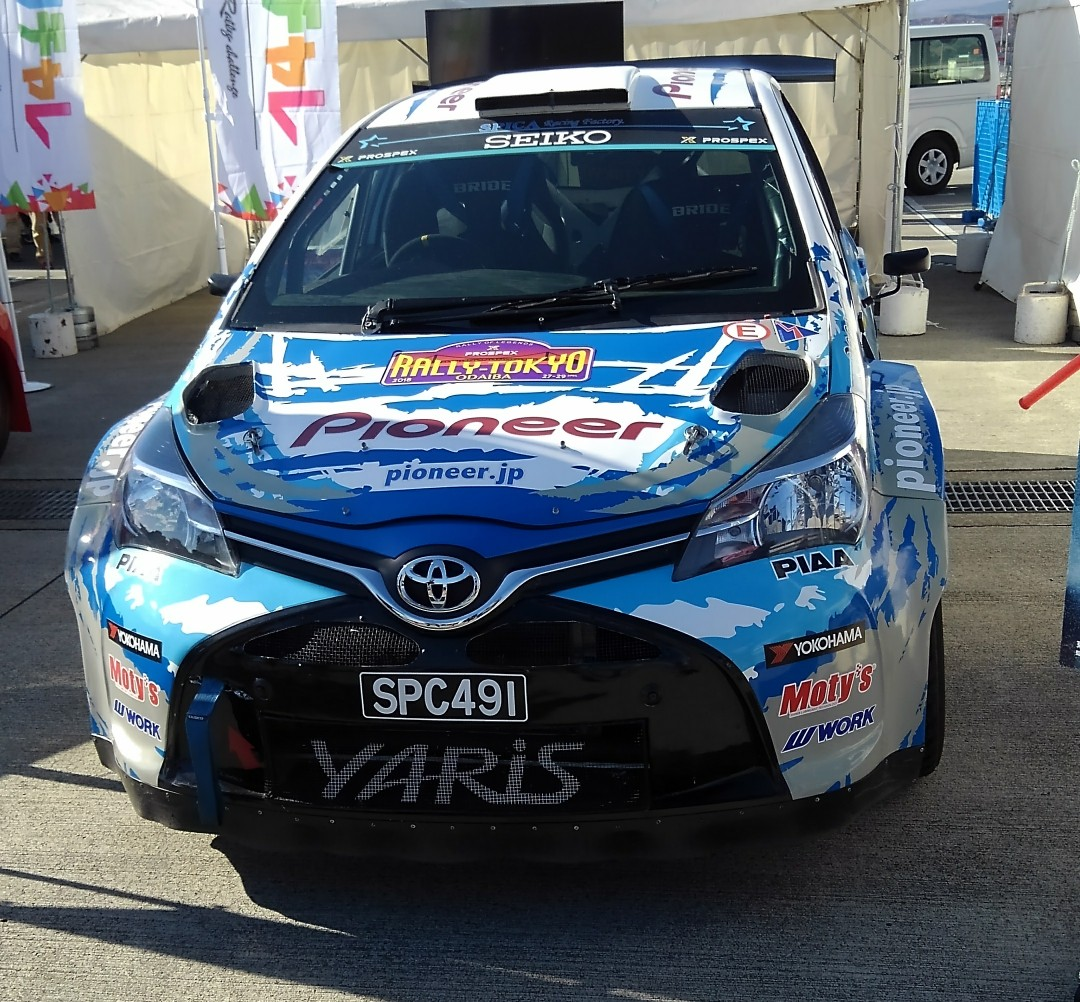
映画『OVER DRIVE』に登場したヤリスSCRS
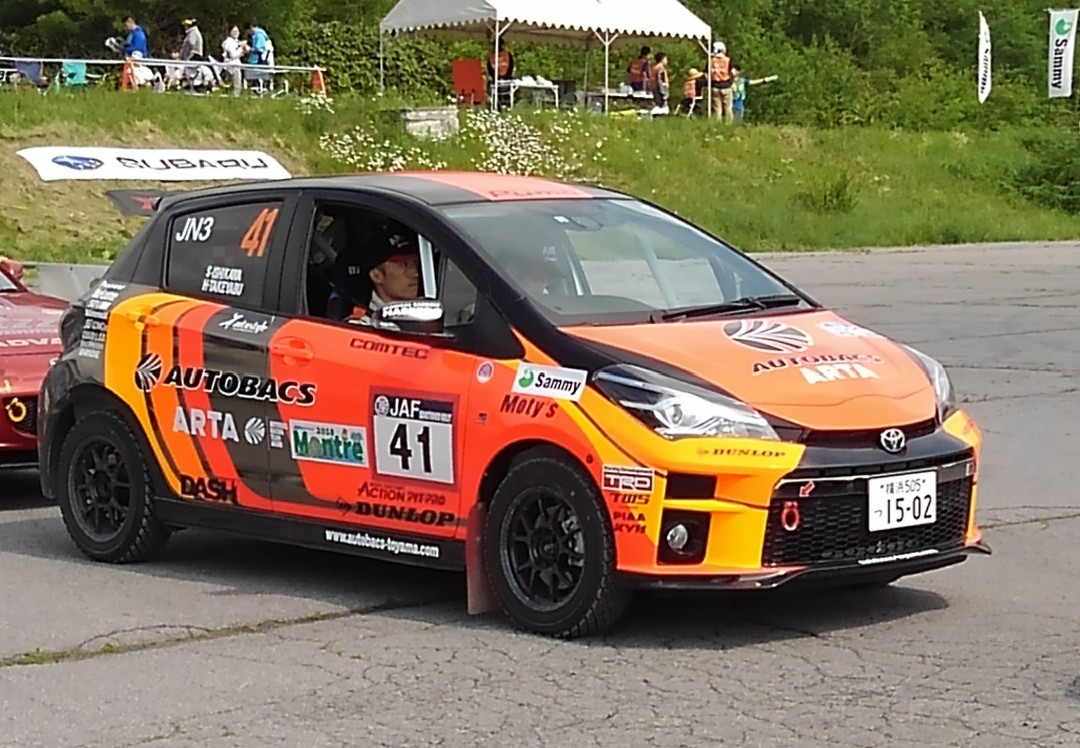
全日本ラリーのARTAのヴィッツ
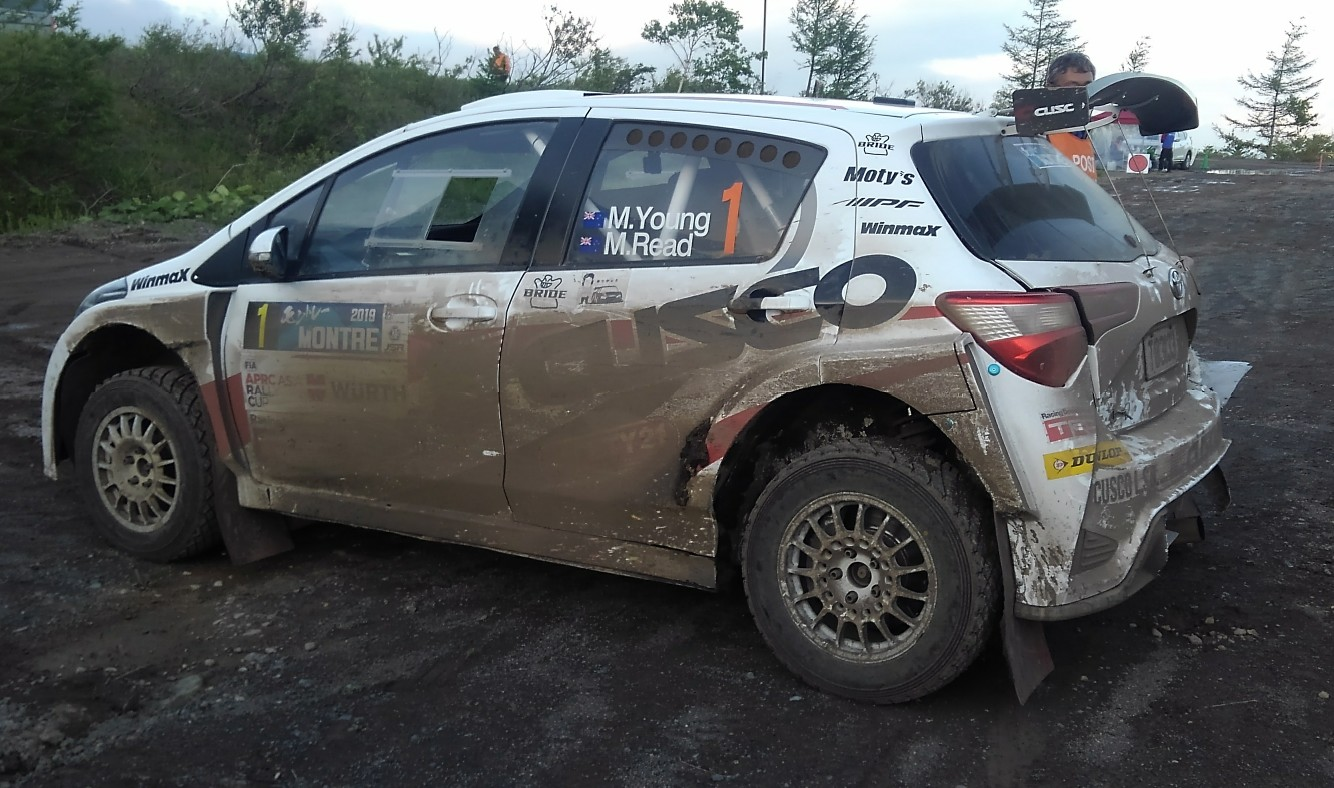
APRC/JSRに参戦するクスコのAP4規定の『ヴィッツ4WD』
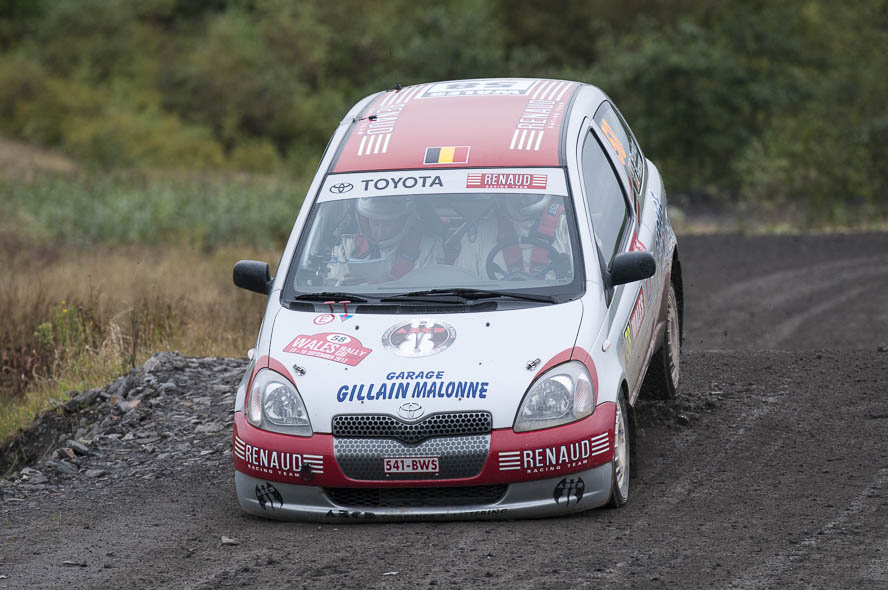
ラリーGBに参戦するグループNのヤリス
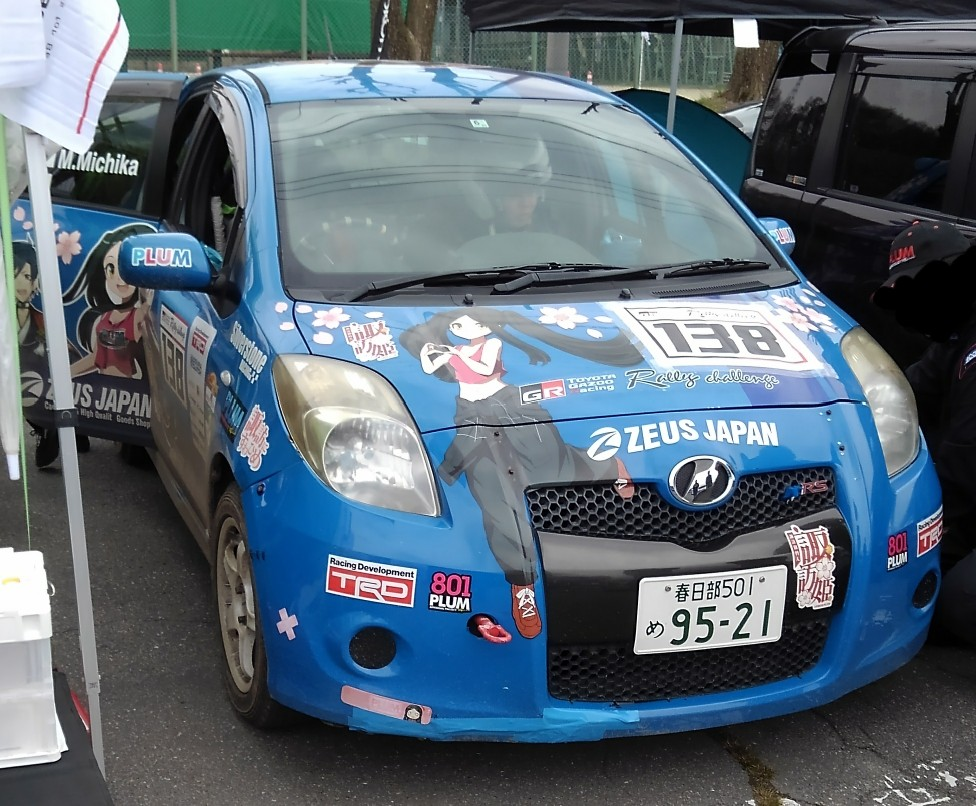
TGRラリーチャレンジの諏訪姫レーシングのヴィッツ
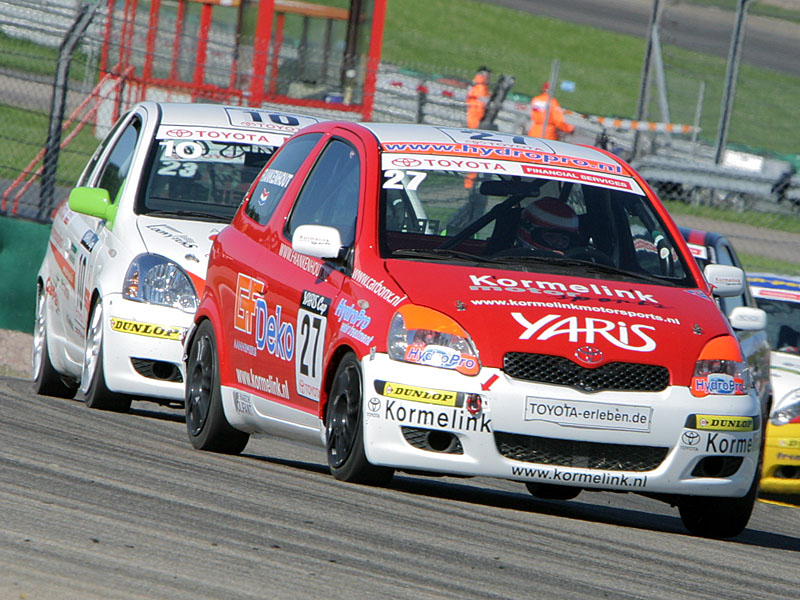
ドイツで開催されたヤリスのワンメイクレース

## 販売店
- ネッツ店

東京都では、以前はネッツトヨタ東京、ネッツトヨタ多摩、ネッツトヨタ東都で取扱っていたが、2019年4月1日の販売チャネル制度廃止に伴い、東京都内の全販売店（トヨタモビリティ東京、カローラ店系列のトヨタ西東京カローラ、ネッツ店系列のネッツトヨタ多摩とネッツトヨタ東都）で取り扱うようになった。

## 車名の由来・バリエーションなど
「Vitz」は、英語の「Vivid」（鮮やかな）とドイツ語の「Witz」（機知）を掛け合わせた造語である。
「Yaris」は、ギリシャの神々の名前の語尾によく使われる「is」と、開放的でダイナミックな発音である「Ya」を組み合わせた造語である。
日本国外では「Yaris」（ヤリス）の名称で販売されている。なお、初代はカナダ・オーストラリアでは「Echo」（エコー）、中国では「Vizi」（威姿）を名乗っていたが、2・3代目は国内を除いて全てヤリスハッチバックに統一された。さらに国外では姉妹車であるベルタが初代ヤリスセダン（中国・東南アジアでは2代目ヴィオス）を名乗り、さらに中国・東南アジア市場専売のヴィオスも3代目より北米市場・オセアニア市場に限りヤリスセダンの名で販売される。同じく姉妹車のファンカーゴはヤリスヴァーソを名乗っている。
日本では「ヤリス」という言葉の持つ響きがあまり好ましくないため、「Vitz」という名称となった（初代発売当時のdriver誌の記事より）。逆にイギリス英語使用圏では「Vitz」の読みが「Bit(s)＝「わずか」「噛んだ（過去形）」」に聞こえてしまうため、日本のみ「Vitz」、日本国外では「ヤリス」、という住み分けがなされている。このように 地域ごとに異なる名称が与えられているが、その影響としてヒュンダイ・ゲッツの日本名が、開発コードの「TB」とされたということがある（「ゲッツ」の名称を用いている欧州では名称がヴィッツではなく「ヤリス」であるために問題はなかったが、日本市場では「ヴィッツ」と「ゲッツ」ということで名前が似てしまう点が現代側の名称変更の理由のひとつとして挙げられている）。
同車発売より前から愛知県豊田市中心部にヴィッツ豊田タウンという商業施設がある。